# Roger Federer
Roger Federer (ur. 8 sierpnia 1981 w Bazylei) – szwajcarski tenisista, wieloletni lider rankingu ATP, wicemistrz olimpijski w grze pojedynczej z Londynu (2012), mistrz olimpijski w grze podwójnej z Pekinu (2008), zdobywca Pucharu Davisa 2014.
Status profesjonalny Federer otrzymał w roku 1998. Pierwszy mecz w turnieju głównym zawodów ATP Tour rozegrał na początku lipca tego samego roku w Gstaad. Przeciwnikiem Federera był Argentyńczyk Lucas Arnold Ker, a spotkanie zakończyło się porażką Szwajcara 4:6, 4:6. 15 września 2022 powiadomił o planowanym zakończeniu sportowej kariery podczas rozgrywek Pucharu Lavera. Jego ostatni mecz, rozegrany 23 września, zakończył się przegraną w deblu, w którym jego partnerem był wieloletni rywal, Rafael Nadal.
Federer uważany jest za jednego z najlepszych zawodników w historii dyscypliny. Ma w swoim dorobku 20 zwycięstw w turniejach wielkoszlemowych. W Australian Open triumfował w latach 2004, 2006, 2007, 2010, 2017 i 2018, we francuskim Roland Garros zwyciężył w 2009 roku, na kortach Wimbledonu wygrywał w latach 2003, 2004, 2005, 2006, 2007, 2009, 2012 i 2017, a w US Open w sezonach 2004, 2005, 2006, 2007 i 2008. Dodatkowo Szwajcar sześciokrotnie został mistrzem kończącego sezon turnieju ATP Finals (lata 2003, 2004, 2006, 2007, 2010, 2011). Ponadto dziesięciokrotnie dochodził do finałów rozgrywek wielkoszlemowych i cztery razy do finału ATP Finals. W sierpniu 2012 roku wywalczył srebrny medal igrzysk olimpijskich w Londynie, po przegranym finale z Andym Murrayem. Federer w ciągu swojej kariery wygrał 103 turniejów rangi ATP Tour w grze pojedynczej oraz osiągnął 54 finały. Jako trzeci tenisista w historii ery open doszedł do granicy tysiąca zwycięskich meczów.
W grze podwójnej Federer jest złotym medalistą igrzysk olimpijskich w Pekinie z roku 2008. Wspólnie ze Stanislasem Wawrinką pokonali w finałowym meczu Szwedów Simona Aspelina i Thomasa Johanssona. W deblu Szwajcar ma na koncie 8 turniejowych zwycięstw i 6 finałów.
W sezonie 2014 Federer zdobył ze Szwajcarią historyczny, pierwszy dla tego kraju Puchar Davisa, po pokonaniu w finale 3:1 reprezentacji Francji.
Po wygraniu Australian Open z 2004 roku, dnia 2 lutego, awansował na 1. pozycję w światowym rankingu. Przez kolejne 237 tygodni był na szczycie listy (do 11 sierpnia 2008 roku). Dnia 6 lipca 2009 roku ponownie został liderem rankingu na okres 48 tygodni. Po dwóch latach, 9 lipca 2012 roku, Federer ponownie objął prowadzenie w rankingu czym najpierw wyrównał, a w następnym tygodniu pobił rekord 286 tygodni jako nr 1 należący do Pete’a Samprasa. Do dnia 5 listopada 2012 roku, kiedy na pozycji lidera zastąpił go Novak Đoković. 19 lutego 2018 roku, po pięciu latach i czterech miesiącach przerwy Roger Federer w wieku 36 lat i sześciu miesięcy powrócił na 1. pozycję w światowym rankingu ATP zostając najstarszym liderem w historii. Łącznie przewodził stawce tenisistów przez 310 tygodni.

## Życie prywatne

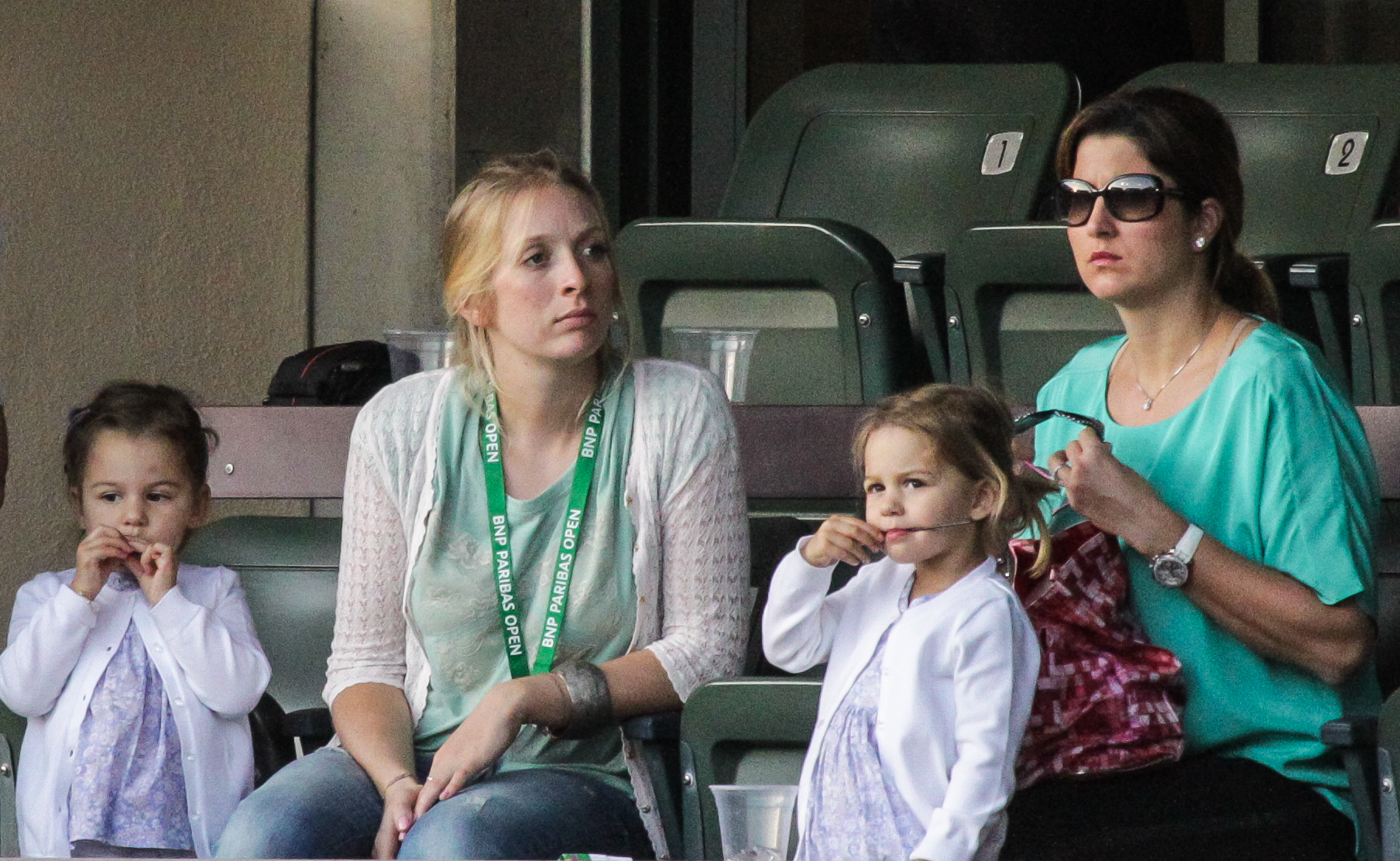
Rodzina Federera podczas turnieju BNP Paribas Open 2012

Roger Federer urodził się w Bottmingen, miejscowości położonej blisko Bazylei. Matka Federera, Lynette, pochodzi z RPA, natomiast ojciec, Robert, jest rodowitym Szwajcarem. Rodzice poznali się podczas podróży służbowej; oboje pracowali dla tej samej firmy farmaceutycznej. Federer ma starszą o dwa lata siostrę, Dianę. Z wyznania jest katolikiem, a podczas turnieju w Rzymie w roku 2006 poznał papieża Benedykta XVI.
Federer jest mężem byłej tenisistki Mirki Vavrinec. Para poznała się podczas igrzysk olimpijskich w Sydney z 2000 roku. Po blisko dziewięciu latach, dnia 11 kwietnia 2009 roku wzięli ślub w Bazylei w otoczeniu najbliższych przyjaciół i rodziny. Trzy miesiące później, 23 lipca, Federer został ojcem bliźniaczek Charlene Riva’i i Mylii Rose. Na swojej stronie w Facebooku Federer oznajmił, że dzień, w którym córeczki się narodziły jest jego najpiękniejszym dniem w życiu. Pod koniec 2013 roku Federerowie poinformowali, że spodziewają się kolejnego dziecka. 6 maja 2014 roku Szwajcar poinformował, że tego dnia przyszły na świat jego dzieci – bliźniaki Leo i Lenny.

### Działalność charytatywna

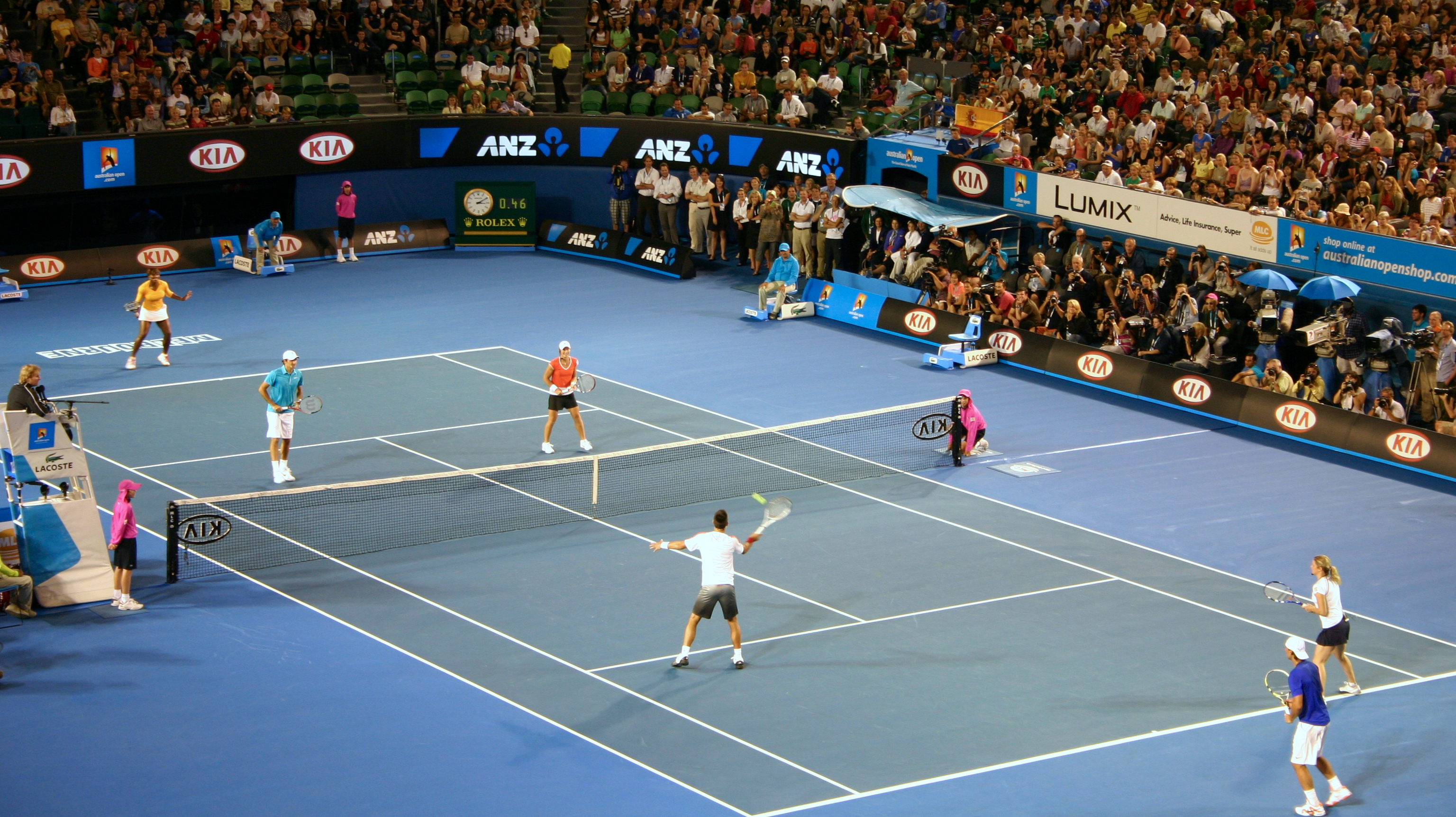
Pokazówka „Hit for Haiti”, 2010

W 2003 roku Federer założył fundację pomagającą w edukacji chorym i biednym dzieciom z Tanzanii, Zimbabwe i Republiki Południowej Afryki i promującą sport wśród młodzieży. W ciągu 10 lat istnienia fundacja pomogła 86 tys. dzieci z problemami w edukacji. W marcu 2005 roku Federer wziął udział w pokazówce, która miała miejsce w Indian Wells. Celem tej imprezy było zgromadzenie środków na pomoc poszkodowanym po trzęsieniu ziemi z grudnia 2004 roku. Tegoż samego roku, w związku z huraganem Katrina jakie nawiedziło USA, Federer wystawił w aukcji swoją rakietę tenisową. Dochód z niej, w wysokości 40 000 $ przeznaczył ofiarom huraganu. Za swoją działalność w kwietniu 2006 roku Federer został ambasadorem dobrej woli UNICEF.
W styczniu 2010 roku Federer wziął udział w imprezie pokazowej „Hit for Haiti”, która odbyła się w Melbourne, tuż przed Australian Open. Akcja została zorganizowana by pomóc ofiarom trzęsienia ziemi na Haiti, a oprócz Federera obecni byli inni czołowi tenisiści, a także tenisistki. Zebrano blisko 200 000 $, a kwotę w całości przekazano ofiarom kataklizmu. W marcu ponownie odbyła się zbiórka dla ofiar trzęsienia z udziałem Federera. Po zakończeniu sezonu 2010 Federer wraz z Rafaelem Nadalem rozegrali pokazowe pojedynki w Zurychu i Madrycie pod hasłem „Match for Africa”. Pieniądze zostały przekazane potrzebującym w Afryce.
Na początku roku 2011, zorganizowano pokazówkę w Melbourne by wspomóc ofiary powodzi w Queenslandzie.
W styczniu 2014 roku, tuż przed rozpoczęciem Australian Open, zorganizowano imprezę pokazową, która miała uczcić dziesięciolecie działalności Fundacji Rogera Federera. W zabawie uczestniczyli m.in. Lleyton Hewitt, Rod Laver, Patrick Rafter i Tony Roche. Dochód z charytatywnego meczu Szwajcara z Jo-Wilfriedem Tsongą wyniósł 1 mln dolarów.

### Osiągnięcia pozasportowe
W 2017 roku został doktorem honoris causa uniwersytetu w Bazylei.
Jego imieniem w 2012 roku nazwano jedną z ulic w Halle, a cztery lata później – w Biel/Bienne.

## Kariera tenisowa

### Lata juniorskie
W tenisa Federer zaczął grać w wieku 8 lat. Pierwszy mecz w gronie juniorów Szwajcar rozegrał w połowie lipca 1996 roku. Na przełomie czerwca i lipca 1998 roku triumfował w juniorskim Wimbledonie, po zwycięstwie w finale nad Gruzinem Iraklim Labadze. W grudniu 1998 roku Federer odniósł kolejny sukces, wygrywając turniej Orange Bowl w kategorii do lat 18. Ponadto Szwajcar jest finalistą US Open z 1998 roku, gdzie uległ Davidowi Nalbandianowi. Łącznie wygrał pięć juniorskich turniejów w grze pojedynczej. Najwyżej sklasyfikowany w klasyfikacji singlowej juniorów był na 1. miejscu (31 grudnia 1998).
W grze podwójnej Federer wygrał jeden turniej, podczas Wimbledonu w 1998 roku. Partnerem Szwajcara był Olivier Rochus, a w finale pokonali Michaëla Llodrę i Andy’ego Rama. W zestawieniu deblistów najwyższej był na 7. pozycji (31 grudnia 1998).

### Sezony 1998–2000
W wieku 17 lat Federer rozpoczął karierę profesjonalną. Na początku lipca 1998 roku zadebiutował w gronie zawodowców, podczas rozgrywek w Gstaad, lecz odpadł w I rundzie po porażce z Lucasem Arnoldem Kerem.
Jeszcze w tym samym roku zagrał po raz pierwszy z zawodnikiem sklasyfikowanym w pierwszej dziesiątce rankingu, miało to miejsce w turnieju w Bazylei, przeciwnikiem Federera był Andre Agassi. Mecz ten przegrał w dwóch setach 3:6, 2:6
Na początku sezonu 1999 Szwajcar w lutym doszedł do ćwierćfinału rozgrywek ATP World Tour w Marsylii. Po drodze wyeliminował, będącego wówczas na 5. miejscu w rankingu, Hiszpana Carlosa Moyę; przegrał z Arnaudem Clémentem. W tym samym miesiącu wystartował również w Rotterdamie, po wcześniejszym przejściu eliminacji. W drabince turnieju głównego przegrał ćwierćfinałowy pojedynek z Rosjaninem Jewgienijem Kafielnikowem. Pod koniec maja Federer po raz pierwszy awansował do turnieju wielkoszlemowego, na kortach Rolanda Garrosa, jednak odpadł w I rundzie z Patrickiem Rafterem. Miesiąc później, na trawiastych kortach Wimbledonu również został pokonany w I rundzie, przez Czecha Jiříego Nováka. W październiku Szwajcar doszedł do ćwierćfinału zawodów w Bazylei, oraz po raz pierwszy w karierze osiągnął półfinał imprezy z cyklu ATP World Tour, w Wiedniu. Pod koniec tego samego miesiąca wygrał zawody ATP Challenger Tour w Brest, po pokonaniu w finale Maksa Mirnego. Dnia 20 września 1999 roku Federer po raz pierwszy awansował do czołowej setki rankingu (95. miejsce), a sezon ukończył na 65. pozycji.
Na początku lutego 2000 roku Federer awansował do finału turnieju w Marsylii. Był to jego zarazem pierwszy finał z cyklu ATP World Tour. Mecz o tytuł przegrał 6:2, 3:6, 6:7(5) ze swoim rodakiem Marcem Rossetem. W tym samym miesiącu Szwajcar osiągnął ćwierćfinał turnieju w Londynie i półfinał w Kopenhadze. Pod koniec maja uzyskał IV rundę Rolanda Garrosa, po wcześniejszym wyeliminowaniu Michela Kratochvila, przeciwko któremu zagrał pięciosetowy mecz. Spotkanie o ćwierćfinał zawodów przegrał z Hiszpanem Àlexem Corretją. W czerwcu Szwajcar uzyskał ćwierćfinał w Halle i I rundę Wimbledonu. Pod koniec sierpnia, na US Open doszedł do III rundy, w której przegrał z Juanem Carlosem Ferrero, a we wrześniu osiągnął półfinał igrzysk olimpijskich w Sydney. W meczu o finał uległ Niemcowi Tommy’emu Haasowi, natomiast w spotkaniu o brązowy medal nie sprostał Arnaudowi Di Pasquale. W październiku Federer, tak jak w 1999 roku, awansował do półfinału w Wiedniu, a następnie osiągnął finał w Bazylei. Po drodze wyeliminował m.in. Tommy’ego Haasa i, będącego wtedy w czołowej dziesiątce rankingu, Lleytona Hewitta. Pojedynek finałowy zakończył się porażką Szwajcara z Thomasem Enqvistem. Ponadto Federer w Bazylei wraz z Dominikiem Hrbatým awansowali do finału gry podwójnej, ale spotkanie o mistrzowski tytuł przegrali z Donaldem Johnsonem i Pietem Norvalem. Na koniec roku Federer zajmował 29. miejsce w klasyfikacji singlowej.

### Sezon 2001
Sezon Federer zainaugurował startem w Sydney, gdzie odpadł z rywalizacji w ćwierćfinale. Podczas Australian Open doszedł do III rundy po wcześniejszym pokonaniu m.in. Arnauda Di Pasquale’a; przegrał z Arnaudem Clémentem. Pod koniec stycznia Szwajcar wygrał pierwszy turniej rangi ATP World Tour w grze pojedynczej, w halowych kortach w Mediolanie, eliminując m.in. Jewgienija Kafielnikowa, a w finale wynikiem 6:4, 6:7(7), 6:4 Francuza Juliena Bouttera. W połowie lutego, w Marsylii osiągnął półfinał, w którym tym razem przegrał z Kafielnikowem. Tydzień po tym starcie, na kortach w Rotterdamie, Federer uzyskał finał w singlu i deblu. W grze pojedynczej wyeliminował m.in. Àlexa Corretję (wówczas nr 7. w rankingu), jednak w finale nie sprostał Nicolasowi Escudé. W grze podwójnej w parze z Jonasem Björkmanem pokonali w decydującym spotkaniu czeski duet Petr Pála-Pavel Vízner. W marcu Szwajcar doszedł do ćwierćfinału rozgrywek ATP Masters Series w Miami. W meczu o półfinał zmierzył się z Patrickem Rafterem, z którym jednak przegrał w dwóch setach.
Okres gry na kortach ziemnych rozpoczął od startu w Monte Carlo, gdzie poniósł porażkę w ćwierćfinałowym pojedynku z Sébastienem Grosjeanem. W Rzymie odpadł w III rundzie, po wcześniejszym wyeliminowaniu wicelidera rankingu światowego, Rosjanina Marata Safina. W I rundzie wielkoszlemowego Rolanda Garrosa Federer wygrał ze Stefano Galvanim. W następnej fazie po pięciosetowym meczu pokonał Sarkisa Sarksjana, a w III i IV rundzie odpowiednio Davida Sáncheza i Wayne’a Arthursa. Pojedynek ćwierćfinałowy zakończył się porażką Federera z Àlexem Corretją. Był to zarazem pierwszy wielkoszlemowy ćwierćfinał Federera w jego karierze.
Miesiąc gry na nawierzchni trawiastej Federer zaczął od turnieju w Halle, osiągając tam kolejny w sezonie ćwierćfinał. W meczu o dalszą fazę lepszym od Szwajcara był Patrick Rafter. Tuż przed Wimbledonem Federer wziął udział w zawodach w ’s-Hertogenbosch awansując do półfinału, w którym uległ Lleytonowi Hewittowi. Na Wimbledonie Szwajcar uzyskał drugi wielkoszlemowy ćwierćfinał. Po drodze, w meczu IV rundy, pokonał Pete’a Samprasa, przerywając zarazem serię 31 zwycięstw z rzędu Amerykanina na londyńskich kortach. Rywalem Federera w spotkaniu o półfinał był Tim Henman, z którym przegrał w czterech setach.
Na początku lipca Federer wygrał deblowe zmagania w Gstaad tworząc parę z Maratem Safinem, gdzie zwyciężyli nad parą Michael Hill-Jeff Tarango. Podczas US Open Szwajcar awansował do III rundy, gdzie musiał uznać wyższość Andre Agassiego. W pozostałej części sezonu doszedł do ćwierćfinału w Wiedniu (porażka ze Stefanem Koubkiem) oraz finału w Bazylei. Mecz o tytuł zakończył się przegraną Federera z Timem Henmanem.
Sezon 2001 Federer ukończył na 13. pozycji w rankingu ATP.

### Sezon 2002

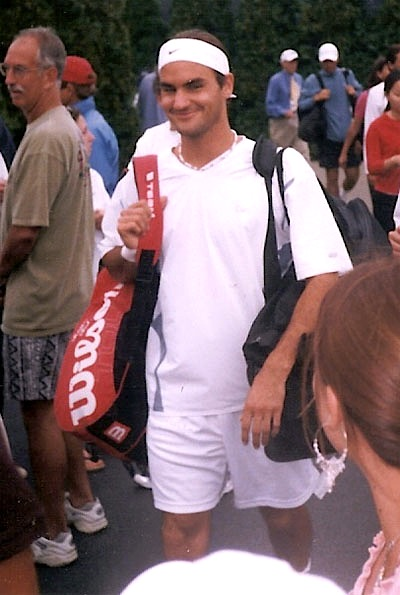
Federer podczas US Open 2002

Rok 2002 Federer rozpoczął od turnieju w Sydney, gdzie wywalczył swój drugi singlowy tytuł, eliminując po drodze Andy’ego Roddicka, a w finale wynikiem 6:3, 6:3 Juana Ignacio Chelę. W Melbourne uzyskał IV rundę, w której nie sprostał Tommy’emu Haasowi. Pod koniec stycznia Federer osiągnął kolejny w sezonie finał, w Mediolanie, po wcześniejszym pokonaniu m.in. w półfinale Grega Rusedskiego. Pojedynek finałowy Szwajcar przegrał z Włochem Davidem Sanguinettim. W połowie lutego Federer wziął udział w turnieju rozgrywanym w hali Ahoy Rotterdam w Rotterdamie. W singlu dotarł do ćwierćfinału, w którym uległ Nicolasowi Escudé, natomiast w deblu z Maksem Mirnym wygrali cały turniej. W finale pokonali utytułowanych Marka Knowlesa i Daniela Nestora. W marcu, podczas turnieju ATP Masters Series w Indian Wells Federer osiągnął z Mirnym finał gry podwójnej. Rywalami pary szwajcarsko-białoruskiej w finale byli Knowles z Nestorem, którzy tym razem wygrali pojedynek zdobywając tym samym mistrzowski tytuł. Tuż po zawodach w Indian Wells Federer awansował do finału singla w Miami. Szwajcar po drodze pokonał m.in. w IV rundzie Tima Henmana i w półfinale lidera światowego rankingu, Lleytona Hewitta, jednak w rundzie finałowej nie sprostał Andre Agassiemu.
Na kortach ziemnych, w połowie maja Federer dotarł do finału imprezy w Hamburgu. W ćwierćfinale wygrał z Gustavo Kuertenem, wówczas dwukrotnym mistrzem Rolanda Garrosa, a w półfinale ze swoim deblowym partnerem, Maksem Mirnym. Mecz finałowy rozegrał z byłym nr 1. klasyfikacji singlowej, Maratem Safinem, którego pokonał 6:1, 6:3, 6:4 zdobywając tym samym swój pierwszy tytuł rangi ATP Masters Series. W wielkoszlemowym Rolandzie Garrosie rozstawiony z nr 8. Szwajcar odpadł już w I rundzie z Marokańczykiem Hiszamem Arazim.
Sezon gry na nawierzchni trawiastej Szwajcar zaczął od startu w Halle, gdzie uległ w półfinale Nicolasowi Kieferowi. W ’s-Hertogenbosch odpadł w ćwierćfinale, po porażce ze Sjengiem Schalkenem, natomiast na Wimbledonie przegrał w I rundzie z Mario Ančiciem.
Ostatni w sezonie wielkoszlemowy turniej, US Open, Federer zakończył na IV rundzie, gdzie został pokonany przez Maksa Mirnego. Pod koniec września, podczas zawodów w Moskwie w singlu doszedł do ćwierćfinału, przegrywając z Maratem Safinem, z kolei w deblu, wraz z Mirnym triumfowali w całej imprezie, po zwycięstwie w finale nad Australijczykami Joshuą Eaglem i Sandonem Stollem. Na początku października Federer wygrał trzeci w sezonie singlowy turniej, w Wiedniu, eliminując wcześniej m.in. Carlosa Moyę, a w finale Jiříego Nováka. Następnie wystartował w Madrycie, osiągając ćwierćfinał, w którym przegrał z Fabrice’em Santoro, a w Bazylei uzyskał półfinał (porażka z Davidem Nalbandianem). W Paryżu (hala Bercy) Federer awansował do ćwierćfinału, po wcześniejszym wyeliminowaniu Tommy’ego Haasa; przegrał z Lleytonem Hewittem.
Na koniec sezonu Szwajcar zakwalifikował się do turnieju Tennis Masters Cup, w którym gra corocznie ośmiu najlepszych tenisistów. W fazie grupowej rywalami Szwajcara byli Juan Carlos Ferrero, Jiří Novák i Thomas Johansson. Federer pokonał wszystkich swoich rywali i awansował do półfinału, w którym zmierzył się z Hewittem. Pojedynek zakończył się zwycięstwem Australijczyka 7:5, 5:7, 7:5.
Rok 2002 Federer zakończył na 6. pozycji w zestawieniu ATP.

### Sezon 2003
Pierwszym turniejem w roku jaki rozegrał były rozgrywki w Ad-Dausze. Federer osiągnął tam ćwierćfinał, w którym przegrał z Janem-Michaelem Gambillem. W Melbourne Park, podczas Australian Open, został wyeliminowany w IV rundzie przez Davida Nalbandiana. Pierwszy w sezonie tytuł Federer zdobył w lutym, w Marsylii, gdzie w finale pokonał Jonasa Björkmana. Tydzień po tym turnieju Szwajcar osiągnął finał gry podwójnej w Rotterdamie. Partnerem Federera był Maks Mirny, jednak w finale przegrali z Wayne’em Arthursem i Paulem Hanleyem. Następnie Federer zwyciężył w singlowych zmaganiach w Dubaju, po wygranej w finale nad Jiřím Novákiem. W połowie marca Szwajcar wystartował w Miami dochodząc do ćwierćfinału w grze pojedynczej, gdzie przegrał z Albertem Costą, natomiast w deblu wraz z Mirnym uzyskali finał, w którym pokonali Leandera Paesa oraz Davida Rikla.
Pod koniec kwietnia, na kortach ziemnych w Monachium Szwajcar odniósł kolejne turniejowe zwycięstwo po wygranej w finale z Jarkko Nieminenem. Na kortach Foro Italico w Rzymie osiągnął kolejny finał po wcześniejszej wygranej m.in. nad nr 3. w rankingu Juanem Carlosem Ferrero, który przed tym pojedynkiem wygrał 21 spośród 22 meczów na kortach ziemnych. Spotkanie finałowe Federer zagrał z Félixem Mantillą. Mecz zakończył się porażką Szwajcara, który spośród 17 break pointów wykorzystał 3. Na paryskich kortach im. Rolanda Garrosa Federer odpadł w I fazie po porażce z Luisem Horną.
W czerwcu, podczas rywalizacji w Halle Federer wygrał swój pierwszy turniej na nawierzchni trawiastej, pokonując w finale Nicolasa Kiefera. Do wielkoszlemowego Wimbledonu przystępował jako zawodnik rozstawiony z nr 4. W I i II rundzie bez straty seta pokonał Lee Hyunga-taika i Stefana Koubka, w III fazie po czterosetowym meczu wyeliminował Mardy’ego Fisha, a w kolejnej rundzie Feliciano Lópeza. Ćwierćfinałowy pojedynek Federer wygrał ze Sjengem Schalkenem, a półfinałowy z Andym Roddickiem, osiągając pierwszy wielkoszlemowy finał w karierze. Rywalem Szwajcara w meczu o tytuł był Australijczyk Mark Philippoussis, jednak to Federer był faworytem tego pojedynku. Spotkanie zakończyło się zwycięstwem Szwajcara 7:6(5), 6:2, 7:6(3), który triumfował po raz pierwszy w wielkoszlemowej imprezie. W trakcie wręczania pucharu oświadczył:

„Marzenia się spełniają. Zawsze żartowałem jako chłopiec, że tutaj wygram. I stało się. Był to jeden z najlepszych meczów jaki zagrałem w swojej karierze.”

Po tym triumfie zaczęto się zastanawiać czy Federer nie zdominuje jak Pete Sampras światowego tenisa.
Na początku lipca Szwajcar wystartował w Gstaad dochodząc do finału, wygrywając piętnasty mecz z rzędu. O tytuł zmierzył się z Jiřím Novákiem, z którym jednak poniósł porażkę w pięciu setach.
US Open Series Federer zaczął od występu w Montrealu, awansując do półfinału, w którym przegrał z Andym Roddickiem. W Cincinnati odpadł w II fazie z Davidem Nalbandianem, a na kortach Flushing Meadows, w US Open, uzyskał IV rundę po raz kolejny przegrywając z Nalbandianem. Na początku października Szwajcar wygrał zawody w Wiedniu, zarówno w grze pojedynczej i podwójnej. W singlu pokonał w spotkaniu finałowym Carlosa Moyę, a w deblu w parze z Yves’em Allegro wygrali z Maheshem Bhupathim i Maksem Mirnym. Podczas rozgrywek ATP Masters Series w Madrycie Szwajcar dotarł do półfinału, w którym wyeliminował go Juan Carlos Ferrero, a w Paryżu uzyskał ćwierćfinał, gdzie przegrał z Timem Henmanem.

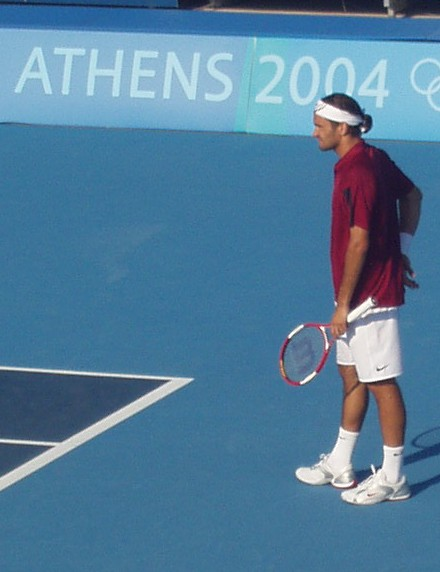
Federer podczas igrzysk w Atenach, 2004

Podczas turnieju Tennis Masters Cup w Houston w fazie grupowej Szwajcar zagrał z Agassim, Nalbandianem i Ferrero, wygrywając wszystkie pojedynki. W półfinale zmierzył się z liderem rankingu ATP, Andym Roddickiem, którego pokonał 7:6(2), 6:2, a w finale ponownie zmierzył się z Agassim, z którym zwyciężył 6:3, 6:0, 6:4. Triumf w turnieju Tennis Masters Cup dał Federerowi awans na 2. miejsce na koniec sezonu.

### Sezon 2004
Przed sezonem Peter Lundgren, po trzech latach współpracy, przestał być szkoleniowcem Federera. Do końca roku Szwajcar grał bez trenera. Pierwszym w sezonie turniejem rozegranym przez Federera były rozgrywki Australian Open. Rozstawiony z nr 2. Szwajcar osiągnął finał, po wcześniejszym wyeliminowaniu m.in. w IV rundzie Lleytona Hewitta. W ćwierćfinale wygrał z Davidem Nalbandianem, z którym przed meczem miał bilans spotkań 1-5, a w półfinale pokonał bez straty seta Juana Carlosa Ferrero. W finale zmierzył się z Maratem Safinem, zwyciężając 7:6(3), 6:4, 6:2. Po tym triumfie Szwajcar przesunął się na 1. pozycję w rankingu ATP. Po meczu powiedział:

„To znakomity początek sezonu. Wygranie Australian Open i awans na pierwsze miejsce w rankingu jest spełnieniem marzeń. To zwycięstwo naprawdę wiele dla mnie znaczy.”

W połowie lutego Federer zagrał w Rotterdamie, gdzie przegrał w ćwierćfinale z Timem Henmanem. Na początku marca zwyciężył w Dubaju, pokonując w decydującym meczu Feliciano Lópeza. Tydzień po tym sukcesie Szwajcar wystartował w rozgrywkach ATP Masters Series w Indian Wells. Do półfinału awansował bez straty seta, a w meczu o awans do finału wyeliminował wynikiem 4:6, 6:3, 6:4 Andre Agassiego. W finale wygrał z Henmanem rewanżując się tym samym za porażkę z Rotterdamu. Po zawodach w Indian Wells rozpoczęły się zmagania w Miami. Federer doszedł do III rundy, w której po raz pierwszy spotkał się z Rafaelem Nadalem. Hiszpan wygrał mecz 6:3, 6:3.
Sezon gry na kortach ziemnych Federer rozpoczął od turnieju w Rzymie, gdzie przegrał w III rundzie z Albertem Costą. W maju, na obiekcie Am Rothenbaum w Hamburgu Szwajcar odniósł kolejne zwycięstwo, eliminując po drodze m.in. Carlosa Moyę, Lleytona Hewitta, a w finale wynikiem 4:6, 6:4, 6:2, 6:3 Guillermo Corię, któremu przerwał serię 31 meczów bez porażki. W wielkoszlemowym Rolandzie Garrosie Federer odpadł w III rundzie z Gustavo Kuertenem.
Na kortach trawiastych, bez straty seta, Federer wygrał zawody w Halle, kontynuując serię 17 meczów bez porażki na kortach trawiastych. Na Wimbledonie Federer osiągnął finał tracąc po drodze jednego seta w meczu ćwierćfinałowym z Lleytonem Hewittem. W pojedynku o tytuł pokonał 4:6, 7:5, 7:6(3), 6:4 Andy’ego Roddicka. Eksperci tenisowi, tacy jak Boris Becker, lub John Lloyd jednoznacznie stwierdzili, że to był jeden z najlepszych finałów ostatnich lat.
Na początku lipca Federer wygrał zawody w Gstaad, na nawierzchni ziemnej, pokonując w finałowym meczu Rosjanina Igora Andriejewa.
Cykl turniejów wchodzących w skład US Open Series Federer rozpoczął od startu w Toronto, gdzie odniósł końcowy triumf. Pojedynek finałowy zakończył się zwycięstwem Szwajcara nad Roddickiem. Na US Open Federer uzyskał kolejny wielkoszlemowy finał. Po drodze wyeliminował w pięciu setach Andre Agassiego oraz Tima Henmana, a w spotkaniu finałowym okazał się być lepszym od Lleytona Hewitta, przeciwko któremu w dwóch setach nie stracił gema, zwyciężając 6:0, 7:6(3), 6:0. Federer wygrał na nowojorskich kortach trzeci z czterech wielkoszlemowych turniejów, jako pierwszy zawodnik od roku 1988 po Matsie Wilanderze, który również w jednym roku wygrał trzy wielkoszlemowe imprezy. Po meczu Szwajcar oświadczył:

„Nawet nie marzyłem o wygraniu US Open, jest mi w to ciężko uwierzyć, że tego dokonałem. Ostatni rok był w moim wykonaniu świetny, wygrałem pierwszy wielkoszlemowy turniej, ale teraz jestem tutaj z dziewięcioma tegorocznymi zwycięstwami. Na chwilę obecną cieszę się z tego triumfu i że jestem nr 1. w rankingu. Chciałbym pozostać na tym miejscu trochę dłużej.”

Pod koniec września Federer wygrał zawody w Bangkoku. Dzięki temu zwycięstwu stał się pierwszym tenisistą od roku 1995, który wygrał w sezonie dziesięć turniejów (poprzednio był to Thomas Muster). Ponadto w Bangkoku Szwajcar osiągnął razem z Yves’em Allegro finał debla. Ostatni w sezonie turniej Federer rozegrał w Szanghaju, podczas Tennis Masters Cup. Szwajcar wygrał zawody bez straty seta, a w finale pokonał Lleytona Hewitta.
W grudniu Szwajcar otrzymał tytuł International Tennis Federation World Champion, za wygranie trzech wielkoszlemowych turniejów, nieprzegranie meczu z graczami z czołowej dziesiątki rankingu i wygranie każdego finału, do którego awansował.
Sezon zakończył na pozycji lidera rankingu ATP.

### Sezon 2005

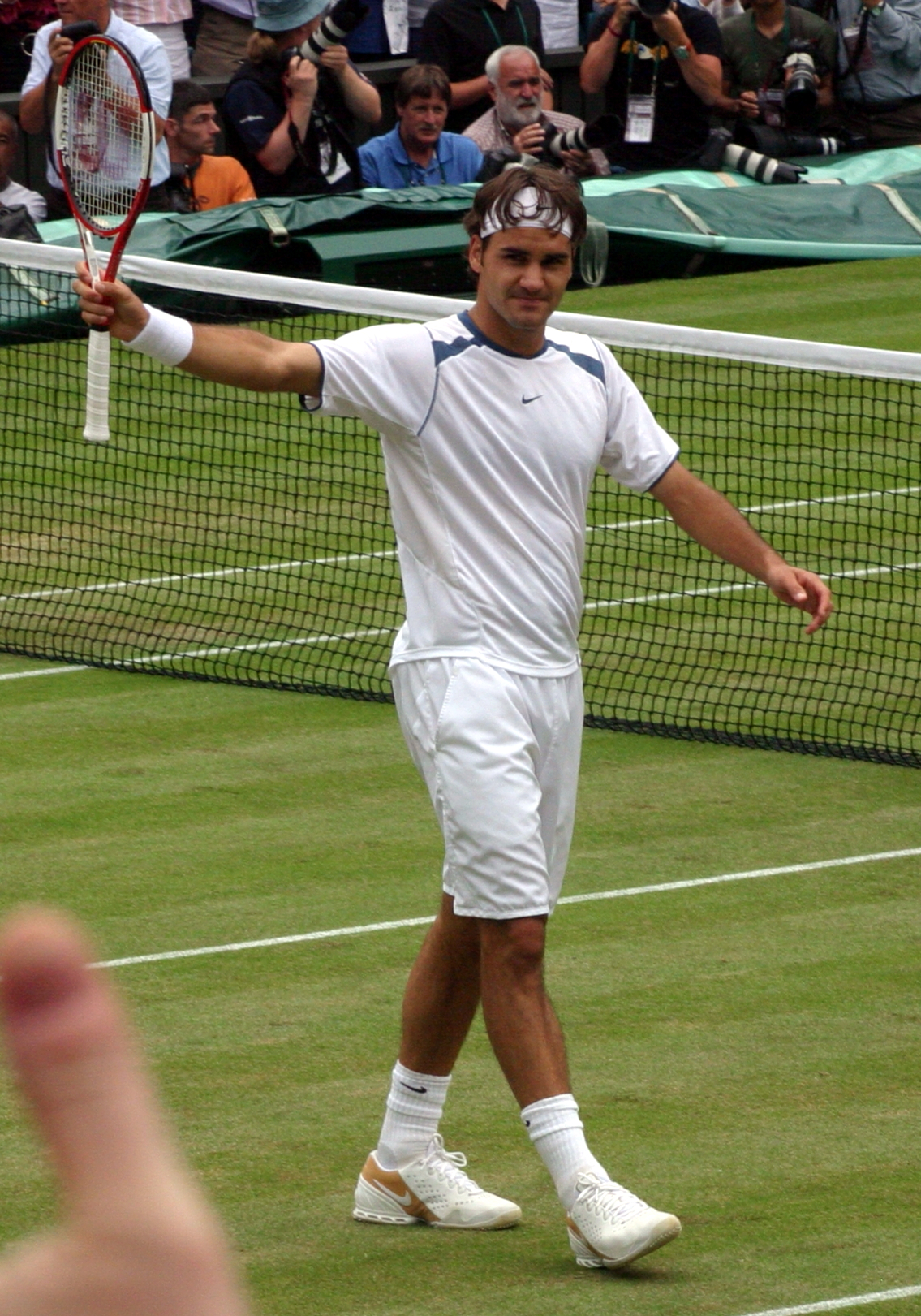
Federer podczas Wimbledonu, 2005

Tuż przed sezonem Szwajcar nawiązał współpracę z australijskim trenerem, Tonym Rochem. Pierwszy start w roku Federera miał miejsce w Ad-Dausze. Zawody zakończyły się zwycięstwem Szwajcara, który w finale pokonał Chorwata Ivana Ljubičicia. W wielkoszlemowym Australian Open Federer osiągnął półfinał, w którym przegrał z Maratem Safinem, nie wykorzystując w tie-breaku czwartego seta piłki meczowej. Pojedynek zakończył się wynikiem 5:7, 6:4, 5:7, 7:6(6), 9:7 dla Rosjanina. Tym samym Safin przerwał Federerowi serię 27 meczów bez porażki i passę 27 spotkań bez przegranej z graczami z czołowej dziesiątki rankingu, która trwała od listopada 2003 roku. W połowie lutego Federer triumfował w Rotterdamie, po zwycięstwie w finale nad Ivanem Ljubičiciem. Tydzień po tym sukcesie Szwajcar uzyskał finał rozgrywek w Dubaju. W finale po raz kolejny zmierzył się z Ljubičiciem, z którym ponownie wygrał zdobywając swój trzeci w sezonie tytuł.
Podczas rozgrywek ATP Masters Series w Indian Wells Federer obronił tytuł wywalczony w 2004 roku. Po drodze po raz kolejny pokonał Ljubičicia, a w finale Lleytona Hewitta. Triumfem Szwajcara zakończyły się również zawody w Miami, gdzie w finale zmierzył się z Rafaelem Nadalem. Federer zdołał wygrać spotkanie pomimo prowadzenia Hiszpana 2:0 w setach. Ostatecznie pojedynek zakończył się wynikiem 2:6, 6:7(4), 7:6(5), 6:3, 6:1 dla Federera.
Na kortach ziemnych, w połowie kwietnia, Federer wziął udział w turnieju w Monte Carlo. Szwajcar odpadł z rywalizacji w ćwierćfinale po porażce z Richardem Gasquetem, nie wykorzystując w ostatnim secie trzech meczboli. Na początku maja dotarł do finału w Hamburgu, w którym zmierzył się ponownie z Gasquetem. Federer wygrał mecz rewanżując się tym samym za porażkę z Monte Carlo. W paryskim Rolandzie Garrosie Szwajcar zakończył swój udział na półfinale, gdzie przegrał z późniejszym mistrzem, Rafaelem Nadalem.
Federer po raz kolejny zdominował sezon na nawierzchni trawiastej. Najpierw wygrał rywalizację w Halle, a potem po raz trzeci z rzędu awansował do finału Wimbledonu, tracąc po drodze jednego seta, w pojedynku III rundy, z Nicolasem Kieferem. W finale, tak jak w roku 2004, Federer pokonał Andy’ego Roddicka, przeciwko któremu zagrał, jak sam przyznał „najlepszy mecz w swojej karierze”. Wygrywając po raz trzeci z rzędu na wimbledońskich kortach Szwajcar stał się trzecim tenisistą w erze open (obok Björna Borga i Pete’a Samprasa), który zwyciężył w trzech kolejnych londyńskich imprezach.
W połowie sierpnia Federer odniósł triumf w rozgrywkach ATP Masters Series w Cincinnati, gdzie w finale pokonał Roddicka. Na US Open Federer obronił zwycięstwo z sezonu 2004. Mecz finałowy zakończył się wygraną Szwajcara z Andre Agassim. Po miesięcznej przerwie, pod koniec września, Federer bez straty seta wygrał imprezę w Bangkoku. W finale po raz pierwszy spotkał się z Andym Murrayem, z którym zwyciężył 6:3, 7:5.
Na początku października, podczas treningu w Bazylei Szwajcar skręcił kostkę. Kontuzja wykluczyła go z gry z prestiżowych turniejów w Madrycie i Paryżu. Powrócił na turniej Tennis Masters Cup w Szanghaju. Mając za rywali w grupie Davida Nalbandiana, Ivana Ljubičicia i Guillermo Corię awansował do półfinału bez porażki. Mecz o rundę finałową wygrał z Gastónem Gaudio bez straty gema, a w finale ponownie zagrał z Nalbandianem. Spotkanie zakończyło się przegraną Federera, który prowadził w setach 2:0. Końcowy wynik rywalizacji to 6:7(4), 6:7(11), 6:2, 6:1, 7:6(3) dla Argentyńczyka. Zwyciężając w tym spotkaniu, Nalbandian przerwał również Federerowi serię 35 spotkań bez porażki. Dodatkowo Argentyńczyk zakończył Federerowi passę 24 wygranych po kolei finałów.
W grudniu, po raz drugi, został Federerowi przyznany tytuł International Tennis Federation World Champion.
Rok ukończył na pozycji lidera rankingu ATP. Jego stosunek wygranych do przegranych wyniósł 81-4 (95,3%) – najlepszy wynik od roku 1984, kiedy to John McEnroe odniósł 82 zwycięstwa i 3 porażki (96,5%).

### Sezon 2006

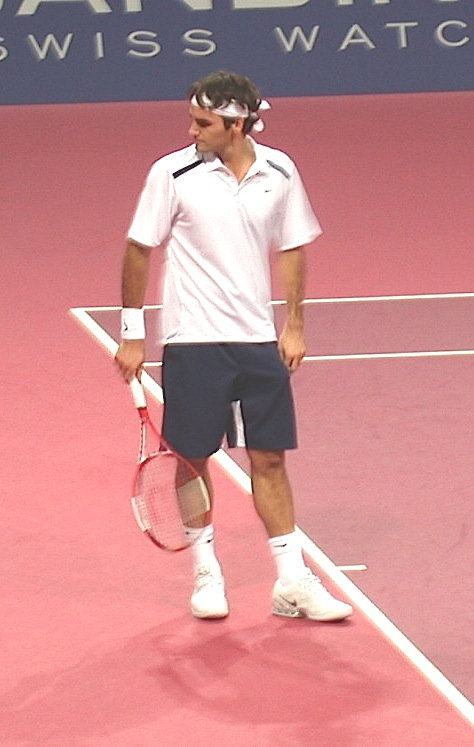
Federer podczas zawodów w Bazylei, 2006

Sezon Federer rozpoczął od obrony tytułu w Ad-Dausze, gdzie w finale pokonał Gaëla Monfilsa. Na Australian Open Szwajcar osiągnął finał po wcześniejszym wyeliminowaniu m.in. Tommy’ego Haasa i Nikołaja Dawydienki. Mecz o tytuł zagrał z Markosem Pagdatisem. Spotkanie zakończyło się zwycięstwem Federera, który wygrał drugi raz na kortach w Melbourne. Pod koniec lutego Federer wystartował w Dubaju, awansując do finału, w którym uległ w trzech setach Rafaelowi Nadalowi. Hiszpan przerwał Federerowi rekordową serię 56 zwycięstw z rzędu na nawierzchni twardej, która trwała od stycznia 2005 roku.
W marcu Federer po raz drugi z rzędu wygrał serię turniejów ATP Masters Series w Indian Wells i Miami. W Indian Wells zwyciężył tracąc jednego seta w spotkaniu II rundy z Olivierem Rochusem. Zwycięski mecz finałowy rozegrał z Jamesem Blakiem, natomiast w Miami pokonał w rundzie finałowej Ivana Ljubičicia.
Cykl turniejów na kortach ziemnych Szwajcar zaczął od startu w Monte Carlo, awansując do finału, w którym zmierzył się po raz kolejny z Nadalem. Hiszpan rozstrzygnął pojedynek na swoją korzyść w czterech setach. Na początku maja obaj zawodnicy spotkali się ponownie w finale, podczas zawodów w Rzymie. Nadal po raz kolejny pokonał Federera, który, przy stanie 6:5 w piątym secie nie wykorzystał dwóch piłek meczowych. Na przełomie maja i czerwca Federer doszedł po raz pierwszy do finału Rolanda Garrosa. Rywalem Szwajcara w meczu o mistrzowski tytuł był Nadal. Czterosetowy mecz zakończył się triumfem Nadala, który jako pierwszy pokonał Federera w wielkoszlemowym finale.
Sezon gry na nawierzchni trawiastej Federer po raz kolejny zakończył bez porażki. Najpierw wystartował w Halle, gdzie w ćwierćfinałowym pojedynku z Olivierem Rochusem obronił cztery piłki meczowe, a w finale pokonał Tomáša Berdycha. Zwyciężając na niemieckich kortach Szwajcar pobił rekord 41 wygranych meczów z rzędu na trawie należący do Björna Borga. Do wimbledońskiego finału Federer awansował bez straty seta. Przeciwnikiem Szwajcara w rundzie finałowej był Rafael Nadal. Pojedynek zakończył się zwycięstwem Federera, który po raz pierwszy w sezonie okazał się lepszy od Hiszpana.
Na betonowych kortach w Toronto Federer odniósł kolejny triumf, pokonując w spotkaniu o tytuł Richarda Gasqueta. Tydzień po tych zawodach Szwajcar wystartował w Cincinnati. W II rundzie uległ Andy’emu Murrayowi, kończąc zarazem passę 55 pojedynków bez przegranej w Ameryce Północnej. Podczas US Open Federer osiągnął finał. Szwajcar jako pierwszy tenisista awansował do czterech wielkoszlemowych finałów w jednym sezonie od czasów Roda Lavera, który dokonał tej sztuki w 1969 roku. Mecz o tytuł zakończył się zwycięstwem Szwajcara 6:2, 4:6, 7:5, 6:1 nad Andym Roddickiem.
W październiku Federer wygrał trzy turnieje. Najpierw triumfował w Tokio, gdzie w finale wygrał z Timem Henmanem, następnie w zawodach ATP Masters Series w Madrycie, pokonując w decydującym meczu Fernando Gonzáleza oraz w rodzinnej Bazylei. Spotkanie finałowe rozstrzygnął na swoją korzyść ponownie z Gonzálezem.
Na koniec roku Federer wystąpił w Tennis Masters Cup. W fazie grupowej Szwajcar pokonał Davida Nalbandiana, Andy’ego Roddicka, przeciwko któremu obronił 3 piłki meczowe, oraz Ivana Ljubičicia. Mecz półfinałowy zakończył się wygraną Federera nad Rafaelem Nadalem, a w finale pokonał Jamesa Blake’a. Był to dwunasty triumf turniejowy Szwajcara w całym roku. Federer stał się też pierwszym tenisistą w erze open, który w trzech kolejnych latach wygrywał co najmniej 10 turniejów w sezonie.
Pod koniec grudnia Szwajcar został wyróżniony mianem International World Champion, a sezon zakończył na pierwszym miejscu w rankingu.

### Sezon 2007

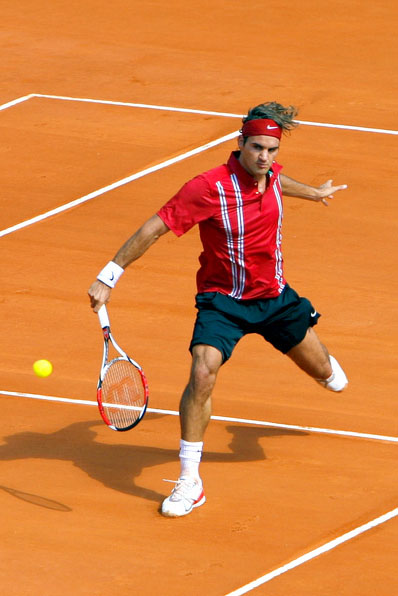
Federer wykonujący wolej, Monte Carlo 2007

Pierwszy turniej w roku 2007 Federer rozegrał podczas Australian Open. Szwajcar obronił tytuł z sezonu 2006, pokonując 7:6(2), 6:4, 6:4 w rundzie finałowej Fernando Gonzáleza. Zwyciężając w Melbourne Federer stał się zarazem pierwszym tenisistą od 1980 roku, który wygrał wielkoszlemowy turniej bez straty seta (poprzednio dokonał tego Björn Borg). Pod koniec lutego Federer odniósł po raz czwarty zwycięstwo w Dubaju, gdzie w finale pokonał Michaiła Jużnego. W marcu, podczas rozgrywek ATP Masters Series w Indian Wells Federer odpadł w II rundzie po porażce z Guillermo Cañasem. Argentyńczyk przerwał Szwajcarowi passę 41 kolejnych wygranych meczów, najdłuższą w jego karierze. Po tym turnieju Federer wystartował w Miami, gdzie w meczu IV rundy po raz kolejny uległ Cañasowi.
Okres gry na nawierzchni ziemnej Federer rozpoczął od startu w Monte Carlo osiągając finał. W meczu ćwierćfinałowym przeciwko Davidowi Ferrerowi Szwajcar wygrał pięćsetny mecz w zawodowym Tourze. Mecz o tytuł przegrał z Rafaelem Nadalem. Następnie Federer wystartował w Rzymie przegrywając w III rundzie z Filippo Volandrim. Po tej porażce Szwajcar zakończył współpracę trenerską z Tonym Rochem, która trwała przez dwa i pół roku. W połowie maja Federer wygrał rozgrywki w Hamburgu, pokonując po raz pierwszy na kortach ziemnych Rafaela Nadala. Mecz zakończył się wynikiem 2:6, 6:2, 6:0 dla Szwajcara, który przerwał Nadalowi serię 81 wygranych z rzędu na mączce. Na turnieju Rolanda Garrosa Federer awansował do finału, w którym ponownie zmierzył się z Nadalem, jednak tym razem pojedynek zakończył się zwycięstwem Hiszpana.
Na początku sezonu gry na nawierzchni trawiastej Federer zrezygnował ze startu w Halle. Wystąpił na Wimbledonie, w którym doszedł do finału tracąc jednego seta. Przeciwnikiem Federera w meczu o mistrzowski tytuł był Nadal. Spotkanie zakończyło się rezultatem 7:6(7), 4:6, 7:6(3), 2:6, 6:2 dla Szwajcara. Był to pierwszy pięciosetowy wielkoszlemowy finał jaki Federer rozegrał w karierze oraz dodatkowo pierwszy pięciosetowy wimbledoński finał od 2001 roku.
Cykl turniejów rozgrywanych w Ameryce Północnej Federer rozpoczął od zawodów w Montrealu. Szwajcar bez straty seta osiągnął finał, w którym przegrał z Novakiem Đokoviciem. Tydzień później, w Cincinnati Szwajcar wygrał 50 singlowy turniej, po zwycięstwie w finale nad Jamesem Blakiem, zapewniając sobie zwycięstwo w US Open Series. Na US Open Szwajcar triumfował po raz czwarty z rzędu, jako pierwszy tenisista w erze open dokonując tej sztuki na nowojorskich kortach. Mecz finałowy zakończył się wygraną Federera z Novakiem Đokoviciem.
W połowie października Federer awansował do finału w Madrycie, przegrywając finałowy pojedynek z Davidem Nalbandianem. W rodzinnej Bazylei Szwajcar obronił zwycięstwo z roku 2006, pokonując w finale Jarkko Nieminena. Z rozgrywek halowych w Paryżu Federer odpadł w III rundzie po porażce z Davidem Nalbandianem. Podczas turnieju Tennis Masters Cup Federer w pierwszym meczu przegrał najpierw z Fernando Gonzálezem, ponosząc zarazem pierwszą z Chilijczykiem porażkę w swojej karierze (wcześniej miał z nim bilans 6:0). W następnych meczach grupowych wygrywał już bez straty seta, pokonując Nikołaja Dawydienkę i Andy’ego Roddicka. W półfinale Szwajcar wygrał z Rafaelem Nadalem, a spotkaniu finałowym zmierzył się z Davidem Ferrerem, którego pokonał 6:2, 6:3, 6:2, zdobywając po raz czwarty tytuł w Tennis Masters Cup.
Rok Federer zakończył ponownie na pozycji lidera rankingu ATP oraz ponownie uhonorowano go mianem International World Champion.

### Sezon 2008

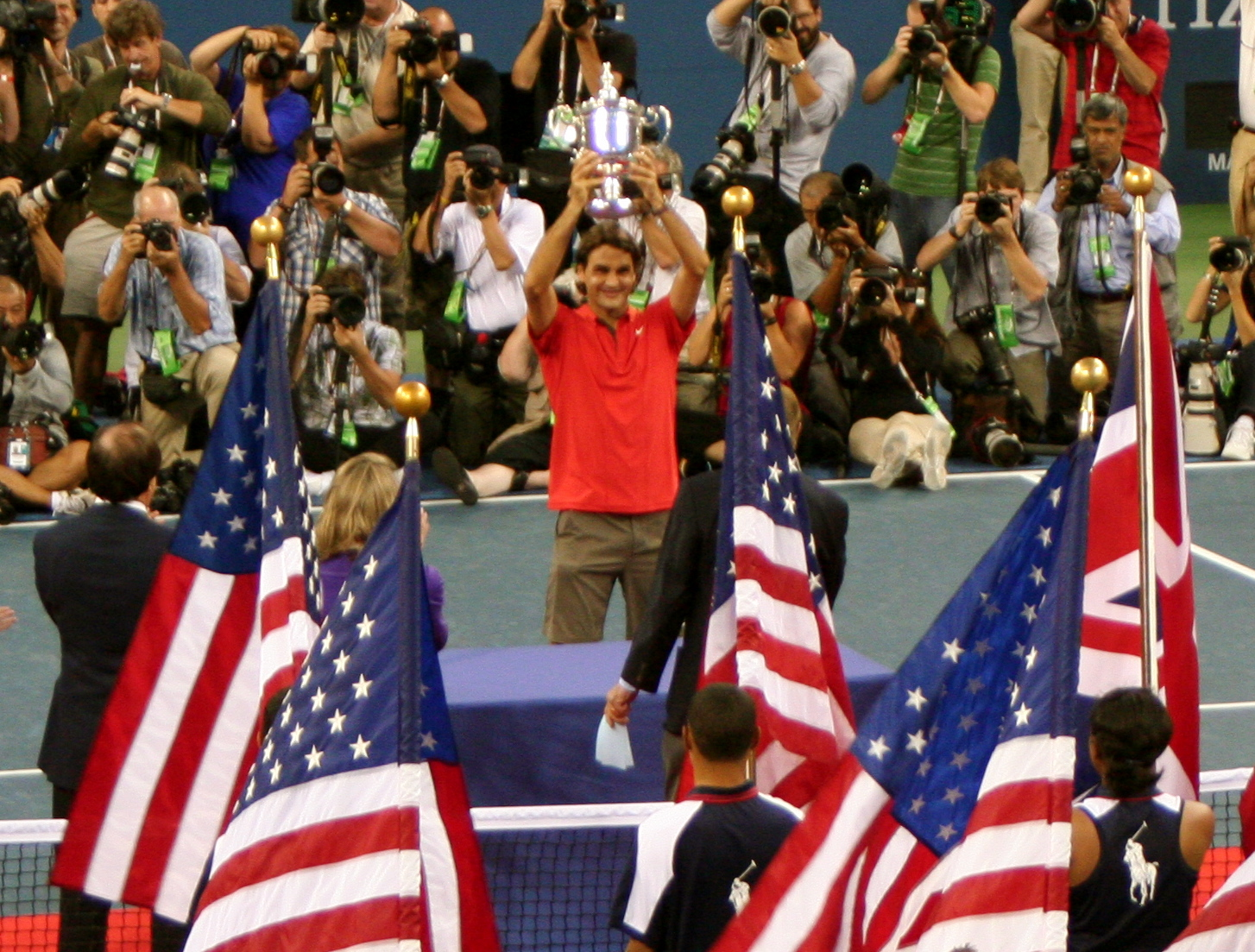
Federer z pucharem US Open, 2008

Na początku roku Federer zmagał się z kłopotami żołądkowymi, które, jak sam przyznał „zakłóciły przegotowania do nowego sezonu”. Wystartował w połowie stycznia w Australian Open. W III rundzie rozegrał ponad 4 godz. mecz z Janko Tipsareviciem zakończony wynikiem 6:7(5), 7:6(1), 5:7, 6:1, 10:8 dla Szwajcara. W półfinale zmierzył się z Novakiem Đokoviciem, z którym przegrał 5:7, 3:6, 6:7(5). Đoković zarazem przerwał Federerowi serię 10 wielkoszlemowych finałów z rzędu, która trwała od Wimbledonu z 2005 roku. Po ponad miesięcznej przerwie Federer powrócił do gry, na początku marca, w Dubaju, jednak uległ w I rundzie Andy’emu Murrayowi. Po tej porażce Federer przeszedł badania lekarskie, po których stwierdzono, że choruje na mononukleozę, najprawdopodobniej od końca grudnia 2007 roku. W połowie marca podczas rozgrywek ATP Masters Series w Indian Wells Szwajcar osiągnął półfinał, gdzie przegrał z Mardym Fishem. W Miami natomiast odpadł z rywalizacji w ćwierćfinale z Andym Roddickiem, z którym poniósł porażkę po raz pierwszy od pięciu lat. Do kwietnia Federer nie wygrał turnieju, pierwszy raz od 2000 roku.

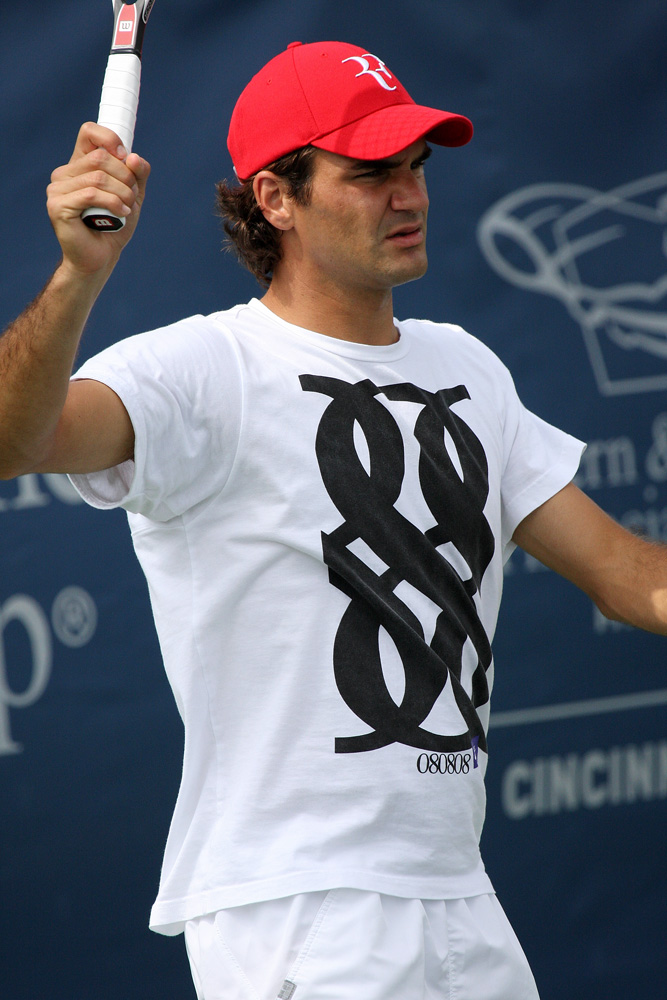
Federer trenujący do turnieju w Cincinnati, 2008

W kwietniu, na początku sezonu gry na kortach ziemnych Federer nawiązał współpracę z hiszpańskim trenerem José Higuerasem. Pierwsze turniejowe zwycięstwo w 2008 roku Federer odniósł w Estoril, pokonując w rundzie finałowej Nikołaja Dawydienkę. Podczas zawodów w Monte Carlo Federer osiągnął kolejny finał, eliminując wcześniej m.in. w półfinale Novaka Đokovicia. Mecz finałowy przegrał z Rafaelem Nadalem. W Rzymie Szwajcar uzyskał ćwierćfinał, w którym nie sprostał Radkowi Štěpánkowi, ponosząc szóstą porażkę w sezonie. Na dwa tygodnie przed wielkoszlemowym Rolandem Garrosem Federer wziął udział w zawodach w Hamburgu awansując bez straty seta do finału, w którym ponownie przegrał z Rafaelem Nadalem. Na paryskich kortach Szwajcar doszedł po raz trzeci z rzędu do finału, rozgrywając spotkanie o tytuł z Nadalem. Federer uległ Hiszpanowi 1:6, 3:6, 0:6, przegrywając seta do zera po raz pierwszy od 1999 roku.
Po roku nieobecności, Federer wystartował w Halle. Rozgrywki zakończyły się triumfem Szwajcara, który pokonał w finale Philippa Kohlschreibera. Na Wimbledonie Federer bez straty seta osiągnął finał, w którym zmierzył się z Nadalem. Pojedynek trwał 4 godz. i 48 min. i był najdłuższym finałem Wimbledonu w historii, a zakończył się wynikiem 6:4, 6:4, 6:7(5), 6:7(8), 9:7 dla Nadala, który przerwał Federerowi serię pięciu kolejnych zwycięstw na angielskich kortach oraz rekordową passę 65 wygranych na nawierzchni trawiastej, która trwała od 2003 roku. Pojedynek ten uznano za jeden z najlepszych w historii tenisa.
Po miesiącu odpoczynku Federer wystartował na twardych kortach w Toronto, odpadając w II rundzie z Gilles’em Simonem, a w Cincinnati przegrał w III fazie z Ivo Karloviciem.
W połowie sierpnia, podczas igrzysk olimpijskich w Pekinie Federer awansował do ćwierćfinału, w którym przegrał z Jamesem Blakiem. Rozgrywki zakończyły się zwycięstwem Nadala, który dnia 18 sierpnia zastąpił Szwajcara na pozycji lidera rankingu ATP. Federer po zwycięstwie w Australian Open z 2004 roku był nieprzerwanie przez 237 tygodni (najdłużej w historii dyscypliny) liderem klasyfikacji ATP. W trakcie trwania igrzysk wystartował również w grze podwójnej w parze ze Stanislasem Wawrinką. Szwajcarska para pokonała w drodze po tytuł czołowe deble świata m.in. w ćwierćfinale Hindusów Mahesha Bhupathiego i Leandera Paesa oraz w półfinale Amerykanów Boba i Mike’a Bryanow. Rundę finałową wygrali 6:3, 6:4, 6:7(4), 6:3 ze Szwedami Simonem Aspelinem i Thomasem Johanssonem, zdobywając złoty medal.
Na US Open Szwajcar wystartował jako zawodnik rozstawiony z nr 2. Federer awansował do finału eliminując m.in. w III rundzie po pięciosetowym meczu Igora Andriejewa i w półfinale Novaka Đokovicia. Spotkanie finałowe rozegrał z Andym Murrayem. Mecz zakończył się zwycięstwem Federera 6:2, 7:5, 6:2, który odniósł pierwszy w sezonie wielkoszlemowy triumf, a piąty w Nowym Jorku. Zwyciężając w US Open Szwajcar ustanowił kolejny rekord w erze open; wygrał pięć razy z rzędu dwa turnieje wielkoszlemowe (US Open 2004-2008 i Wimbledon 2003-2007). Po tych rozgrywkach José Higueras przestał być trenerem Federera.
Jesienią Szwajcar wystartował w Madrycie, gdzie uzyskał półfinał po wcześniejszym wyeliminowaniu Radka Štěpánka; przegrał z Andym Murrayem. Czwarty turniejowy triumf w sezonie Szwajcar odniósł w Bazylei, pokonując w finale Davida Nalbandiana. Z turnieju w Paryżu Federer wycofał się z powodu kontuzji pleców.

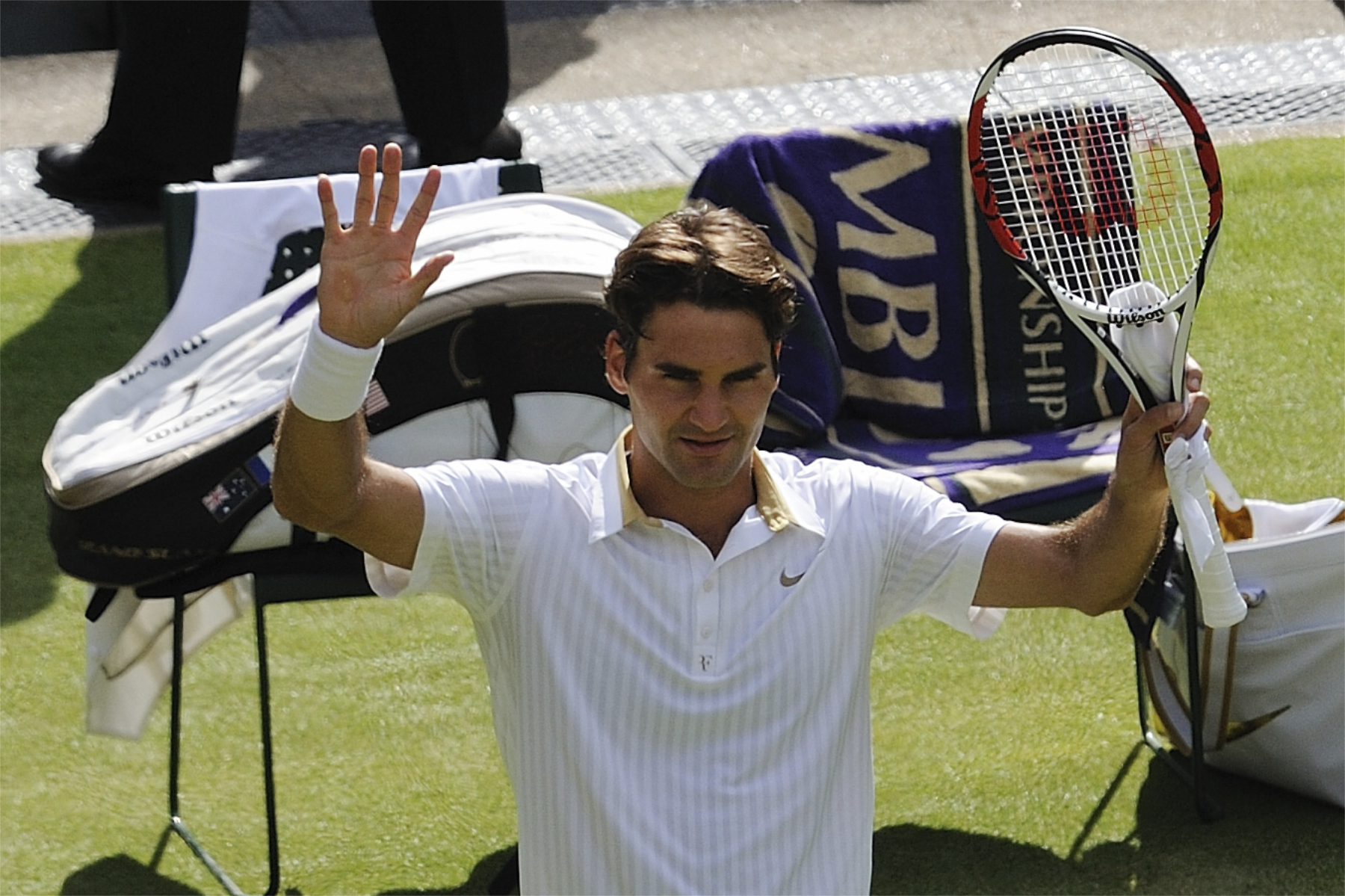
Federer po zwycięstwie w meczu II rundy na Wimbledonie, 2009

W listopadzie, podczas Tennis Masters Cup w Szanghaju w grupie zmierzył się z Andym Murrayem, Gilles’em Simonem i Radkiem Štěpánkiem (Czech zastąpił kontuzjowanego Andy’ego Roddicka). Pierwszy mecz Szwajcar rozegrał z Simonem, jednak pojedynek zakończył się porażką Federera. Następnie pokonał Štěpánka, a w ostatnim grupowym spotkaniu uległ Murrayowi, odpadając po raz pierwszy w karierze z rozgrywek w fazie grupowej.
Rok 2008 Federer ukończył na 2. miejscu w rankingu ATP.

### Sezon 2009
Pierwszy start Federera w 2009 roku miał miejsce w Ad-Dausze. Szwajcar awansował do półfinału, w którym nie sprostał Andy’emu Murrayowi. W Melbourne, podczas Australian Open, Federer awansował do finału. Po drodze wygrał w IV rundzie pięciosetowy mecz z Tomášem Berdychem, w ćwierćfinale z Juanem Martínem del Potro, przeciwko któremu stracił trzy gemy, a w półfinale wyeliminował Andy’ego Roddicka. W pojedynku finałowym zmierzył się z Rafaelem Nadalem, przeciwko któremu zagrał pierwszy wielkoszlemowy finał na nawierzchni twardej. Pięciosetowy mecz, zakończony po 4 godz. i 20 min. wygrał Nadal 7:5, 3:6, 7:6(3), 3:6, 6:2. Była to pierwsza porażka Federera w finale imprezy wielkoszlemowej rozgrywanej na kortach twardych. W lutym, z powodu kontuzji pleców wycofał się z zawodów w Dubaju. Po wyleczeniu urazu, w połowie marca Federer wystartował w Indian Wells, gdzie odpadł w półfinale z Andym Murrayem. W Miami Szwajcar osiągnął ponownie półfinał, przegrywając z Novakiem Đokoviciem.
Okres gry na kortach ziemnych Federer zaczął od turnieju w Monte Carlo, odpadając w III rundzie ze Stanislasem Wawrinką. Podczas rozgrywek w Rzymie Szwajcar uzyskał półfinał ponosząc porażkę z Novakiem Đokoviciem. W połowie maja Federer wygrał pierwszy turniej w sezonie, w Madrycie. W drodze po tytuł stracił jednego seta, w pojedynku ćwierćfinałowym z Andym Roddickiem, a w finale pokonał Rafaela Nadala 6:4, 6:4. Był to również pierwszy turniej rangi ATP World Tour Masters 1000 wygrany przez Szwajcara od sierpnia 2007 roku. W wielkoszlemowym Rolandzie Garrosie Federer awansował po raz czwarty z rzędu do finału. Po drodze wygrał m.in. w pięciu setach w IV rundzie z Tommym Haasem, z którym przegrywał w setach 0:2 oraz w półfinale, również po pięciosetowym pojedynku z Juanem Martínem del Potro. Spotkanie finałowe Szwajcar rozegrał z Robinem Söderlingiem, który wyeliminował wcześniej Rafaela Nadala. Mecz zakończył się zwycięstwem Szwajcara 6:1, 7:6(1), 6:4, który jako szósty tenisista w historii i trzeci w erze open (po Rodzie Laverze i Andre Agassim) skompletował karierowego wielkiego szlema. Podczas wręczania pucharu Szwajcar powiedział:

„To prawdopodobnie moje największe zwycięstwo, lub jedno z tych, które zrzuca ze mnie presję. Myślę, że teraz dopóki nie zakończę kariery mogę naprawdę grać rozważnie i ze spokojem nie słysząc już opinii, że nigdy nie wygram Rolanda Garrosa”

Po triumfie na paryskich kortach Federer zrezygnował z udziału w turnieju w Halle, podając jako przyczynę przemęczenie oraz chęć wypoczęcia przed Wimbledonem. Na londyńskich kortach Federer awansował po raz siódmy z rzędu do finału, tracąc po drodze jednego seta, w IV rundzie z Philippem Kohlschreiberem. Finałowy pojedynek Szwajcar zagrał przeciwko Andy’emu Roddickowi. Mecz, który zakończył się po 4 godz. 16 min. wygrał Federer wynikiem 5:7, 7:6(6), 7:6(5), 3:6, 16:14. Szwajcar przełamał w tym pojedynku swojego rywala raz, w ostatnim gemie w meczu, a w tie-breaku drugiego seta obronił cztery piłki setowe wygrywając partię do sześciu. Przeciwko Amerykaninowi Federer zaserwował 50 asów, najwięcej w jednym meczu w swojej karierze. W spotkaniu tym rozegrano rekordową liczbę 77 gemów w historii finałów wielkoszlemowych, a ostatni set trwał 95 min. Ponadto pojedynek ten uznano za „klasyk finałów” przez stację ESPN. Dzięki temu triumfowi Federer pobił rekord 14 wygranych turniejów wielkoszlemowych, który należał do Pete’a Samprasa i od następnego tygodnia, po 46 tygodniach przerwy awansował na 1. miejsce w rankingu ATP.

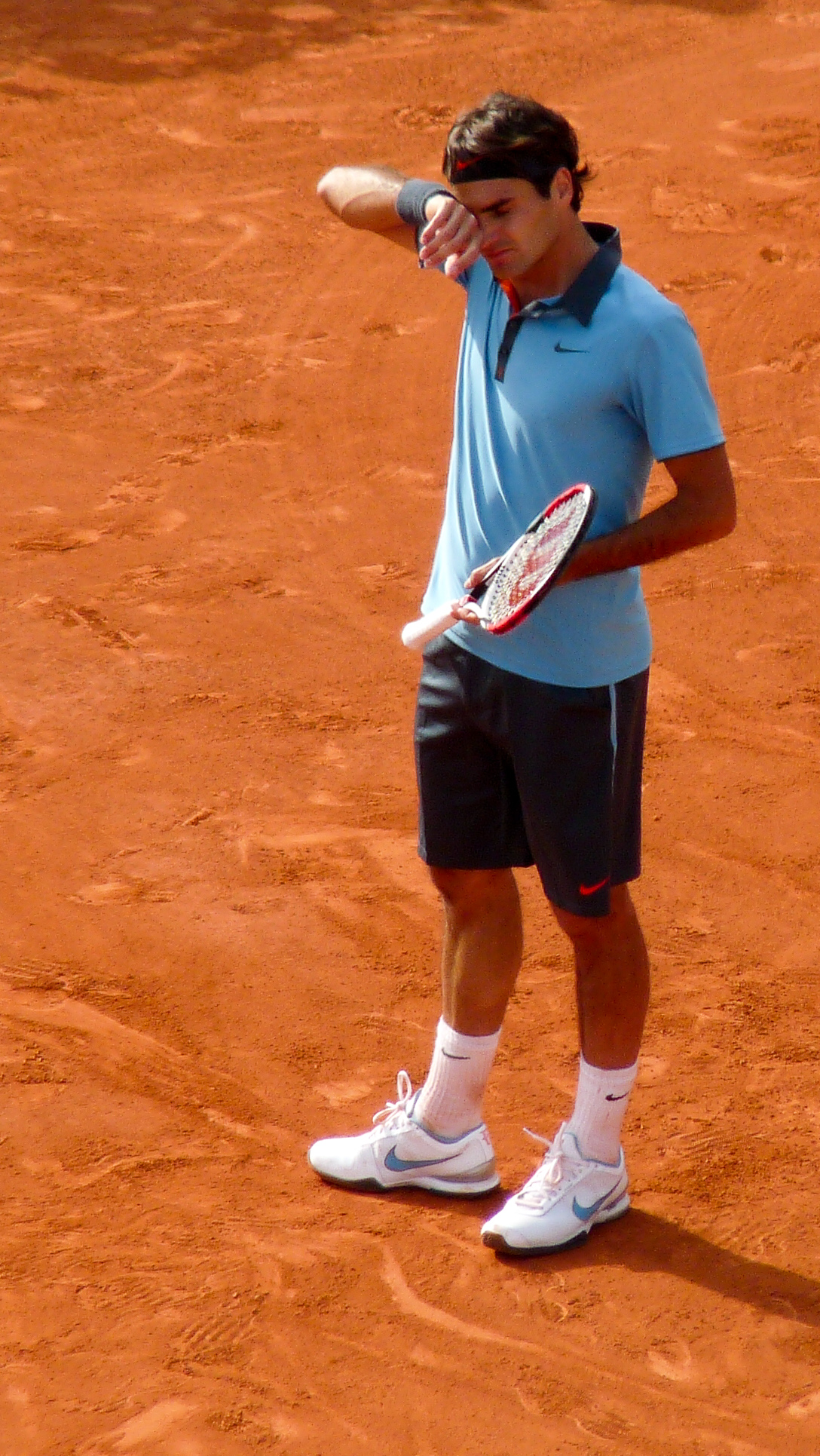
Federer na Roland Garros, 2009

Po pięciu tygodniach przerwy Federer powrócił do gry na turniej w Montrealu. Szwajcar osiągnął ćwierćfinał, w którym przegrał 6:7(5), 6:1, 6:7(3) z Jo-Wilfriedem Tsongą, mimo prowadzenia 5:1 w trzecim secie. W połowie sierpnia Federer odniósł zwycięstwo w zawodach w Cincinnati, eliminując m.in. Andy’ego Murraya, a w finale Novaka Đokovicia. W ostatnim turnieju wielkoszlemowym w sezonie, US Open, Federer doszedł do ćwierćfinału tracąc jednego seta w meczu z Lleytonem Hewittem. W ćwierćfinale pokonał w czterech setach Robina Söderlinga, a w półfinale wyeliminował Novaka Đokovicia. Mecz finałowy Szwajcar przegrał 6:3, 6:7(5), 6:4, 6:7(4), 2:6 z Juanem Martínem del Potro. Argentyńczyk przerwał serię 40 kolejnych wygranych na nowojorskich kortach przez Szwajcara, która trwała od 2004 roku. Był to trzeci sezon w karierze Federera (poprzednio lata 2006 i 2007), w którym osiągnął wszystkie cztery wielkoszlemowe finały.
W październiku Federer zrezygnował ze startów w turniejach w Tokio i Szanghaju z powodu przemęczenia. Na początku listopada Szwajcar wystąpił w Bazylei, gdzie dotarł do finału, w którym uległ Novakowi Đokoviciowi. Następnie Federer wystartował w rozgrywkach ATP World Tour Masters 1000 w Paryżu, odpadając w II rundzie z Julienem Benneteau.
W kończącym sezon turnieju ATP World Tour Finals (zmieniono nazwę zawodów z Tennis Masters Cup), rozgrywanym po raz pierwszy w Londynie, Federer w fazie grupowej zmierzył się z Fernando Verdasco, Andym Murrayem oraz Juanem Martínem del Potro. Dwa pierwsze mecze, z Verdasco i Murrayem, Szwajcar wygrał natomiast przegrał w pojedynku z del Potro. W półfinale Federer przegrał po raz pierwszy w karierze z Nikołajem Dawydienką, którego wcześniej pokonał jedenaście razy.
Rok 2009 po raz piąty Federer zakończył na pierwszym miejscu, wyrównując wynik Jimmy’ego Connorsa, który również pięć razy kończył sezon na pierwszej pozycji. Pod koniec grudnia Federer po raz piąty zdobył tytuł International World Champion, za powrót na pozycję lidera rankingu i zwycięstwo w dwóch turniejach wielkoszlemowych.

### Sezon 2010
Sezon 2010 Federer zaczął od startu w Ad-Dausze dochodząc do półfinału, w którym nie sprostał Nikołajowi Dawydience. Turniej Australian Open Federer rozpoczął od wygranej w czterech setach z Igorem Andriejewem. W II, III i IV fazie nie stracił seta, przeciwko Victorowi Hănescu, Albertowi Montañésowi i Lleytonowi Hewittowi. W ćwierćfinale wygrał z Nikołajem Dawydienką, a w półfinale z Jo-Wilfriedem Tsongą. W finale zmierzył się z Andym Murrayem, którego pokonał 6:3, 6:4, 7:6(11), wygrywając po raz szesnasty turniej wielkiego szlema, a czwarty w Australii. Federer wyrównał też rekord ery open Andre Agassiego w liczbie zwycięstw w Melbourne. W lutym Szwajcar zrezygnował z występu w Dubaju z powodu infekcji płuc. W połowie marca wziął udział w zawodach w Indian Wells, gdzie odpadł w III rundzie po raz pierwszy pokonany przez Markosa Pagdatisa, przeciwko któremu nie wykorzystał trzech piłek meczowych. Z turnieju w Miami Federer, po nie wykorzystaniu piłki meczowej, w pojedynku IV rundy przegrał z Tomášem Berdychem.
Pod koniec kwietnia Federer wystartował w Rzymie, gdzie został pokonany w II rundzie przez Ernestsa Gulbisa. Następnie Szwajcar zagrał w Estoril osiągając półfinał, w którym uległ Albertowi Montañésowi. Pierwszy finał po Australian Open Federer rozegrał w Madrycie, po wcześniejszym wyeliminowaniu m.in. Gulbisa. Spotkanie finałowe przegrał z Rafaelem Nadalem. Na kortach im. Rolanda Garrosa Szwajcar zakończył swój udział w ćwierćfinale, pokonany w czterech setach przez Robina Söderlinga. Federerowi tym samym po raz pierwszy od turnieju Rolanda Garrosa z 2004 roku nie udało się awansować do wielkoszlemowego półfinału (jego rekord to 23 półfinały z rzędu), kiedy to przegrał z Gustavo Kuertenem. Z końcem turnieju Federer został wyprzedzony przez Nadala w rankingu ATP, będąc łącznie przez 285 tygodni na pierwszej pozycji, o jeden tydzień krócej od rekordu Pete’a Samprasa.

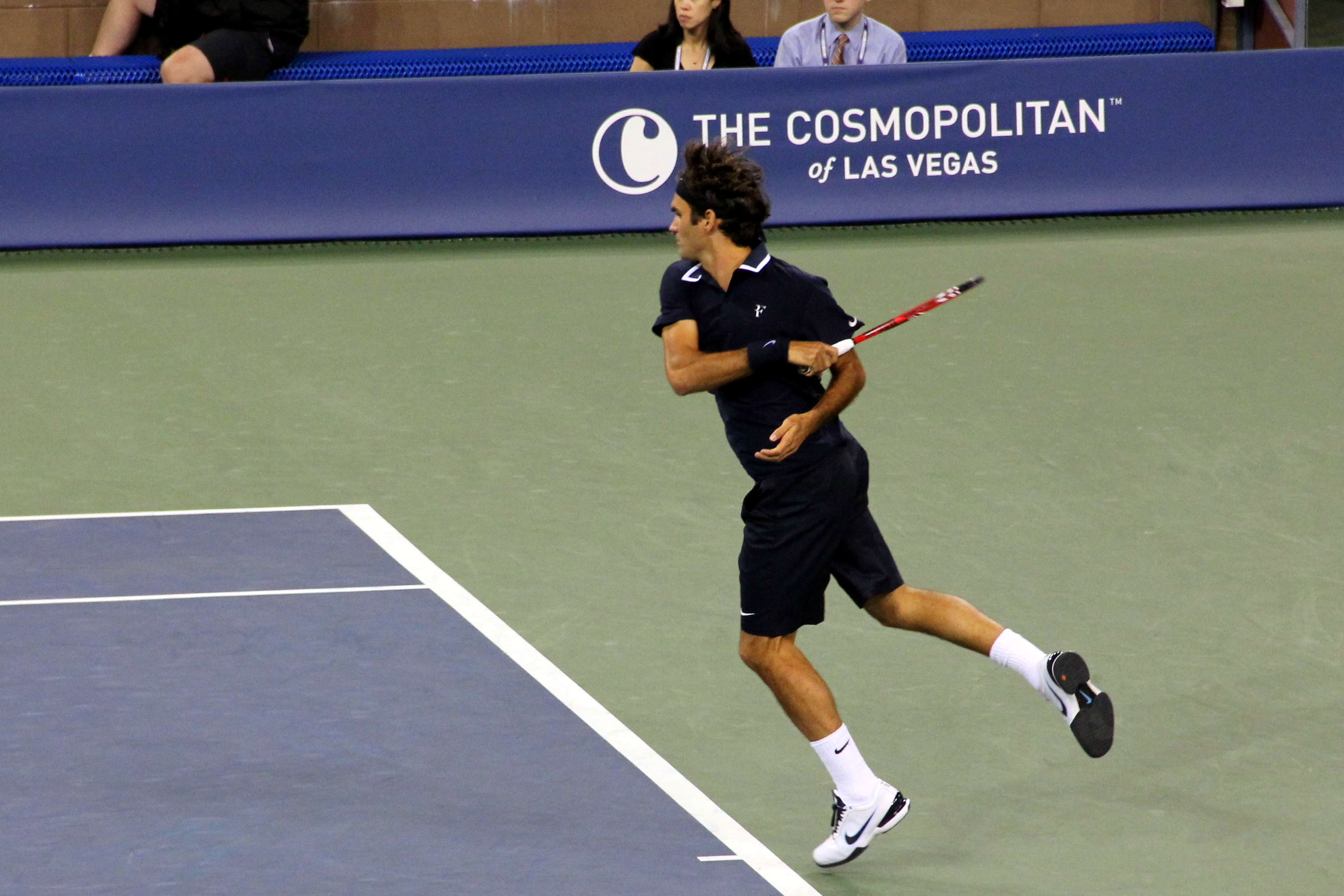
Federer na US Open, 2010

Okres gry na kortach trawiastych Federer zaczął od rozgrywek w Halle. Szwajcar doszedł do finału, w którym został pokonany po raz pierwszy od 15 spotkań przez Lleytona Hewitta. Była to pierwsza porażka Federera na niemieckich kortach od 2002 roku, kiedy to uległ w półfinale Nicolasowi Kieferowi. Wimbledon Szwajcar zaczął od wygranej z Alejandro Fallą, z którym przegrywał w setach 0:2. Kolumbijczyk nie wykorzystał również prowadzenia w czwartej partii, kiedy to serwował przy stanie 5:3 na zwycięstwo w pojedynku. W II fazie po czterosetowym meczu wyeliminował Iliję Bozoljaca, a w III i IV rundzie bez straty seta Arnauda Clémenta i Jürgena Melzera. Mecz ćwierćfinałowy rozegrał z Tomášem Berdychem, któremu uległ 4:6, 6:3, 1:6, 4:6. Po tej porażce Szwajcar spadł na 3. miejsce w rankingu ATP – najniższe od listopada 2003 roku.
Pod koniec lipca Federer nawiązał współpracę z wieloletnim trenerem Pete’a Samprasa (znanym również ze współpracy z Timem Henmanem), Paulem Annaconem. Annacone, związany kontraktem z Brytyjską Federacją Tenisową do października 2010 roku, został do czasu wygaśnięcia umowy zatrudniony przez Federera na okres próbny. Na początku sierpnia Federer dotarł do finału zawodów w Toronto, eliminując po drodze m.in. Tomáša Berdycha oraz Novaka Đokovicia. W finale zmierzył się z broniącym tytułu Andym Murrayem. Mecz przerywany opadami deszczu wygrał Murray. Tydzień później Federer triumfował po raz czwarty w Cincinnati, zwyciężając po raz siedemnasty w rozgrywkach ATP World Tour Masters 1000. Szwajcar w drodze po tytuł pokonał m.in. Nikołaja Dawydienkę, Markosa Pagdatisa, a w finale Mardy’ego Fisha. Był to również 63 wygrany przez Federera turniej, dzięki czemu zrównał się w liczbie zdobytych tytułów z Björnem Borgiem. Podczas US Open Federer bez straty seta osiągnął półfinał, po wcześniejszym zwycięstwie m.in. z Robinem Söderlingiem. Spotkanie o finał rozegrał z Novakiem Đokoviciem, z którym przegrał 7:5, 1:6, 7:5, 2:6, 5:7, nie wykorzystując dwóch piłek meczowych w piątym secie.
Po miesiącu przerwy Szwajcar wystartował w turnieju ATP World Tour Masters 1000 w Szanghaju, gdzie awansował do finału. We wcześniejszych rundach wyeliminował m.in. Novaka Đokovicia, jednak w finale nie sprostał Andy’emu Murrayowi. W połowie października Federer wygrał rozgrywki w Sztokholmie, tracąc jednego seta w pojedynku ćwierćfinałowym ze Stanislasem Wawrinką. Spotkanie finałowe zakończyło się zwycięstwem Federera z Florianem Mayerem. Czwarty tytuł w sezonie Federer wywalczył w Bazylei, gdzie w finale pokonał Novaka Đokovicia. Na kortach w hali Bercy w Paryżu Federer doszedł do półfinału. Po trzysetowej walce przegrał z Gaëlem Monfilsem 6:7(7), 7:6(1), 6:7(4), nie wykorzystując pięciu piłek meczowych.
W kończącym sezon turnieju ATP World Tour Finals na twardych kortach w londyńskiej hali O2 Arena, Federer wygrał bez straty seta wszystkie spotkania grupowe, pokonując najpierw Davida Ferrera, następnie Andy’ego Murraya i Robina Söderlinga. W pojedynku półfinałowym Szwajcar wygrał z Novakiem Đokoviciem, a w rundzie finałowej po raz drugi w sezonie zmierzył się z Rafaelem Nadalem, którego pokonał 6:3, 3:6, 6:1. Zwyciężając w Londynie, Szwajcar wyrównał rekord Pete’a Samprasa i Ivana Lendla w liczbie zwycięstw w tej imprezie.
Rok 2010 Federer zakończył na pozycji wicelidera klasyfikacji ATP.

### Sezon 2011

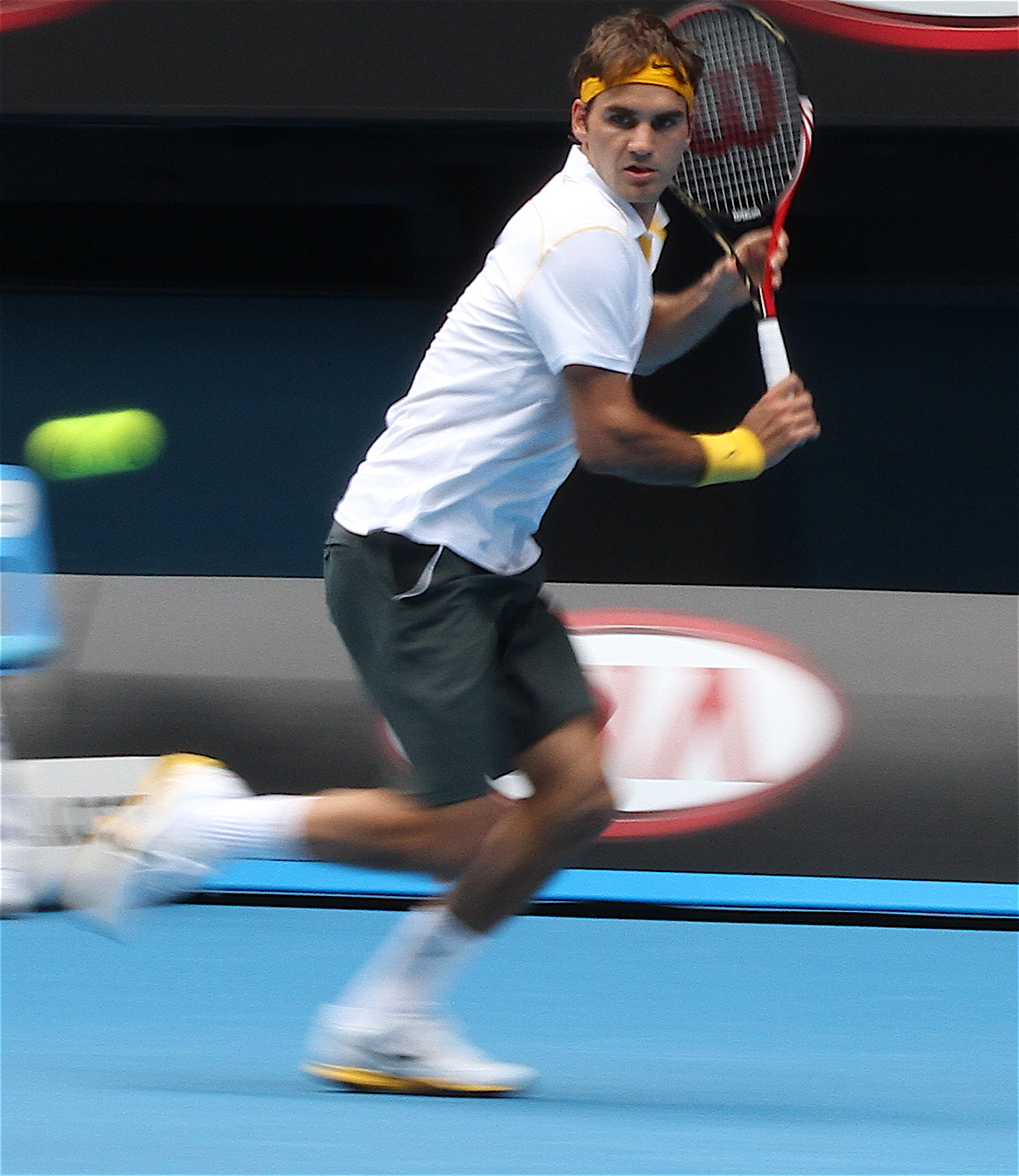
Federer podczas Australian Open, 2011

Sezon 2011 Federer rozpoczął od występu w Ad-Dausze, gdzie bez straty seta doszedł do finału, w którym wygrał z Nikołajem Dawydienką. W Australian Open Federer doszedł do półfinału po pokonaniu w pięciu setach w pojedynku II rundy Gilles’a Simona i zwycięskim czterosetowym spotkaniu w IV fazie z Tommym Robredo. Mecz o finał zawodów Szwajcar przegrał z Novakiem Đokoviciem. Pod koniec lutego Federer doszedł do finału w Dubaju, gdzie ponownie nie sprostał Đokoviciowi. W marcu Federer wystartował w Indian Wells, awansując do półfinału. Spotkanie o finał imprezy przegrał z Đokoviciem. Podczas zawodów w Miami Szwajcar uzyskał kolejny półfinał, w którym nie sprostał Rafaelowi Nadalowi.
Okres gry na kortach ziemnych Federer zaczął od turnieju w Monte Carlo. Szwajcar osiągnął tam ćwierćfinał po wygranych nad Philippem Kohlschreiberem i Marinem Čiliciem. Mecz o dalszą fazę przegrał z Jürgenem Melzerem. Na początku maja Federer wziął udział w zawodach w Madrycie, gdzie osiągnął półfinał po wyeliminowaniu m.in. w II rundzie Feliciano Lópeza, przeciwko któremu obronił trzy piłki meczowe. Pojedynek o finał zawodów zakończył się porażką Szwajcara z Rafaelem Nadalem. Podczas turnieju w Rzymie Federer w II rundzie pokonał Jo-Wilfrieda Tsongę, a pojedynek o ćwierćfinał przegrał z Richardem Gasquetem. Na Rolandzie Garrosie Federer osiągnął po raz piąty finał. Do meczu półfinałowego awansował bez straty seta. Spotkanie półfinałowe przeciwko Novakowi Đokoviciowi Federer zakończył zwycięsko w czterech setach 7:6(5), 6:3, 3:6, 7:6(5), przerywając tym samym serię Serba 43 wygranych meczów z rzędu. Mecz finałowy Szwajcar rozegrał z Rafaelem Nadalem, z którym przegrał 5:7, 6:7(3), 7:5, 1:6.
Na początku czerwca Federer wycofał się z turnieju w Halle, podając jako przyczynę nadciągnięcie pachwiny. Podczas Wimbledonu odpadł z rywalizacji w ćwierćfinale z Jo-Wilfriedem Tsongą, przegrywając 6:3, 7:6(3), 4:6, 4:6, 4:6.
W sierpniu, podczas amerykańskiego US Open Series, Federer wystartował w Montrealu, gdzie został wyeliminowany w III rundzie po raz kolejny w sezonie przez Jo-Wilfrieda Tsongę. W Cincinnati Federer poniósł porażkę w ćwierćfinale z Tomášem Berdychem. Na US Open szwajcarski tenisista osiągnął półfinał. Po drodze zdołał wyeliminować Jo-Wilfrieda Tsongę, natomiast w półfinale nie sprostał Novakowi Đokoviciowi, który wygrał 6:7(7), 4:6, 6:3, 6:2, 7:5. W ostatnim secie pojedynku Federer nie wykorzystał dwóch piłek meczowych. Tym samym Szwajcar po raz pierwszy od 2002 roku nie zwyciężył w turnieju wielkoszlemowym na przestrzeni całego sezonu.
Jesienią Federer wystartował, na początku listopada, w Bazylei, gdzie wygrał cały turniej, po blisko dziesięciomiesięcznej przerwie, od czasu zwycięstwa ze stycznia w Ad-Dausze. W drodze po tytuł Szwajcar pokonał m.in. Andy’ego Roddicka, natomiast w finale Keiego Nishikoriego. W swoim kolejnym starcie Federer wygrał po raz pierwszy w karierze turniej ATP World Tour Masters 1000 w Paryżu. Zawody Szwajcar zakończył bez straty seta po zwycięstwach m.in. nad Tomášem Berdychem, a w finale z Jo-Wilfriedem Tsongą. Triumfując w Paryżu Federer wygrał zarazem po piętnastu miesiącach przerwy imprezę kategorii ATP World Tour Masters 1000.
Ostatni w sezonie turniej Federer rozegrał w Londynie, podczas zawodów ATP World Tour Finals. Turniej zakończył się zwycięstwem Federera, który nie poniósł porażki, pokonując w grupie Jo-Wilfrieda Tsongę, Rafaela Nadala oraz Mardy’ego Fisha. W półfinale wyeliminował Davida Ferrera, natomiast w finale ponownie wygrał z Tsongą, rezultatem 6:3, 6:7(6), 6:3. Szwajcar zwyciężył w imprezie po raz szósty, wyprzedzając Ivana Lendla i Pete’a Samprasa, którzy triumfowali w zawodach pięciokrotnie.
Sezon Federer zakończył na 3. miejscu w zestawieniu ATP oraz z serią 17 zwycięstw z rzędu.

### Sezon 2012

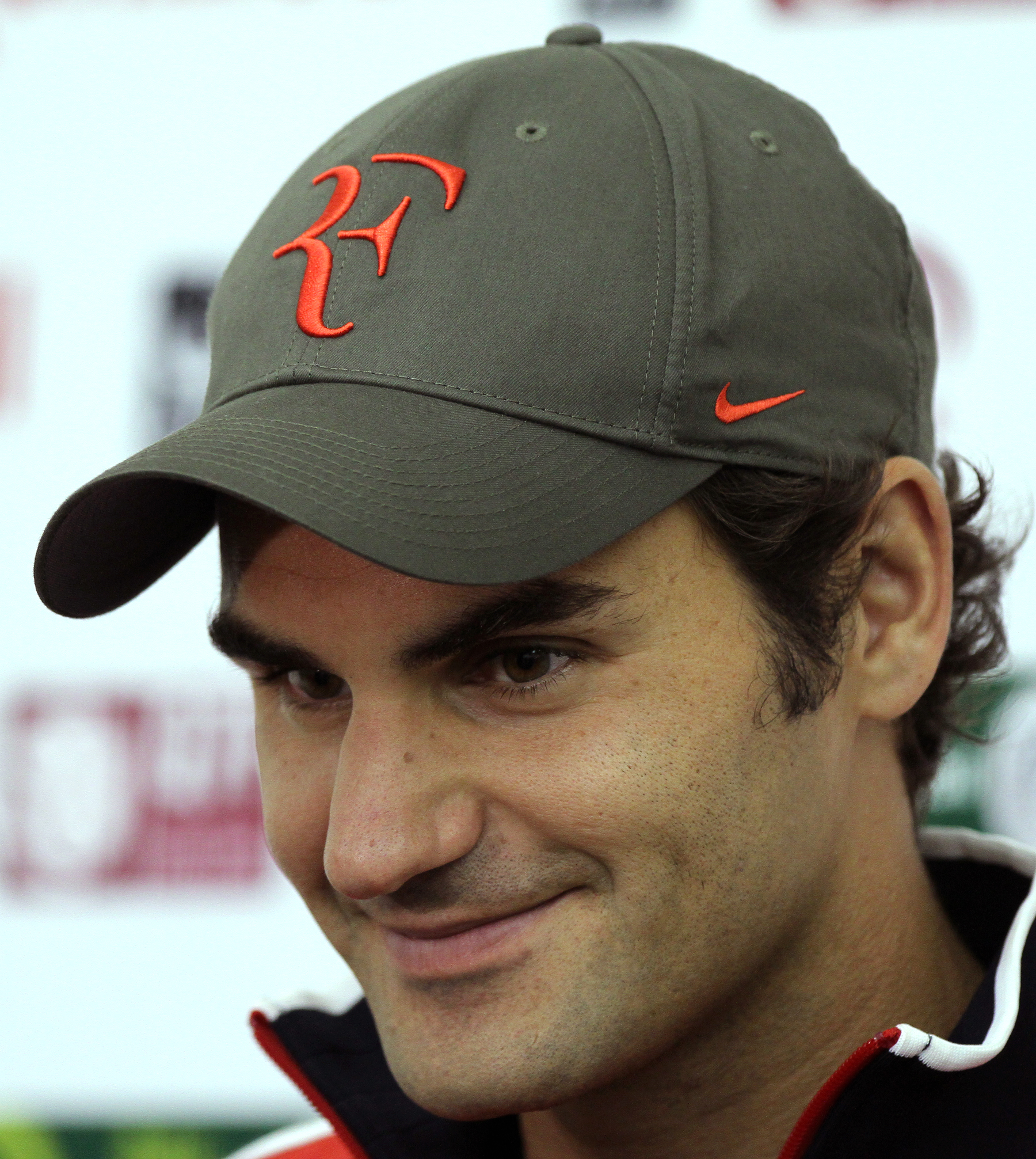
Federer podczas turnieju w Ad-Dausze, 2012

Rok 2012 Federer rozpoczął od turnieju w Ad-Dausze. Szwajcar doszedł do półfinału, w którym poddał spotkanie walkowerem Jo-Wilfriedowi Tsondze z powodu urazu pleców, którego doznał w meczu II rundy z Gregą Žemlją. Podczas Australian Open tenisista szwajcarski dotarł do półfinału, po wcześniejszym zwycięstwie m.in. z Juanem Martínem del Potro, przeciwko któremu rozegrał swój 1000 mecz w karierze. Spotkanie o awans do finału Federer przegrał w czterech setach z Rafaelem Nadalem. Hiszpan przerwał zarazem Federerowi serię 24 kolejnych wygranych pojedynków, a także pokonał go jako pierwszy od blisko pięciu miesięcy. Pierwszy w sezonie tytuł Federer wywalczył w lutym, w Rotterdamie, gdzie wystąpił po raz pierwszy od 2005 roku. W całych zawodach stracił jednego seta, w pojedynku półfinałowym przeciwko Nikołajowi Dawydience. Spotkanie finałowe Szwajcar wygrał 6:1, 6:4 z Juanem Martínem del Potro. W marcu zwyciężył po raz piąty na twardych kortach w Dubaju, a w finałowym spotkaniu pokonał Andy’ego Murraya 7:5, 6:4.
Na kortach Indian Wells Szwajcar triumfował po raz czwarty w karierze. Po drodze wyeliminował m.in. Rafaela Nadala, z którym wygrał po raz dziesiąty w zawodowym Tourze. Finałowy pojedynek zakończył się wygraną Federera nad Johnem Isnerem wynikiem 7:6(7), 6:3. Podczas imprezy w Miami Federer został wyeliminowany w III rundzie przez Andy’ego Roddicka.
W maju Federer zwyciężył w Madrycie. W trakcie zawodów po raz pierwszy w historii ATP zastosowano niebieską mączkę. W meczu o tytuł pokonał Tomáša Berdycha wynikiem 3:6, 7:5, 7:5, zdobywając tym samym dwudziesty puchar za zwycięstwo w imprezach rangi ATP World Tour Masters 1000. Wygrana w turnieju przyniosła Szwajcarowi także awans na pozycję wicelidera rankingu singlowego ATP. Po imprezie w stolicy Hiszpanii, Federer wystartował w Rzymie, gdzie poniósł porażkę w półfinale z Novakiem Đokoviciem. Wraz z nowym rankingowym notowaniem Szwajcar ponownie spadł na 3. pozycję w rankingu. Podczas wielkoszlemowego Rolanda Garrosa Federer awansował do półfinału, po zwycięstwie m.in. w ćwierćfinale z Juanem Martínem del Potro. Spotkanie Szwajcar wygrał w pięciu setach, odrabiając stratę dwóch setów. Pojedynek o awans do finału turnieju zakończył się przegraną Federera z Novakiem Đokoviciem.
Miesiąc gry na kortach trawiastych Federer zainaugurował od turnieju w Halle, dochodząc do finału, w którym spotkał się z Tommym Haasem. Federer miał szanse zdobyć pierwszy tytuł na tej nawierzchni od trzech lat (po triumfie na Wimbledonie z 2009 roku). Grający z dziką kartą od organizatorów Haas wygrał jednak mecz 7:6(5), 6:4. Na Wimbledonie Federer, po dwóch i pół roku przerwy, zdobył kolejny – siedemnasty – tytuł wielkoszlemowy. Zarazem był to jego siódmy tytuł na londyńskich kortach, czym wyrównał rekord Pete’a Samprasa i Williama Renshawa w liczbie zwycięstw w turnieju. W drodze po mistrzostwo Szwajcar zdołał m.in. wygrać pięciosetowy pojedynek z Julienem Benneteau, półfinałowy pojedynek z Novakiem Đokoviciem i finałowy mecz wynikiem 4:6, 7:5, 6:3, 6:4 z Andym Murrayem. Wraz z zakończeniem zawodów Federer po raz trzeci powrócił na pozycję lidera rankingu ATP, czym najpierw wyrównał, a w kolejnym notowaniu dnia 16 lipca pobił osiągnięcie Samprasa 286 tygodni spędzonych na szczycie klasyfikacji.
Na przełomie lipca i sierpnia brał udział w olimpijskim turnieju rozgrywanym podczas Letnich Igrzysk Olimpijskich 2012. W grze pojedynczej osiągnął finał zawodów. W początkowych rundach pokonał Alejandra Fallę, Juliena Benneteau i Denisa Istomina, a w pojedynku ćwierćfinałowym zwyciężył z Johnem Isnerem. Spotkanie półfinałowe rozegrał z Juanem Martínem del Potro, a skończyło się ono zwycięstwem Federera 3:6, 7:6(5), 19:17. W meczu o złoty medal, podobnie jak w finale Wimbledonu, spotkał się z reprezentantem gospodarzy Andym Murrayem. Szwajcar tym razem przegrał 2:6, 1:6, 4:6. W grze podwójnej występował razem ze Stanislasem Wawrinką jako obrońca tytułu. Debel odpadł w II rundzie po porażce z Jonatanem Erlichem i Andym Ramem. Po igrzyskach olimpijskich Szwajcar wycofał się z turnieju ATP World Tour Masters 1000 w Toronto. Następnie wystartował w zawodach tej samej rangi rozgrywanych w Cincinnati. Federer pokonał tam Alexa Bogomolova Jr., Bernarda Tomica, Mardy’ego Fisha oraz rodaka Stanislasa Wawrinkę. W finale spotkał się z Novakiem Đokoviciem. Pojedynek pomiędzy nimi zakończył się zwycięstwem Federera 6:0, 7:6(7). Tym samym po raz piąty w karierze sięgnął po trofeum w Cincinnati, czego dokonał jako pierwszy gracz w historii. Na US Open tenisista szwajcarski doszedł do ćwierćfinału, w którym został wyeliminowany przez Tomáša Berdycha. Była to pierwsza porażka w ćwierćfinale Federera od ośmiu lat na kortach twardych podczas zawodów wielkoszlemowych. Ostatni przegrany mecz Szwajcara na nawierzchni twardej przed półfinałem miał miejsce w 2003 roku na US Open.
Kolejnym turniejem, w którym Roger Federer wziął udział, były zawody w Szanghaju. Szwajcar doszedł do półfinału. W pojedynku o finał przegrał z Andym Murrayem. Następnie Szwajcar zagrał w Bazylei osiągając finał, w którym zmierzył się z Juanem Martínem del Potro. Mecz zakończył się porażką Federera 4:6, 7:6(5), 6:7(3). Po zakończeniu imprezy w Bazylei tenisista szwajcarski wycofał się z zawodów ATP World Tour Masters 1000 w Paryżu na rzecz przygotowań do turnieju ATP World Tour Finals. Podczas londyńskich mistrzostw Federer zagrał w grupie z Janko Tipsareviciem, Davidem Ferrerem oraz Juanem Martínem del Potro, doznając jednej porażki, z del Potro. W półfinale Szwajcar wyeliminował Andy’ego Murraya i w finale zmierzył się z Novakiem Đokoviciem, z którym przegrał spotkanie 6:7(6), 5:7.
Na koniec sezonu Federer zajmował 2. pozycję w klasyfikacji singlowej ATP.

### Sezon 2013
Pierwszym turniejem w sezonie 2013, w którym Federer wziął udział, był wielkoszlemowy Australian Open. W początkowych fazach zawodów, w których pokonał m.in. Nikołaja Dawydienkę i Milosa Raonica, szwajcarski tenisista nie stracił seta. W spotkaniu ćwierćfinałowym zwyciężył Jo-Wilfrieda Tsongę, po pojedynku zakończonym wynikiem 7:6(4), 4:6, 7:6(4), 3:6, 6:3. W meczu o finał Federer uległ Andy’emu Murrayowi 4:6, 7:6(5), 3:6, 7:6(2), 2:6, tym samym po raz trzeci z rzędu zakończył udział w australijskich rozgrywkach na półfinale. W lutym Roger Federer wystąpił jako obrońca tytułu w Rotterdamie, ale swój udział w rywalizacji zakończył po ćwierćfinałowej porażce 3:6, 5:7 z Julienem Benneteau. Następnie odpadł w półfinale zawodów w Dubaju. W meczu o finał uległ Tomášowi Berdychowi 6:3, 6:7(8), 4:6 mimo posiadania trzech piłek meczowych.
W lutym Roger Federer poinformował, że po zakończeniu turnieju ATP World Tour Masters 1000 rozgrywanego w Indian Wells planuje dwumiesięczną przerwę od zawodowego tenisa, którą przeznaczy na spędzenie czasu razem z rodziną i przygotowanie do dalszej części sezonu. Decyzja Szwajcara oznacza jego absencję w zawodach w Miami i w Monte Carlo.
Podczas zawodów w Indian Wells osiągnął ćwierćfinał rozgrywek. W spotkaniu o półfinał po raz 19. w karierze przegrał z Nadalem. Mecz zakończył się wynikiem 4:6, 2:6. W Miami, zgodnie z zapowiedziami, nie wystartował.

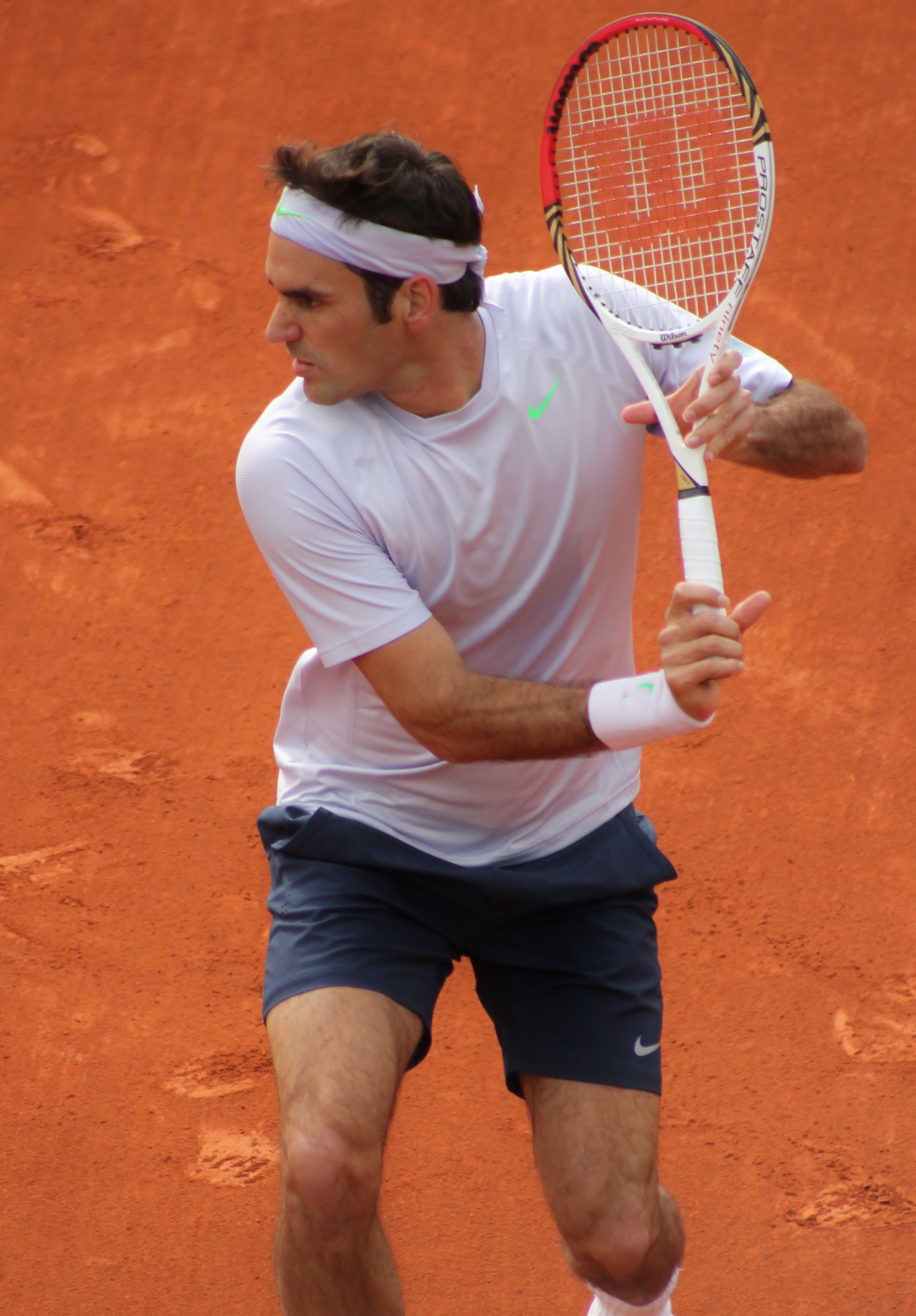
Federer na French Open, 2013

Okres gry na kortach ziemnych Federer zainicjował w Madrycie. Rozstawiony z numerem drugim Szwajcar pokonał w swoim pierwszym meczu Radka Štěpánka 6:3, 6:3. W kolejnej rundzie musiał uznać wyższość Keiego Nishikoriego, z którym przegrał 4:6, 6:1, 2:6. W Rzymie Federer swój udział rozpoczął od drugiej rundy. W pierwszych dwóch meczach pokonał w stosunku 6:1, 6:2 Potito Starace i Gillesa Simona. W meczu ćwierćfinałowym Federer pokonał Jerzego Janowicza 6:4, 7:6(2), natomiast w półfinale wygrał z Benoîtem Paire 7:6(5), 6:4. W meczu mistrzowskim Szwajcar uległ Nadalowi 1:6, 3:6. French Open rozpoczął od dwóch zwycięstw nad kwalifikantami – Pablo Carreño-Bustą i Somdevem Devvarmanem. W kolejnych meczach zmierzył się z Francuzami. Z Benneteau wygrał 6:3, 6:4, 7:5, Simona pokonał 6:1, 4:6, 2:6, 6:2, 6:3. W ćwierćfinale przegrał z Tsongą 5:7, 3:6, 3:6.
Pierwszy w sezonie turniej na nawierzchni trawiastej Federer rozegrał w Halle, gdzie zatriumfował po raz szósty w całej karierze. W drodze po pierwszy w sezonie tytuł wyeliminował m.in. w półfinale Tommy’ego Haasa, natomiast w finale pokonał 6:7(5), 6:3, 6:4, Michaiła Jużnergo. Na Wimbledonie pokonał w pierwszej rundzie Victora Hănescu 6:3, 6:2, 6:0, lecz przegrał 7:6(5), 6:7(5), 5:7, 6:7(5) w kolejnym spotkaniu z Serhijem Stachowskim. Była to pierwsza porażka Szwajcara przed osiągnięciem ćwierćfinału na kortach w Londynie od 2002 roku.
Po Wimbledonie Federer zdecydował się na starty w Hamburgu i w Gstaad w ramach testowania nowego sprzętu, rakiety Wilson z 98-calową główką, większą o 8 cali od poprzedniej rakiety. W Hamburgu Szwajcar dotarł do półfinału pokonany przez Federico Delbonisa, a w Gstaad poniósł porażkę już w II rundzie z Danielem Brandsem.
Podczas amerykańskiego US Open Series Federer zagrał w Cincinnati, awansując do ćwierćfinału, w którym po raz kolejny w sezonie nie sprostał Rafaelowi Nadalowi, przegrywając tym razem 7:5, 4:6, 3:6. Na US Open Szwajcar odpadł z rywalizacji w IV rundzie po tym, jak wyeliminował go Tommy Robredo, z którym przed spotkaniem Federer miał bilans 10–0. Końcowy wynik rywalizacji to 7:6(3), 6:3, 6:4 dla tenisisty hiszpańskiego.
Po cyklu amerykańskich turniejów Federer, na początku października, wyruszył do Azji na zawody w Szanghaju, z których został wyeliminowany w III rundzie przez Gaëla Monfilsa. Po tych zawodach Federer podał do informacji, że Paul Annacone nie jest już jego trenerem.
Pierwszy jesienny turniej w hali Szwajcar zagrał w Bazylei, gdzie tak jak w 2012 roku zmierzył się w finale z Juanem Martínem del Potro. Del Potro wygrał rywalizację w trzech setach. Następnie Federer wystąpił w Paryżu. Awansował tam do półfinału, po wcześniejszym pokonaniu del Potro, jednak spotkanie o uczestnictwo w finale przegrał z Novakiem Đokoviciem.
Na koniec sezonu tenisista szwajcarski zagrał w zawodach ATP World Tour Finals w Londynie. Federer wyszedł z grupy z 2. miejsca, po wygranych z Richardem Gasquetem i Juanem Martínem del Potro oraz po porażce z Novakiem Đokoviciem. W półfinale zmierzył się z Rafaelem Nadalem, któremu uległ w dwóch setach. Była to zarazem pierwsza porażka Federera z Nadalem w hali, z pięciu rozegranych dotąd pojedynków.
Rok 2013 Federer zakończył na 6. pozycji w klasyfikacji ATP. Poza „czołową trójką” po raz ostatni na koniec sezonu był w 2002 roku, również na 6. miejscu.

### Sezon 2014
Tuż przed rozpoczęciem sezonu do sztabu szkoleniowego Szwajcara dołączył wielokrotny zdobywca tytułów wielkoszlemowych, przedstawiciel stylu serw-wolej, Stefan Edberg. Roger Federer rozpoczął sezon 2014 od udziału w zawodach w Brisbane. Awansował w nich do finału, w którym przegrał 1:6, 6:4, 3:6 z Lleytonem Hewittem w ich 27. pojedynku. W rozgrywkach deblowych Szwajcar awansował razem z Nicolasem Mahutem do półfinału. Zawody wielkoszlemowe w Melbourne zainaugurował triumfem nad Jamesem Duckworthem. W następnych rundach pokonał bez straty seta Blaža Kavčiča, dzięki czemu ustanowił rekord wygranych meczów podczas Australian Open, i Tejmuraza Gabaszwilego. W meczu czwartej rundy wygrał z Jo-Wilfriedem Tsongą 6:3, 7:5, 6:4. Ćwierćfinałowym rywalem Federera był Andy Murray, którego pokonał 6:3, 6:4, 6:7(6), 6:3. W spotkaniu o finał zmierzył się z Rafaelem Nadalem. Szwajcar przegrał po tie-breaku i dwóch setach przegranych do trzech gemów. Awans do finału tych zawodów pozwolił Stanislasowi Wawrince odebrać Rogerowi Federerowi miano pierwszej rakiety kraju, które ten dzierżył nieprzerwanie od 2001 roku.
Pod koniec lutego Szwajcar wystąpił w zawodach w Dubaju. Awansował w nich do finału, pokonując m.in. Novaka Đokovicia w półfinale. W spotkaniu mistrzowskim pokonał Tomáša Berdycha 3:6, 6:4, 6:3, odnosząc tym samym szósty triumf w tej imprezie.
Na początku marca Federer zagrał w Indian Wells, gdzie bez straty seta osiągnął finał, w którym zmierzył się z Novakiem Đokoviciem. Serb tym razem był lepszy i wygrał mecz 3:6, 6:3, 7:6(3). Następnie Federer wystartował w Miami, gdzie poniósł porażkę w ćwierćfinale z Keim Nishikorim.
Pierwszy start Szwajcara na kortach ziemnych w sezonie miał miejsce w połowie kwietnia w Monte Carlo. Federer doszedł tam po raz pierwszy do finału od 2008 roku, m.in. po pokonaniu w półfinale Đokovicia. Spotkanie o tytuł zakończyło się porażką Federera ze Stanislasem Wawrinką 6:4, 6:7(5), 2:6. W dalszych tygodniach Federer zrezygnował ze startu w Madrycie, z powodu narodzin pary bliźniaków. Powrócił na turniej w Rzymie, z którego odpadł w II rundzie pokonany przez Jérémy’ego Chardy’ego. Zawody wielkoszlemowe w Paryżu Federer ukończył w IV rundzie wyeliminowany wynikiem 7:6(5), 6:7(3), 2:6, 6:4, 3:6 przez Ernestsa Gulbisa.
Szwajcar rozpoczął okres gry na nawierzchni trawiastej od udziału w finale zawodów w Halle w konkurencji zarówno singla, jak i debla. W grze pojedynczej pokonał w meczu mistrzowskim Alejandro Fallę 7:6(2), 7:6(3), odnosząc siódmy triumf w tym turnieju. W grze podwójnej razem z Marco Chiudinellim przegrali w ostatnim spotkaniu z Andre Begemannem i Julianem Knowle 6:1, 5:7, 10–12 mimo posiadania czterech piłek meczowych. Na Wimbledonie Federer osiągnął finał po raz dziewiąty. Do spotkania mistrzowskiego stracił jednego seta – w meczu ze Stanislasem Wawrinką. W pojedynku finałowym przegrał z Novakiem Đokoviciem 7:6(7), 4:6, 6:7(4), 7:5, 4:6.
Podczas letnich turniejów w Stanach Zjednoczonych Szwajcar odniósł jeden triumf, w Cincinnati. Trofeum z Cincinnati było zarazem 80. tytułem w karierze zawodnika, a w finale był lepszy od Davida Ferrera. Przed rozgrywkami w Cincinnati Federer awansował także do finału w Toronto, gdzie został pokonany przez Jo-Wilfrieda Tsongę. Na US Open tenisista szwajcarski doszedł do półfinału, eliminując m.in. w ćwierćfinale Gaëla Monfilsa, którego pokonał 4:6, 3:6, 6:4, 7:5, 6:2. W czwartym secie Szwajcar obronił dwie piłki meczowe, a także był to dziewiąty mecz w jego karierze, gdy odrobił stratę dwóch setów. W spotkaniu o udział w finale zagrał z Marinem Čiliciem, któremu uległ w trzech setach.
Na początku października Federer zagrał w Szanghaju, kończąc zawody z kolejnym pucharem. W półfinale był lepszy od Novaka Đokovicia, przerywając Serbowi passę 28 zwycięstw w Chinach. W rundzie finałowej Szwajcar triumfował nad Gillesem Simonem.
Halowe starty w Europie Federer zaczął od występu w Bazylei, gdzie zdobył szósty tytuł. W finale wygrał z Davidem Goffinem. Następnie Szwajcar wystartował w Paryżu, odpadając z rywalizacji w ćwierćfinale po porażce z Milosem Raoniciem i kończąc zarazem serię 14 zwycięstw z rzędu.
Turniej ATP World Tour Finals zamykający sezon 2014 Federer zaczął od zwycięstw grupowych z Milosem Raoniciem, Keim Nishikorim i Andym Murrayem. W półfinale pokonał Stanislasa Wawrinkę 4:6, 7:5, 7:6(6), w drugim secie broniąc trzech piłek meczowych, a także jednej w decydującym secie. Z meczu finałowego przeciwko Novakowi Đokoviciowi Federer się wycofał podając jako przyczynę kontuzję pleców. Tym samym mistrzem zawodów został Đoković.
Sezon 2014 zakończył jako 2. tenisista w światowym rankingu ATP.

### Sezon 2015
Kolejny sezon rozpoczął od wygranej w Brisbane, gdzie pokonał w finale Milosa Raonica 6:4, 6:7(2), 6:4, dzięki czemu przekroczył barierę 1000 zwycięstw w zawodach ATP World Tour, dołączając do takich zawodników jak Ivan Lendl czy Jimmy Connors. Podczas Australian Open Federer pokonał Lu Yen-hsun 6:4, 6:2, 7:5 oraz Simone Bolellego 3:6, 6:3, 6:2, 6:2. W meczu trzeciej rundy uległ Andreasowi Seppiemu 4:6, 6:7(5), 6:4, 6:7(5). Była to jego pierwsza porażka przed osiągnięciem czwartej rundy w Melbourne od 2001 roku.
Następnym turniejem, w którym wziął udział Szwajcar, były zawody rangi ATP World Tour 500 w Dubaju. Rozgrywki zakończył triumfując w nich po raz siódmy w karierze, nie tracąc przy tym seta. W finale pokonał Novaka Đokovicia 6:3, 7:5. W turnieju ATP World Tour Masters 1000 w Indian Wells tenisista ponownie awansował do finału bez straty seta. W meczu mistrzowskim, w którym ponownie rywalizował z Serbem, przegrał 3:6, 7:6(5), 2:6. W Miami nie startował.

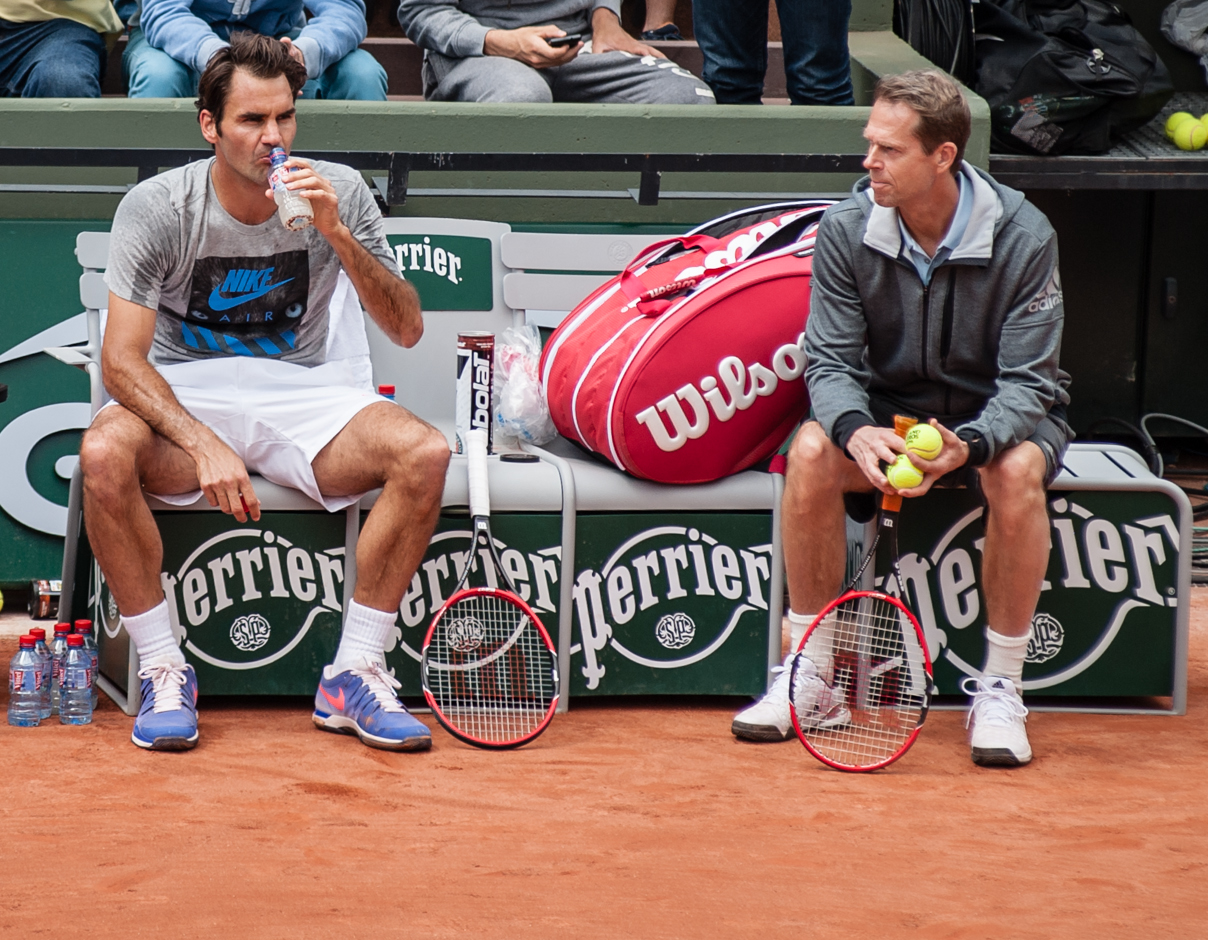
Federer (z lewej) z trenerem Stefanem Edbergiem podczas French Open 2015

Okres gry na nawierzchni ceglanej zainaugurował występem w Monte Carlo, osiągając trzecią rundę. Pokonawszy Francuza Chardy’ego uległ innemu reprezentantowi tego kraju – Gaëlowi Monfilsowi. Na przełomie kwietnia i maja triumfował w pierwszej edycji rozgrywek w Stambule. W meczu mistrzowskim pokonał Pabla Cuevasa 6:3, 7:6(11). W Madrycie w pierwszym meczu przegrał z Nickiem Kyrgiosem 7:6(1), 6:7(5), 6:7(12). W drodze do finału w Rzymie Szwajcar nie stracił seta. Wygrawszy z Tomášem Berdychem w ćwierćfinale i Stanem Wawrinką w półfinale, nie sprostał Đoković w ostatnim meczu, kończąc mistrzostwa wynikiem 4:6, 3:6. French Open dla Federera rozpoczęła się od trzech trzysetowych zwycięstw. W czwartej rundzie tenisista pokonał Monfilsa 6:3, 4:6, 6:4, 6:1. W meczu o półfinał Stan Wawrinka zrewanżował się rodakowi. Federer przegrał 4:6, 3:6, 6:7(4).
Pierwszy w sezonie turniej na nawierzchni trawiastej Federer rozegrał tradycyjnie w Halle, ponownie kończąc go triumfem. W meczu, po którym otrzymał trofeum zawodów po raz ósmy, pokonał Andreasa Seppiego 7:6(1), 6:4. W początkowej fazie Wimbledonu siedmiokrotny mistrz zawodów stracił jednego seta w spotkaniu z Samem Grothem. W ćwierćfinale zwyciężył z Gilles’em Simonem 6:3, 7:5, 6:2, a w półfinale 7:5, 7:5, 6:4 z Andym Murrayem. W finale, podobnie jak rok wcześniej, przegrał z Đokoviciem. Mecz zakończył wynikiem 6:7(1), 7:6(10), 4:6, 3:6. Był to trzeci wimbledoński mecz o tytuł Szwajcara, który nie zakończył się jego wygraną.
Pierwszym turniejem Szwajcara po Wimbledonie były zawody ATP World Tour Masters 1000 w Cincinnati, gdzie zwyciężył po raz siódmy w karierze. W finale zmierzył się z Đokoviciem pokonując go 7:6(1), 6:3, tym samym wrócił na druga pozycję w rankingu ATP. W trakcie US Open w drodze do finału nie stracił seta, jednakże w nim uległ Serbowi w 4:6, 7:5, 4:6, 4:6. Z zawodów w Szanghaju odpadł już w swoim pierwszym meczu w II rundzie przegrywając z Albertem Ramosem-Viñolasem. Dwa tygodnie później zwyciężył drugi raz z rzędu w zawodach w swoim rodzinnym mieście pokonując w finale Rafaela Nadala 6:3, 5:7, 6:3.
W ostatnim w 2015 roku turnieju serii ATP World Tour Masters 1000 w Paryżu przegrał w III rundzie z Johnem Isnerem 6:7(3), 6:3, 6:7(5).
W wieńczącym sezon turnieju ATP World Tour Finals Federer wygrał wszystkie spotkania grupowe, w tym z liderem rankingu Đokoviciem. W półfinale zmierzył się ze Stanem Wawrinką, którego pokonał 7:5, 6:3 i o siódmy tytuł zawodów tej rangi Szwajcar ponownie zagrał z Serbem, przegrywając ostatecznie 3:6, 4:6.
W grudniu Federer poinformował, iż zakończył współpracę trenerską ze Stefanem Edbergiem, a nawiązał z Ivanem Ljubičiciem. Severin Lüthi pozostał drugim trenerem Szwajcara.
Rok 2015 zakończył jako 3. tenisista na świecie.

### Sezon 2016

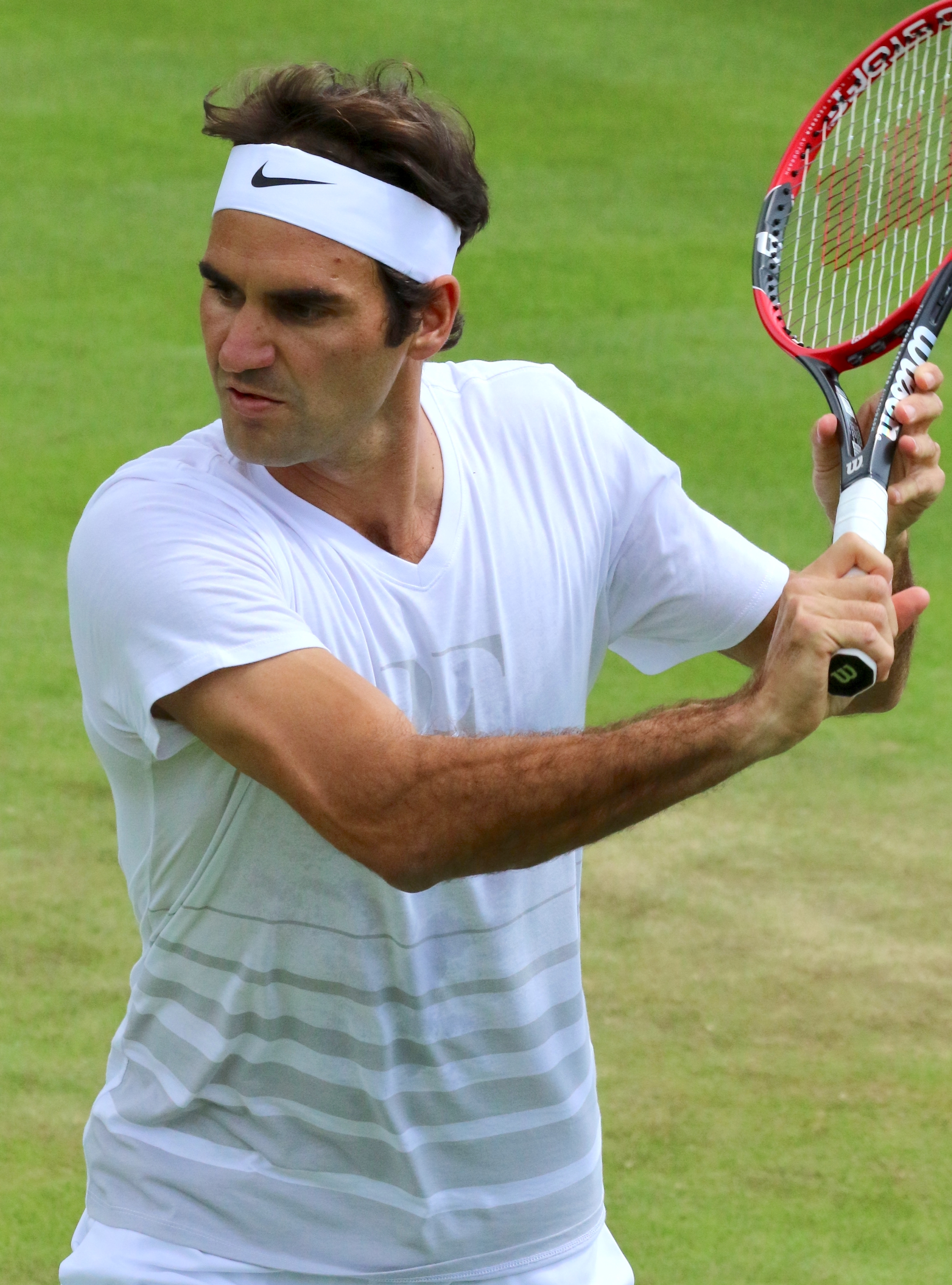
Federer podczas Wimbledonu 2016

W sezonie 2016 Szwajcar zagrał w 7 turniejach. Przez cały rok zmagał się z urazem kolana. W lutym przeszedł operację i w kwietniu powrócił do rywalizacji. Pod koniec lipca ogłosił, że nie zagra do końca roku by zoperowane w lutym kolano przeszło odpowiednią rehabilitację.
Wystąpił w 2 turniejach wielkoszlemowych, Australian Open i Wimbledonie. Podczas turnieju w Melbourne w 3 rundzie pokonał Grigora Dimitrowa i stał się pierwszym tenisistą który odniósł 300 zwycięstw w zawodach tej rangi. W meczu o udział w finale poniósł porażkę z Novakiem Đokoviciem. Podczas Wimbledonu tenisista szwajcarski ponownie awansował do półfinału. W ćwierćfinale wyeliminował w 5 setach Marina Čilicia broniąc 3 piłki meczowe. Kolejny 5–setowy mecz rozegrał w następnej rundzie z Milosem Raoniciem, tym razem przegrywając rywalizację.
Federer zagrał w 2 imprezach ATP World Tour Masters 1000, w Monte Carlo i Rzymie, osiągając ćwierćfinał i 3 rundę.
Startując w turniejach ATP World Tour 250 i ATP World Tour 500 doszedł do finału w Brisbane, gdzie uległ Milosowi Raoniciowi. Był ponadto w półfinałach w Halle i Stuttgarcie. Podczas półfinałowego spotkania w Stuttgarcie z Dominicem Thiemem nie wykorzystał 2 piłek meczowych w drugim secie. Na tym samym turnieju Federer wyprzedził Ivana Lendla w liczbie wygranych meczów w zawodowym cyklu, gdy eliminując w ćwierćfinale Floriana Mayera zwyciężył po raz 1072 w karierze. Liderem w tej klasyfikacji jest, z 1256 wygranymi, Jimmy Connors.
W całym 2016 roku Federer wygrał 21 meczów z 28 rozegranych. Zakończył sezon na 16. miejscu w rankingu ATP.

### Sezon 2017

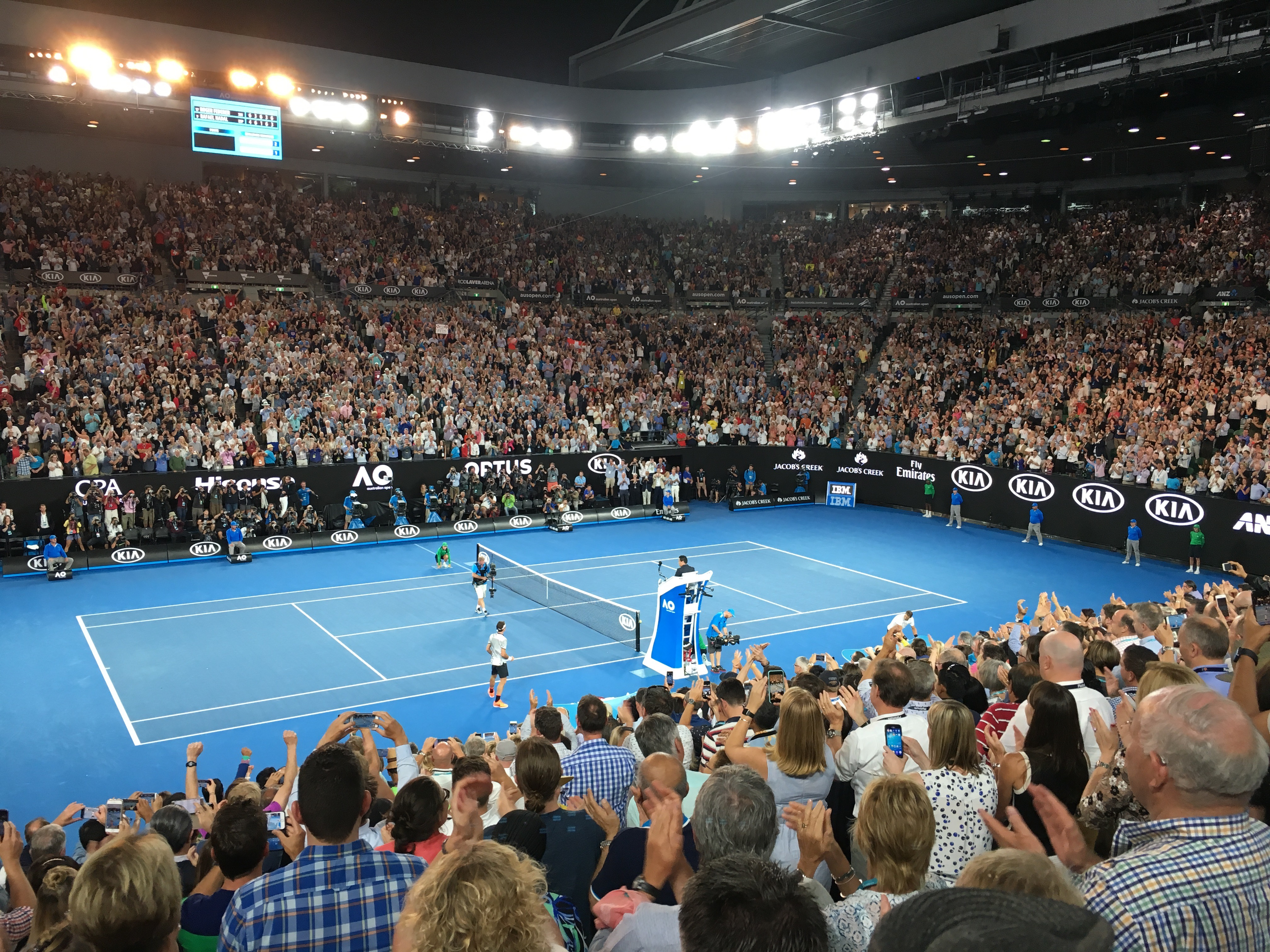
Finał Australian Open między Federerem i Nadalem, 2017

Federer wrócił do gry podczas Pucharu Hopmana, w którym razem z Belindą Bencic zajął drugie miejsce w swojej grupie. W Australian Open wyeliminował w początkowej fazie Tomáša Berdycha i Keiego Nishikoriego, a w ćwierćfinale Mischę Zvereva. W meczu półfinałowym pokonał Stana Wawrinkę, stając się najstarszym finalistą Wielkiego Szlema od czasów Kena Rosewalla w 1974 roku. W swoim setnym meczu w Australian Open, a zarazem finale turnieju, zwyciężył z Rafaelem Nadalem. Dzięki zwycięstwu awansował na 10. miejsce w rankingu i stał się drugim najstarszym mistrzem turnieju wielkoszlemowego od 1972 roku. Powtórzył także wyczyn Matsa Wilandera z French Open 1982, eliminując w drodze po tytuł czterech tenisistów z czołowej dziesiątki rankingu.
W marcu Szwajcar triumfował w Indian Wells, pokonując Nadala w czwartej rundzie oraz Wawrinkę w finale. Federer kolejny tytuł zdobył w Miami, w finale triumfując nad Nadalem. Podczas ćwierćfinałowej rywalizacji z Tomášem Berdychem obronił dwie piłki meczowe, a w kolejnym meczu przeciwko Nickowi Kyrgiosowi zagrał w trzech tie-breakach. Po raz trzeci w karierze zwyciężył w Indian Wells i Miami tym samym sezonie. Zarazem był to najlepszy początek sezonu Szwajcara od roku 2006, notując bilans 19–1. Porażkę poniósł w drugiej rundzie zawodów w Dubaju.
W maju poinformował na swojej oficjalnej stronie internetowej o rezygnacji z udziału w rozgrywkach na nawierzchni ziemnej na rzecz przygotowań do turniejów na trawie.
Federer powrócił w Stuttgarcie, gdzie w drugiej rundzie odpadł z Tommym Haasem. Następnie bez straty seta, po raz dziewiąty w karierze zwyciężył w Halle, w ostatnim meczu okazując się lepszym od Alexandra Zvereva. Pojedynek pierwszej rundy z Yūichim Sugitą był 1100 wygranym meczem w karierze dla Szwajcara. Na Wimbledonie triumfował rekordowy ósmy raz w karierze oraz nie stracił seta w turnieju jako pierwszy od Wimbledonu 1976, gdy mistrzem został Björn Borg. Szwajcar wyeliminował dwóch zawodników z TOP 10 rankingu, w ćwierćfinale Milosa Raonica i w finale Marina Čilicia 6:3, 6:1, 6:4.
W okresie gry na amerykańskich kortach twardych Szwajcar został finalistą w Montrealu, ponosząc porażkę z Alexandrem Zverevem, który przerwał Federerowi serię szesnastu meczów bez porażki. Później wycofał się z gry w Cincinnati z powodu bólu w plecach doznanego w finale w Montrealu. Pierwsze dwa mecze US Open kończył po pięciosetowym pojedynku. Z turnieju odpadł w ćwierćfinale, przegrywając z Juanem Martínem del Potro. Po meczu przyznał, że przez cały turniej odczuwał skutki kontuzji z Montrealu i nie miał szans na wygranie zawodów.
Po US Open zagrał w inauguracyjnej odsłonie Pucharu Lavera odnosząc zwycięstwo wspólnie z innymi tenisistami tworzącymi drużynę europejską. Federer jest jedną z osób, które przyczyniły się do utworzenia zawodów i to on zaproponował nazwanie imprezy od imienia Roda Lavera.
W październiku Szwajcar zdobył dwa tytuły. Pierwszy w Szanghaju po finale z Rafaelem Nadalem, dzięki czemu został najstarszym triumfatorem w cyklu ATP World Tour Masters 1000. Była to również piąta kolejna wygrana Federera z Nadalem. Drugie trofeum w miesiącu i 95 w karierze wywalczył w Bazylei, a w decydującym pojedynku pokonał Juana Martina del Potro.
Ostatni turniej w sezonie zagrał podczas ATP Finals, kończąc udział w półfinale, wyeliminowany przez Davida Goffina. Był to czternasty półfinał szwajcarskiego tenisisty w zawodach na piętnaście startów.
Za sezon 2017 otrzymał nagrody ATP Awards w kategorii ATP Comeback Player of the Year (powrót roku), ATPWorldTour.com Fans’ Favorite i Stefan Edberg Sportsmanship Award.
Rok zakończył na pozycji wicelidera rankingu ATP, za Rafaelem Nadalem.

### Sezon 2018
Sezon Federer rozpoczął z bilansem siedemnastu zwycięstw z rzędu, rozpoczynając serię od obrony tytułu w Australian Open. Do finału awansował bez straty seta, natomiast w ostatnim meczu wygrał 6:2, 6:7(5), 6:3, 3:6, 6:1 z Marinem Čiliciem, zdobywając dwudzieste wielkoszlemowe trofeum w karierze na trzydzieści rozegranych finałów. Drugi tytuł w sezonie Szwajcar zdobył w Rotterdamie, po finale z Grigorem Dimitrowem. Po zakończeniu turnieju objął prowadzenie w rankingu ATP, jako najstarszy tenisista w 45-letniej historii listy. Na szczycie pozostał do notowania z 1 kwietnia, potem ponownie przewodził w klasyfikacji od 14 do 20 maja i między 18 a 24 czerwca. Pierwszą porażkę w sezonie Federer poniósł w finale turnieju w Indian Wells, nie wykorzystując w decydującym secie trzech piłek meczowych z Juanem Martinem del Potro. Kolejna przegrana Federera miała miejsce w jego pierwszym meczu w Miami z Thanasim Kokkinakisem.
Po zakończeniu zawodów w Miami poinformował o ponownym opuszczeniu imprez na kortach ziemnych.
Sezon na nawierzchni trawiastej zaczął od triumfu w Stuttgarcie. Następnie został finalistą w Halle, ulegając w ostatnim pojedynku Bornie Ćoriciowi i kończąc serię dwudziestu meczów bez przegranej na trawie. W drugiej rundzie tegoż turnieju obronił dwie piłki meczowe w trzecim secie z Benoîtem Paire. Na Wimbledonie Federer nie obronił zwycięstwa z sezonu 2017, będąc wyeliminowanym w ćwierćfinale przez Kevina Andersona. Prowadząc 2:0 w setach i z meczbolem w kolejnym secie przegrał ostatecznie 6:2, 7:6(5), 5:7, 4:6, 11:13.
Pierwsze zawody po Wimbledonie tenisista szwajcarski zagrał w Cincinnati docierając do finału, w którym nie sprostał Novakowi Đokoviciowi. Na US Open Federer odpadł w czwartej rundzie w czterech setach z Johnem Millmanem. Następnie, będąc w składzie drużyny europejskiej, po raz drugi wygrał Puchar Lavera uczestnicząc w dwóch zwycięskich meczach singlowych i dwóch przegranych rywalizacjach deblowych.

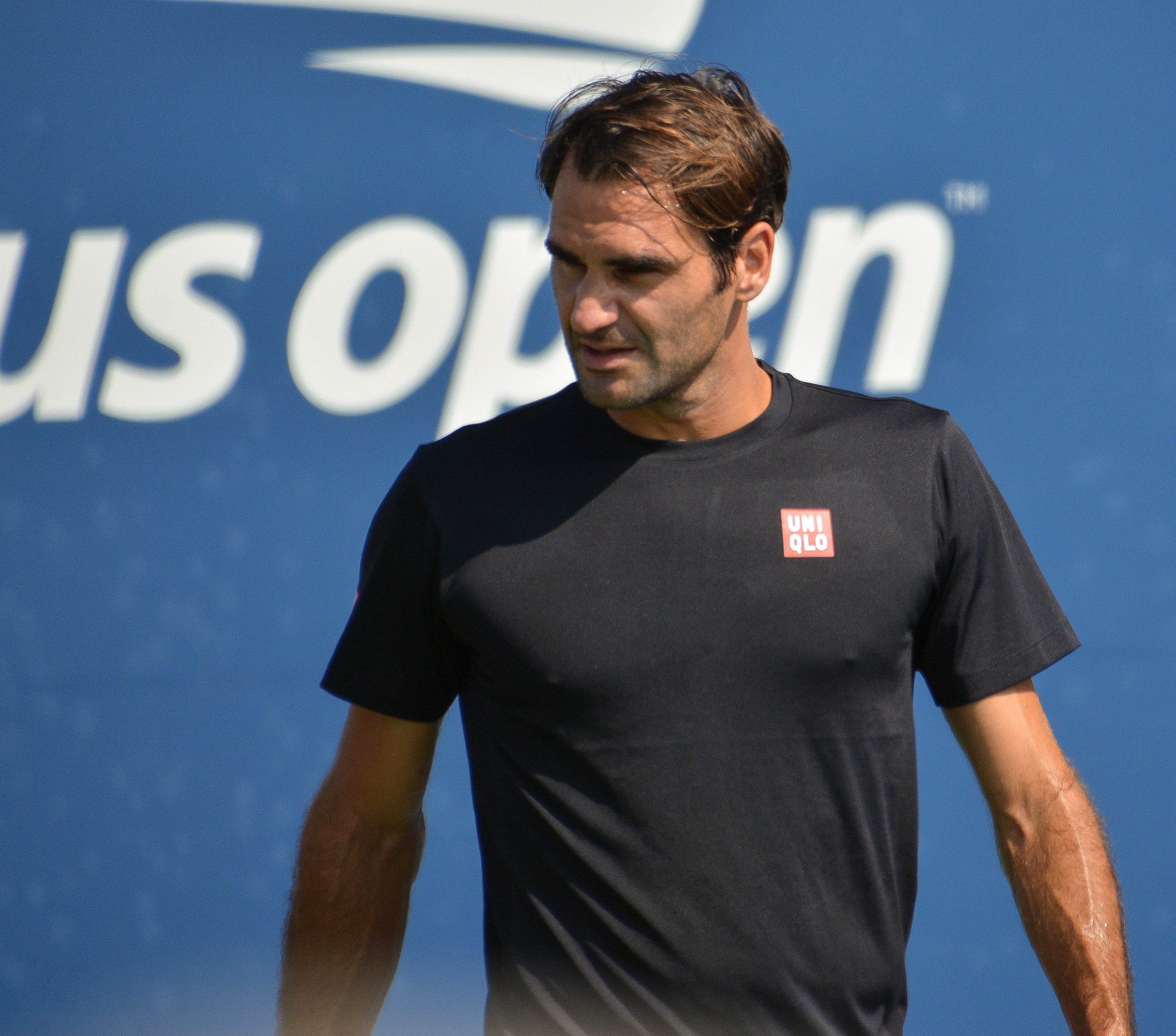
Federer w trakcie treningu do US Open, 2018

Jesienne starty Szwajcar zaczął od imprezy w Szanghaju, gdzie w półfinale doznał kolejnej w sezonie porażki z Borną Ćoriciem. W Bazylei zdobył 99 tytuł w karierze oraz zagrał po raz czternasty w finale tych zawodów, ustanawiając rekord ery open w liczbie rozegranych finałów w jednym turnieju.
Na koniec roku awansował do półfinału ATP Finals z bilansem dwóch zwycięstw przy jednej porażce w grupie. Pojedynek o finał przegrał w dwóch setach z Alexandrem Zverevem.
W całym sezonie 2018 Federer osiągnął bilans meczów 50–10, wygrał cztery tytuły i był na 3. miejscu w klasyfikacji ATP podczas ostatniego w roku notowania. Uhonorowany w listopadzie po raz szesnasty z rzędu nagrodą ATPWorldTour.com Fans’ Favorite.

### Sezon 2019
W roku 2019 Szwajcar nie wygrał wielkoszlemowego trofeum, był natomiast w finale Wimbledonu, eliminując po drodze dwóch zawodników z czołowej dziesiątki rankingu, w ćwierćfinale Kei Nishikoriego, a następnie Rafaela Nadala. Pokonując Nishikoriego odniósł setny zwycięski mecz w Wielkim Szlemie, jako pierwszy tenisista w historii. Ostatni pojedynek z Novakiem Đokoviciem był najdłuższym finałem w historii Wimbledonu. Trwał 4 godz. i 57 min. (o 9 minut dłużej niż finał Wimbledonu 2008 między Federerem i Nadalem) i zakończył się przegraną Szwajcara 6:7(5), 6:1, 6:7(4), 6:4, 12:13(3) oraz nie wykorzystaniem dwóch piłek mistrzowskich w ostatnim secie przy stanie 8:7 i własnym serwisie.
W pozostałych imprezach wielkoszlemowych odpadł w czwartej rundzie Australian Open, półfinale French Open i ćwierćfinale US Open. W Melbourne uległ Stefanosowi Tsitsipasowi w czterech setach. W Paryżu zagrał po raz pierwszy od 2015 roku i pokonał go Rafael Nadal, a w Nowym Jorku Grigor Dimitrow w pięciu setach.
W cyklu ATP Tour Masters 1000 Szwajcar odniósł jeden triumf z dwóch osiągniętych finałów. Najpierw został pokonany w finale w Indian Wells w decydującym meczu przez Dominika Thiema, a następnie został mistrzem w Miami, po finale z Johnem Isnerem. Finał w Miami był pięćdziesiątym rozegranym przez Federera w karierze o randze Masters 1000. Zagrał również na kortach ziemnych w Madrycie i Rzymie dochodząc do ćwierćfinałów. Pojedynek trzeciej rundy w Madrycie zakończył zwycięsko z Gaëlem Monfilsem po wybronieniu dwóch meczboli. Również w trzeciej rundzie w Rzymie obronił dwie piłki meczowe, tym razem przeciwko Bornie Ćoriciowi. Walkowerem oddał Stefanosowi Tsitsipasowi awans do półfinału w Rzymie przez uraz prawej nogi.
Pierwszy tytuł w sezonie i setny w karierze Federer wygrał na początku marca w Dubaju po finale ze Stefanosem Tsitsipasem i jako drugi tenisista, po Jimmym Connorsie, przekroczył barierę stu tytułów w karierze. Kolejny triumf Federer odniósł w Halle, gdzie pokonał w finale Davida Goffina. Pod koniec października Szwajcar, bez straty seta, został mistrzem w Bazylei, eliminując m.in. w półfinale Tsitsipasa.
Podczas ATP Finals tenisista szwajcarski dotarł do półfinału, w którym został wyeliminowany przez Tsitsipasa.
Rok zakończył z bilansem meczów 53–10, czterema tytułami i miejscem nr 3. w klasyfikacji ATP. Po raz kolejny wyróżniony nagrodą ATPWorldTour.com Fans’ Favorite.

### Sezon 2020
Federer rozpoczął sezon 2020 od startu w Australian Open, w którym dotarł do półfinału. Odnosił zwycięstwa kolejno nad Steve’em Johnsonem i Filipem Krajinoviciem, oba pojedynki wygrywając bez straty seta, następnie wygrał po pięciosetowym meczu z Johnem Millmanem i po czterosetowym pojedynku z Mártonem Fucsovicsem. Następnie, w ćwierćfinale turnieju, Federer pokonał w pięciosetowym pojedynku Tennysa Sandgrena, broniąc siedmiu piłek meczowych dla przeciwnika. W półfinale przegrał jednak z Novakiem Đokoviciem 6:7(1), 4:6, 3:6. Do meczu przystąpił z kontuzją pachwiny odniesioną wcześniej w turnieju.
W lutym Federer przeszedł operację artroskopii prawego kolana, a następnie wycofał się z turniejów w Dubaju, Indian Wells, Miami oraz z French Open, dając sobie więcej czasu na regenerację kolana. Ogłosił jednak przy tym swój powrót w sezonie trawiastym. 10 czerwca, ze względu na przedłużające się problemy z prawym kolanem, ogłosił, że musi poddać się dodatkowemu zabiegowi artroskopii kontuzjowanego stawu i oficjalnie zakończył sezon. Szwajcar zapowiedział wtedy, że powróci w 2021 roku.

### Kariera reprezentacyjna
W kwietniu 1999 roku Federer zadebiutował w reprezentacji Szwajcarii w Pucharze Davisa, w pojedynku I rundy przeciwko Włochom. Jego zespół awansował do dalszej fazy, a Federer pokonał Davida Sanguinettiego, a przegrał z Gianlucą Pozzim. W ćwierćfinale Szwajcarzy zostali wyeliminowani przez Belgię. Oba singlowe pojedynki Federera zakończyły się porażką, z Christophe’em van Garsse’em i Xavierem Malisse’em.
Podczas edycji turnieju z 2000 roku Szwajcarzy odpadli w I rundzie z Australią, przegrywając 2:3. Federer zdobył oba punkty dla drużyny, wygrywając singlowy mecz z Markiem Philippoussisem oraz w parze z Lorenzo Mantą deblowy pojedynek z duetem Wayne Arthurs-Sandon Stolle. W barażach o utrzymanie w grupie światowej (najwyższej klasie rozgrywek) Szwajcarzy pokonali Białoruś 5:0, a Federer wygrał rywalizację singlową z Uładzimirem Wałczkouem i deblową z Maksem Mirnym oraz Uładzimirem Wałczkouem. Partnerem deblowym Federera był Lorenzo Manta.
W zawodach z roku 2001 Szwajcarzy awansowali do ćwierćfinału, pokonując reprezentację USA 3:2. Federer miał decydujący wkład w zwycięstwo, wygrywając wszystkie mecze, w tym decydujący o awansie z Janem-Michaelem Gambillem. Przeciwnikami Szwajcarów w rundzie o półfinał byli Francuzi, którzy wygrali rywalizację 3:2. Federer przegrał najpierw mecz z Nicolasem Escudé, następnie wygrał w deblu razem z Lorenzo Mantą z parą Cédric Pioline-Fabrice Santoro oraz pokonał w grze pojedynczej Arnauda Clémenta.
Z zawodów, które odbyły się w 2002 roku zespół szwajcarski odpadł w I fazie z Rosją. W barażach o utrzymanie w grupie światowej Szwajcarzy wygrali z Marokiem, a Federer pokonał wszystkich swoich rywali bez straty seta, zarówno w singlu, jak i deblu.
W 2003 roku Federer wraz z zespołem doszli do półfinału, pokonując po drodze Holandię i Francję. Rywalizację o finał Szwajcarzy stoczyli z Australią. Federer najpierw wygrał z Markiem Philippoussisem. Następnie wraz z Marcem Rossetem przegrali z Wayne’em Arthursem i Toddem Woodbridgem, natomiast w kolejnym singlowym pojedynku Federer uległ Lleytonowi Hewittowi.
W I rundzie edycji Pucharu Davisa z 2004 roku Szwajcaria zmierzyła się z Rumunią. Rywalizacja zakończyła się zwycięstwem Szwajcarów 3:2, dla których wszystkie punkty zdobył Federer. W ćwierćfinale Szwajcarzy przegrali 2:3 z Francją. Federer wygrał mecze z Nicolasem Escudé oraz Arnaudem Clémentem.
Podczas rozgrywek z roku 2005 Szwajcarzy pokonali w play-offach o utrzymanie w grupie światowej Wielką Brytanię, a Federer wygrał singlowy pojedynek z Alanem MacKinem i wspólnie z Yves’em Allegro deblowy mecz z parą Andy Murray-Greg Rusedski.
W 2006 roku Federer ponownie wystąpił w barażach o utrzymanie w grupie światowej. Swoje dwa pojedynki singlowe wygrał z Janko Tipsareviciem i Novakiem Đokoviciem oraz partnerując Yves’owi Allegro pokonali Iliję Bozoljaca i Nenada Zimonjicia.
W roku 2007 Szwajcaria spadła do niższej klasy rozgrywek po porażce 2:3 w barażach z reprezentacją Czech. Federer wygrał singlowe pojedynki z Radkiem Štěpánkiem i Tomášem Berdychem. W 2008 roku Federer wziął udział w zwycięskiej rywalizacji z Belgią, przeciwko której pokonał Kristofa Vliegena oraz w deblu razem ze Stanislasem Wawrinką parę Xavier Malisse-Olivier Rochus. Dzięki temu zwycięstwu Szwajcaria po roku przerwy powróciła do grupy światowej.
W 2009 roku Federer wystartował po raz kolejny w barażach o utrzymanie w grupie światowej. Szwajcarzy pokonali wówczas reprezentację Włoch 3:2, a Federer wygrał z Simonem Bolellim i Potito Starace.
W roku 2010 Federer zrezygnował ze startów w Pucharze Davisa, nie biorąc również udziału w barażowych meczach przeciwko Kazachstanowi. W marcu 2011 roku Federer zapowiedział powrót do reprezentacji na pojedynek z Portugalią, który miał się odbyć w lipcu tegoż samego roku. Zgodnie z zapowiedzią Federer zagrał w jednym singlowym meczu wygranym z Ruim Machado oraz zwycięskim pojedynku deblowym z parą Frederico Gil-Leonardo Tavares. Partnerem Federera był Stanislas Wawrinka.
Podczas edycji zawodów z 2012 roku Federer zagrał w lutym w I rundzie przeciwko Stanom Zjednoczonym. Szwajcarzy przegrali 0:5, a Federer uległ najpierw Johnowi Isnerowi w singlu i następnie, wraz z Wawrinką, Mike’owi Bryanowi i Mardy’emu Fishowi. We wrześniu pomógł reprezentacji utrzymać się w grupie światowej, po wyeliminowaniu 3:2 Holandii. Federer pokonał w grze pojedynczej Thiemo de Bakkera i Robina Haasego, a w grze podwójnej, partnerując Wawrince, nie sprostał parze Robin Haase-Jean-Julien Rojer.
W 2013 roku zrezygnował z udziału w Pucharze Davisa, powrócił natomiast w sezonie 2014, w którym Szwajcarzy zdobyli pierwsze w historii trofeum. Najpierw Szwajcaria pokonała 3:2 Serbię, a Federer okazał się lepszy od Iliji Bozoljaccia. W rundzie ćwierćfinałowej wyeliminowali Kazachstan, po zwycięstwie 3:2. Federer w swoich singlowych pojedynkach wywalczył 2 punkty po wygranych z Michaiłem Kukuszkinem i Andriejem Gołubiewem, natomiast poniósł porażkę w deblu razem ze Stanislasem Wawrinką przeciwko parze Andriej Gołubiew-Ołeksandr Nedowiesow. W półfinale Szwajcaria była lepsza od reprezentacji Włoch w stosunku 3:2 dzięki Federerowi, który punktował w meczach z Simone Bolellim i Fabio Fogninim. W finale rozgrywanym na podłożu ziemnym w hali we francuskim Lille Szwajcaria pokonała 3:1 Francję. Federer uczestniczył w 3 spotkaniach. Najpierw przegrał z Gaëlem Monfilsem, potem razem z Wawrinką pokonali Juliena Benneteau i Richarda Gasqueta, a rozstrzygające w rywalizacji zwycięstwo odniósł Federer po meczu z Gasquetem.
W Pucharze Hopmana, nieoficjalnych mistrzostwach drużyn mieszanych rozgrywanych na początku każdego sezonu, Federer trzykrotnie odnosił zwycięstwo. Pierwszy triumf miał miejsce w 2001 roku wspólnie z Martiną Hingis. Z fazy grupowej szwajcarska para awansowała z pierwszego miejsca, po wyeliminowaniu zespołów RPA, Australii oraz Tajlandii. W rundzie finałowej Federer i Hingis zmierzyli się z Monicą Seles i Janem-Michaelem Gambillem reprezentującymi USA. Pierwszy mecz Hingis wygrała z Seles, a następnie Federer pokonał Gambilla 6:4, 6:3 zapewniając Szwajcarii triumf w zawodach. Rozegrano również pojedynek mikstowy, który szwajcarska para przegrała. W 2018 i 2019 roku Federer występował w parze z Belindą Bencic – w tych latach zawodnik wygrał wszystkie mecze singlowe i siedem z ośmiu meczów mikstowych. Zarówno w 2018, jak i w 2019 roku finałowymi rywalami miksta szwajcarskiego była niemiecka para Angelique Kerber–Alexander Zverev. Federer i Bencic to pierwsza para w historii, której udało się obronić trofeum.

### Rywalizacja z Rafaelem Nadalem

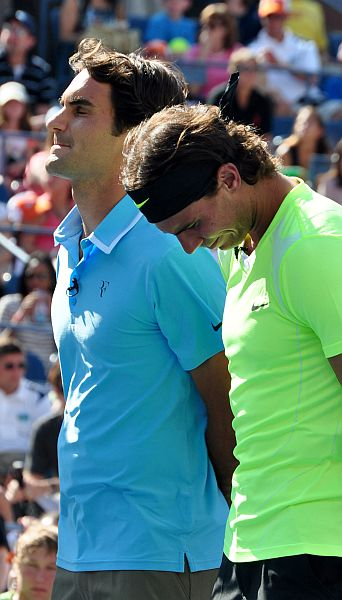
Federer i Nadal podczas Arthur Ashe Kid’s Day w Nowym Jorku, 2010

Nadal i Federer po raz pierwszy spotkali się podczas turnieju w Miami w 2004 roku i od tego czasu zagrali ze sobą 40 oficjalnych meczów, z których Nadal wygrał 24. Rywalizacja tych dwóch zawodników jest przez niektórych uważana za najważniejszą w historii dyscypliny. Są jedynymi zawodnikami, którzy przez sześć kolejnych lat kończyli sezon na pierwszych dwóch miejscach w rankingu. Spotkali się w 21 finałach, w tym w rekordowej liczbie 9 finałów wielkoszlemowych, a w latach 2005–2010 wygrali 21 z 24 turniejów wielkoszlemowych. W latach 2006–2008 grali ze sobą w finałach Wimbledonu oraz French Open, w 2009 i 2017 roku zagrali w finale Australian Open, a w 2011 roku ponownie w finale French Open. Zmierzyli się także w 11 finałach turniejów ATP Tour Masters 1000 i zajmują czołowe miejsca na liście zawodników z największą liczbą zwycięstw w zawodach tej rangi.
Poza kortem Nadal i Federer są dobrymi przyjaciółmi, niejednokrotnie rozgrywali między sobą spotkania pokazowe oraz charytatywne.

### Styl gry

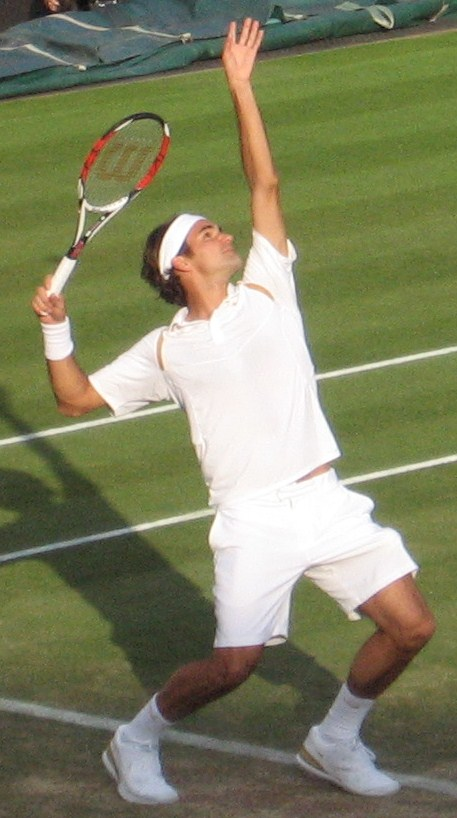
Federer wykonujący serwis

Federer jest uważany za jednego z najbardziej wszechstronnych graczy w historii tenisa. Jego technika, styl gry oraz umiejętność wygrywania na każdej nawierzchni została podsumowana przez Jimmy’ego Connorsa: „W erze specjalistów jesteś albo ekspertem od mączki, albo od trawy, lub od nawierzchni twardych, chyba że jesteś Rogerem Federerem”. Sue Mott, dziennikarka gazety The Daily Telegraph stwierdziła, że jedynie deszcz może powstrzymać Federera od wygrywania.
Federer wykonywał forehand prawą ręką. Uderzenie to Szwajcar mógł zagrywać płasko, a także z dużą rotacją, w zależności od nawierzchni na jakiej rozgrywał pojedynek. John McEnroe uznał forehand Federera za „najlepsze uderzenie w historii dyscypliny”, natomiast David Foster Wallace przyrównał to zagranie Federera do „płynnego uderzenia biczem”.
Federer dysponował również klasycznym, jednoręcznym backhandem, którym zagrywał piłkę topspinem bądź trudnym do odbioru slajsem. Pomimo tego, że to zagranie Federera uważa się za słabsze niż forehand, niejednokrotnie wygrywał ważne w pojedynkach wymiany, a także mijał przeciwników będących przy siatce.
Serwis Szwajcara nie był zbyt silny, jednak był dobrze plasowany. John McEnroe przyznał, że kluczem do wygrywania przez Federera było jego podanie, a także nie siła, lecz precyzja z jaką piłka w kort była zagrywana.
Na początku kariery Federer był graczem atakującym, który na kortach trawiastych oraz szybkim betonie często grał stylem serw-wolej. Szwajcar uważany był za jednego z najlepszych technicznie wyszkolonych przy siatce tenisistów obok Michaëla Llodry, Pete’a Samprasa lub Tima Henmana. Po triumfie na Wimbledonie z 2003 roku Federer zaczął częściej grać z tyłu kortu, zza linii końcowej. Po rozpoczęciu współpracy ze Stefanem Edbergiem, przedstawicielem stylu serw-wolej, Szwajcar zapowiedział, że zamierza jak najczęściej powracać do gry ofensywnej przy siatce.
Federer słynął również z wielu sztuczek technicznych, m.in. „hot dogów” (uderzenie piłki między nogami stojąc plecami do siatki). Zagrania takie z udziałem Szwajcara miały miejsce m.in. podczas półfinałowego meczu na US Open z 2009 roku przeciwko Novakowi Đokoviciowi oraz I rundzie tych samych rozgrywek z 2010 roku, tym razem przeciwko Brianowi Dabulowi.

### Statystyki

#### Finały turniejów wielkoszlemowych

##### Gra pojedyncza (20–11)
| Końcowy wynik | Rok  | Turniej             | Nawierzchnia | Przeciwnik            | Wynik finału                       |
| Zwycięzca     | 2003 | Wimbledon (1)       | Trawiasta    | Mark Philippoussis    | 7:6(5), 6:2, 7:6(3)                |
| Zwycięzca     | 2004 | Australian Open (1) | Twarda       | Marat Safin           | 7:6(3), 6:4, 6:2                   |
| Zwycięzca     | 2004 | Wimbledon (2)       | Trawiasta    | Andy Roddick          | 4:6, 7:5, 7:6(3), 6:4              |
| Zwycięzca     | 2004 | US Open (1)         | Twarda       | Lleyton Hewitt        | 6:0, 7:6(3), 6:0                   |
| Zwycięzca     | 2005 | Wimbledon (3)       | Trawiasta    | Andy Roddick          | 6:2, 7:6(2), 6:4                   |
| Zwycięzca     | 2005 | US Open (2)         | Twarda       | Andre Agassi          | 6:3, 2:6, 7:6(1), 6:1              |
| Zwycięzca     | 2006 | Australian Open (2) | Twarda       | Markos Pagdatis       | 5:7, 7:5, 6:0, 6:2                 |
| Finalista     | 2006 | French Open         | Ceglana      | Rafael Nadal          | 6:1, 1:6, 4:6, 6:7(4)              |
| Zwycięzca     | 2006 | Wimbledon (4)       | Trawiasta    | Rafael Nadal          | 6:0, 7:6(5), 6:7(2), 6:3           |
| Zwycięzca     | 2006 | US Open (3)         | Twarda       | Andy Roddick          | 6:2, 4:6, 7:5, 6:1                 |
| Zwycięzca     | 2007 | Australian Open (3) | Twarda       | Fernando González     | 7:6(2), 6:4, 6:4                   |
| Finalista     | 2007 | French Open         | Ceglana      | Rafael Nadal          | 3:6, 6:4, 3:6, 4:6                 |
| Zwycięzca     | 2007 | Wimbledon (5)       | Trawiasta    | Rafael Nadal          | 7:6(7), 4:6, 7:6(3), 2:6, 6:2      |
| Zwycięzca     | 2007 | US Open (4)         | Twarda       | Novak Đoković         | 7:6(4), 7:6(2), 6:4                |
| Finalista     | 2008 | French Open         | Ceglana      | Rafael Nadal          | 1:6, 3:6, 0:6                      |
| Finalista     | 2008 | Wimbledon           | Trawiasta    | Rafael Nadal          | 4:6, 4:6, 7:6(5), 7:6(8), 7:9      |
| Zwycięzca     | 2008 | US Open (5)         | Twarda       | Andy Murray           | 6:2, 7:5, 6:2                      |
| Finalista     | 2009 | Australian Open     | Twarda       | Rafael Nadal          | 5:7, 6:3, 6:7(3), 6:3, 2:6         |
| Zwycięzca     | 2009 | French Open         | Ceglana      | Robin Söderling       | 6:1, 7:6(1), 6:4                   |
| Zwycięzca     | 2009 | Wimbledon (6)       | Trawiasta    | Andy Roddick          | 5:7, 7:6(6), 7:6(5), 3:6, 16:14    |
| Finalista     | 2009 | US Open             | Twarda       | Juan Martín del Potro | 6:3, 6:7(5), 6:4, 6:7(4), 2:6      |
| Zwycięzca     | 2010 | Australian Open (4) | Twarda       | Andy Murray           | 6:3, 6:4, 7:6(11)                  |
| Finalista     | 2011 | French Open         | Ceglana      | Rafael Nadal          | 5:7, 6:7(3), 7:5, 1:6              |
| Zwycięzca     | 2012 | Wimbledon (7)       | Trawiasta    | Andy Murray           | 4:6, 7:5, 6:3, 6:4                 |
| Finalista     | 2014 | Wimbledon           | Trawiasta    | Novak Đoković         | 7:6(7), 4:6, 6:7(4), 7:5, 4:6      |
| Finalista     | 2015 | Wimbledon           | Trawiasta    | Novak Đoković         | 6:7(1), 7:6(10), 4:6, 3:6          |
| Finalista     | 2015 | US Open             | Twarda       | Novak Đoković         | 4:6, 7:5, 4:6, 4:6                 |
| Zwycięzca     | 2017 | Australian Open (5) | Twarda       | Rafael Nadal          | 6:4, 3:6, 6:1, 3:6, 6:3            |
| Zwycięzca     | 2017 | Wimbledon (8)       | Trawiasta    | Marin Čilić           | 6:3, 6:1, 6:4                      |
| Zwycięzca     | 2018 | Australian Open (6) | Twarda       | Marin Čilić           | 6:2, 6:7(5), 6:3, 3:6, 6:1         |
| Finalista     | 2019 | Wimbledon           | Trawiasta    | Novak Đoković         | 6:7(5), 6:1, 6:7(4), 6:4, 12:13(3) |

#### Medale olimpijskie

##### Gra pojedyncza
| Końcowy wynik | Rok  | Turniej | Nawierzchnia | Przeciwnik  | Wynik finału  |
| Srebrny medal | 2012 | Londyn  | Trawiasta    | Andy Murray | 2:6, 1:6, 4:6 |

##### Gra podwójna
| Końcowy wynik | Rok  | Turniej | Nawierzchnia | Partner            | Przeciwnicy w finale           | Wynik finału          |
| Złoty medal   | 2008 | Pekin   | Twarda       | Stanislas Wawrinka | Simon Aspelin Thomas Johansson | 6:3, 6:4, 6:7(4), 6:3 |

#### Finały turnieju ATP Finals

##### Gra pojedyncza (6–4)
| Końcowy wynik | Rok  | Turniej  | Nawierzchnia    | Przeciwnik         | Wynik finału                      |
| Zwycięzca     | 2003 | Houston  | Twarda          | Andre Agassi       | 6:3, 6:0, 6:4                     |
| Zwycięzca     | 2004 | Houston  | Twarda          | Lleyton Hewitt     | 6:3, 6:2                          |
| Finalista     | 2005 | Szanghaj | Dywanowa (hala) | David Nalbandian   | 7:6(4), 7:6(11), 2:6, 1:6, 6:7(3) |
| Zwycięzca     | 2006 | Szanghaj | Twarda (hala)   | James Blake        | 6:0, 6:3, 6:4                     |
| Zwycięzca     | 2007 | Szanghaj | Twarda (hala)   | David Ferrer       | 6:2, 6:3, 6:2                     |
| Zwycięzca     | 2010 | Londyn   | Twarda (hala)   | Rafael Nadal       | 6:3, 3:6, 6:1                     |
| Zwycięzca     | 2011 | Londyn   | Twarda (hala)   | Jo-Wilfried Tsonga | 6:3, 6:7(6), 6:3                  |
| Finalista     | 2012 | Londyn   | Twarda (hala)   | Novak Đoković      | 6:7(6), 5:7                       |
| Finalista     | 2014 | Londyn   | Twarda (hala)   | Novak Đoković      | walkower                          |
| Finalista     | 2015 | Londyn   | Twarda (hala)   | Novak Đoković      | 3:6, 4:6                          |

#### Finały turniejów ATP Tour Masters 1000

##### Gra pojedyncza (28–22)
| Końcowy wynik | Rok  | Turniej              | Nawierzchnia  | Przeciwnik            | Wynik finału                     |
| Finalista     | 2002 | Miami                | Twarda        | Andre Agassi          | 3:6, 3:6, 6:3, 4:6               |
| Zwycięzca     | 2002 | Hamburg (1)          | Ceglana       | Marat Safin           | 6:1, 6:3, 6:4                    |
| Finalista     | 2003 | Rzym                 | Ceglana       | Félix Mantilla        | 5:7, 2:6, 6:7(8)                 |
| Zwycięzca     | 2004 | Indian Wells (1)     | Twarda        | Tim Henman            | 6:3, 6:3                         |
| Zwycięzca     | 2004 | Hamburg (2)          | Ceglana       | Guillermo Coria       | 4:6, 6:4, 6:2, 6:3               |
| Zwycięzca     | 2004 | Toronto (Kanada) (1) | Twarda        | Andy Roddick          | 7:5, 6:3                         |
| Zwycięzca     | 2005 | Indian Wells (2)     | Twarda        | Lleyton Hewitt        | 6:2, 6:4, 6:4                    |
| Zwycięzca     | 2005 | Miami (1)            | Twarda        | Rafael Nadal          | 2:6, 6:7(4), 7:6(5), 6:3, 6:1    |
| Zwycięzca     | 2005 | Hamburg (3)          | Ceglana       | Richard Gasquet       | 6:3, 7:5, 7:6(4)                 |
| Zwycięzca     | 2005 | Cincinnati (1)       | Twarda        | Andy Roddick          | 6:3, 7:5                         |
| Zwycięzca     | 2006 | Indian Wells (3)     | Twarda        | James Blake           | 7:5, 6:3, 6:0                    |
| Zwycięzca     | 2006 | Miami (2)            | Twarda        | Ivan Ljubičić         | 7:6(5), 7:6(4), 7:6(6)           |
| Finalista     | 2006 | Monte Carlo          | Ceglana       | Rafael Nadal          | 2:6, 7:6(2), 3:6, 6:7(5)         |
| Finalista     | 2006 | Rzym                 | Ceglana       | Rafael Nadal          | 7:6(0), 6:7(5), 4:6, 6:2, 6:7(5) |
| Zwycięzca     | 2006 | Toronto (Kanada) (2) | Twarda        | Richard Gasquet       | 2:6, 6:3, 6:2                    |
| Zwycięzca     | 2006 | Madryt (1)           | Twarda (hala) | Fernando González     | 7:5, 6:1, 6:0                    |
| Finalista     | 2007 | Monte Carlo          | Ceglana       | Rafael Nadal          | 4:6, 4:6                         |
| Zwycięzca     | 2007 | Hamburg (4)          | Ceglana       | Rafael Nadal          | 2:6, 6:2, 6:0                    |
| Finalista     | 2007 | Montreal (Kanada)    | Twarda        | Novak Đoković         | 6:7(2), 6:2, 6:7(2)              |
| Zwycięzca     | 2007 | Cincinnati (2)       | Twarda        | James Blake           | 6:1, 6:4                         |
| Finalista     | 2007 | Madryt               | Twarda (hala) | David Nalbandian      | 6:1, 3:6, 3:6                    |
| Finalista     | 2008 | Monte Carlo          | Ceglana       | Rafael Nadal          | 5:7, 5:7                         |
| Finalista     | 2008 | Hamburg              | Ceglana       | Rafael Nadal          | 5:7, 7:6(3), 3:6                 |
| Zwycięzca     | 2009 | Madryt (2)           | Ceglana       | Rafael Nadal          | 6:4, 6:4                         |
| Zwycięzca     | 2009 | Cincinnati (3)       | Twarda        | Novak Đoković         | 6:1, 7:5                         |
| Finalista     | 2010 | Madryt               | Ceglana       | Rafael Nadal          | 4:6, 6:7(5)                      |
| Finalista     | 2010 | Toronto (Kanada)     | Twarda        | Andy Murray           | 5:7, 5:7                         |
| Zwycięzca     | 2010 | Cincinnati (4)       | Twarda        | Mardy Fish            | 6:7(5), 7:6(1), 6:4              |
| Finalista     | 2010 | Szanghaj             | Twarda        | Andy Murray           | 3:6, 2:6                         |
| Zwycięzca     | 2011 | Paryż                | Twarda (hala) | Jo-Wilfried Tsonga    | 6:1, 7:6(3)                      |
| Zwycięzca     | 2012 | Indian Wells (4)     | Twarda        | John Isner            | 7:6(7), 6:3                      |
| Zwycięzca     | 2012 | Madryt (3)           | Ceglana       | Tomáš Berdych         | 3:6, 7:5, 7:5                    |
| Zwycięzca     | 2012 | Cincinnati (5)       | Twarda        | Novak Đoković         | 6:0, 7:6(7)                      |
| Finalista     | 2013 | Rzym                 | Ceglana       | Rafael Nadal          | 1:6, 3:6                         |
| Finalista     | 2014 | Indian Wells         | Twarda        | Novak Đoković         | 6:3, 3:6, 6:7(3)                 |
| Finalista     | 2014 | Monte Carlo          | Ceglana       | Stan Wawrinka         | 6:4, 6:7(5), 2:6                 |
| Finalista     | 2014 | Toronto              | Twarda        | Jo-Wilfried Tsonga    | 5:7, 6:7(3)                      |
| Zwycięzca     | 2014 | Cincinnati (6)       | Twarda        | David Ferrer          | 6:3, 1:6, 6:2                    |
| Zwycięzca     | 2014 | Szanghaj (1)         | Twarda        | Gilles Simon          | 7:6(6), 7:6(2)                   |
| Finalista     | 2015 | Indian Wells         | Twarda        | Novak Đoković         | 3:6, 7:6(5), 2:6                 |
| Finalista     | 2015 | Rzym                 | Ceglana       | Novak Đoković         | 4:6, 3:6                         |
| Zwycięzca     | 2015 | Cincinnati (7)       | Twarda        | Novak Đoković         | 7:6(1), 6:3                      |
| Zwycięzca     | 2017 | Indian Wells (5)     | Twarda        | Stan Wawrinka         | 6:4, 7:5                         |
| Zwycięzca     | 2017 | Miami (3)            | Twarda        | Rafael Nadal          | 6:3, 6:4                         |
| Finalista     | 2017 | Montreal             | Twarda        | Alexander Zverev      | 3:6, 4:6                         |
| Zwycięzca     | 2017 | Szanghaj (2)         | Twarda        | Rafael Nadal          | 6:4, 6:3                         |
| Finalista     | 2018 | Indian Wells         | Twarda        | Juan Martín del Potro | 4:6, 7:6(8), 6:7(2)              |
| Finalista     | 2018 | Cincinnati           | Twarda        | Novak Đoković         | 4:6, 4:6                         |
| Finalista     | 2019 | Indian Wells         | Twarda        | Dominic Thiem         | 6:3, 3:6, 5:7                    |
| Zwycięzca     | 2019 | Miami (4)            | Twarda        | John Isner            | 6:1, 6:4                         |

##### Gra podwójna (1–2)
| Końcowy wynik | Rok  | Turniej      | Nawierzchnia | Partner            | Przeciwnicy w finale                | Wynik finału      |
| Finalista     | 2002 | Indian Wells | Twarda       | Maks Mirny         | Mark Knowles Daniel Nestor          | 4:6, 4:6          |
| Zwycięzca     | 2003 | Miami        | Twarda       | Maks Mirny         | Leander Paes David Rikl             | 7:5, 6:3          |
| Finalista     | 2011 | Indian Wells | Twarda       | Stanislas Wawrinka | Ołeksandr Dołhopołow Xavier Malisse | 4:6, 7:6(5), 7–10 |

#### Finały w turniejach ATP Tour

##### Gra pojedyncza (103–54)
| Legenda                                             |
| Wielki Szlem (20–11)                                |
| Igrzyska olimpijskie (0–1)                          |
| Tennis Masters Cup / ATP Finals (6–4)               |
| ATP Masters Series / ATP Tour Masters 1000 (28–22)  |
| ATP International Series Gold / ATP Tour 500 (24–7) |
| ATP International Series / ATP Tour 250 (25–9)      |

| Wygrane według nawierzchni |
| Twarda (71–27)             |
| Ceglana (11–15)            |
| Trawiasta (19–8)           |
| Dywanowa (2–4)             |

| Końcowy wynik | Nr   | Data                 | Turniej                           | Nawierzchnia    | Przeciwnik            | Wynik finału                       |
| Finalista     | 1.   | 13 lutego 2000       | Marsylia                          | Twarda (hala)   | Marc Rosset           | 6:2, 3:6, 6:7(5)                   |
| Finalista     | 2.   | 29 października 2000 | Bazylea                           | Dywanowa (hala) | Thomas Enqvist        | 2:6, 6:4, 6:7(4), 6:1, 1:6         |
| Zwycięzca     | 1.   | 4 lutego 2001        | Mediolan                          | Dywanowa (hala) | Julien Boutter        | 6:4, 6:7(7), 6:4                   |
| Finalista     | 3.   | 25 lutego 2001       | Rotterdam                         | Twarda (hala)   | Nicolas Escudé        | 5:7, 6:3, 6:7(5)                   |
| Finalista     | 4.   | 28 października 2001 | Bazylea                           | Dywanowa (hala) | Tim Henman            | 3:6, 4:6, 2:6                      |
| Zwycięzca     | 2.   | 12 stycznia 2002     | Sydney                            | Twarda          | Juan Ignacio Chela    | 6:3, 6:3                           |
| Finalista     | 5.   | 3 lutego 2002        | Mediolan                          | Dywanowa (hala) | Davide Sanguinetti    | 6:7(2), 6:4, 1:6                   |
| Finalista     | 6.   | 30 marca 2002        | Miami                             | Twarda          | Andre Agassi          | 3:6, 3:6, 6:3, 4:6                 |
| Zwycięzca     | 3.   | 19 maja 2002         | Hamburg (1)                       | Ceglana         | Marat Safin           | 6:1, 6:3, 6:4                      |
| Zwycięzca     | 4.   | 13 października 2002 | Wiedeń (1)                        | Twarda (hala)   | Jiří Novák            | 6:4, 6:1, 3:6, 6:4                 |
| Zwycięzca     | 5.   | 16 lutego 2003       | Marsylia                          | Twarda (hala)   | Jonas Björkman        | 6:2, 7:6(6)                        |
| Zwycięzca     | 6.   | 2 marca 2003         | Dubaj (1)                         | Twarda          | Jiří Novák            | 6:1, 7:6(2)                        |
| Zwycięzca     | 7.   | 4 maja 2003          | Monachium                         | Ceglana         | Jarkko Nieminen       | 6:1, 6:4                           |
| Finalista     | 7.   | 11 maja 2003         | Rzym (1)                          | Ceglana         | Félix Mantilla        | 5:7, 2:6, 6:7(8)                   |
| Zwycięzca     | 8.   | 15 czerwca 2003      | Halle (1)                         | Trawiasta       | Nicolas Kiefer        | 6:1, 6:3                           |
| Zwycięzca     | 9.   | 6 lipca 2003         | Wimbledon, Londyn (1)             | Trawiasta       | Mark Philippoussis    | 7:6(5), 6:2, 7:6(3)                |
| Finalista     | 8.   | 13 lipca 2003        | Gstaad                            | Ceglana         | Jiří Novák            | 7:5, 3:6, 3:6, 6:1, 3:6            |
| Zwycięzca     | 10.  | 12 października 2003 | Wiedeń (2)                        | Twarda (hala)   | Carlos Moyá           | 6:3, 6:3, 6:3                      |
| Zwycięzca     | 11.  | 16 listopada 2003    | Tennis Masters Cup, Houston (1)   | Twarda          | Andre Agassi          | 6:3, 6:0, 6:4                      |
| Zwycięzca     | 12.  | 1 lutego 2004        | Australian Open, Melbourne (1)    | Twarda          | Marat Safin           | 7:6(3), 6:4, 6:2                   |
| Zwycięzca     | 13.  | 7 marca 2004         | Dubaj (2)                         | Twarda          | Feliciano López       | 4:6, 6:1, 6:2                      |
| Zwycięzca     | 14.  | 21 marca 2004        | Indian Wells (1)                  | Twarda          | Tim Henman            | 6:3, 6:3                           |
| Zwycięzca     | 15.  | 16 maja 2004         | Hamburg (2)                       | Ceglana         | Guillermo Coria       | 4:6, 6:4, 6:2, 6:3                 |
| Zwycięzca     | 16.  | 13 czerwca 2004      | Halle (2)                         | Trawiasta       | Mardy Fish            | 6:0, 6:3                           |
| Zwycięzca     | 17.  | 4 lipca 2004         | Wimbledon, Londyn (2)             | Trawiasta       | Andy Roddick          | 4:6, 7:5, 7:6(3), 6:4              |
| Zwycięzca     | 18.  | 11 lipca 2004        | Gstaad                            | Ceglana         | Igor Andriejew        | 6:2, 6:3, 5:7, 6:3                 |
| Zwycięzca     | 19.  | 1 sierpnia 2004      | Toronto (Kanada) (1)              | Twarda          | Andy Roddick          | 7:5, 6:3                           |
| Zwycięzca     | 20.  | 12 września 2004     | US Open, Nowy Jork (1)            | Twarda          | Lleyton Hewitt        | 6:0, 7:6(3), 6:0                   |
| Zwycięzca     | 21.  | 3 października 2004  | Bangkok (1)                       | Twarda (hala)   | Andy Roddick          | 6:4, 6:0                           |
| Zwycięzca     | 22.  | 21 listopada 2004    | Tennis Masters Cup, Houston (2)   | Twarda          | Lleyton Hewitt        | 6:3, 6:2                           |
| Zwycięzca     | 23.  | 8 stycznia 2005      | Ad-Dauha (1)                      | Twarda          | Ivan Ljubičić         | 6:3, 6:1                           |
| Zwycięzca     | 24.  | 20 lutego 2005       | Rotterdam (1)                     | Twarda (hala)   | Ivan Ljubičić         | 5:7, 7:5, 7:6(5)                   |
| Zwycięzca     | 25.  | 27 lutego 2005       | Dubaj (3)                         | Twarda          | Ivan Ljubičić         | 6:1, 6:7(6), 6:3                   |
| Zwycięzca     | 26.  | 20 marca 2005        | Indian Wells (2)                  | Twarda          | Lleyton Hewitt        | 6:2, 6:4, 6:4                      |
| Zwycięzca     | 27.  | 3 kwietnia 2005      | Miami (1)                         | Twarda          | Rafael Nadal          | 2:6, 6:7(4), 7:6(5), 6:3, 6:1      |
| Zwycięzca     | 28.  | 15 maja 2005         | Hamburg (3)                       | Ceglana         | Richard Gasquet       | 6:3, 7:5, 7:6(4)                   |
| Zwycięzca     | 29.  | 12 czerwca 2005      | Halle (3)                         | Trawiasta       | Marat Safin           | 6:4, 6:7(6), 6:4                   |
| Zwycięzca     | 30.  | 3 lipca 2005         | Wimbledon, Londyn (3)             | Trawiasta       | Andy Roddick          | 6:2, 7:6(2), 6:4                   |
| Zwycięzca     | 31.  | 21 sierpnia 2005     | Cincinnati (1)                    | Twarda          | Andy Roddick          | 6:3, 7:5                           |
| Zwycięzca     | 32.  | 11 września 2005     | US Open, Nowy Jork (2)            | Twarda          | Andre Agassi          | 6:3, 2:6, 7:6(1), 6:1              |
| Zwycięzca     | 33.  | 2 października 2005  | Bangkok (2)                       | Twarda (hala)   | Andy Murray           | 6:3, 7:5                           |
| Finalista     | 9.   | 20 listopada 2005    | Tennis Masters Cup, Szanghaj      | Dywanowa (hala) | David Nalbandian      | 7:6(4), 7:6(11), 2:6, 1:6, 6:7(3)  |
| Zwycięzca     | 34.  | 7 stycznia 2006      | Ad-Dauha (2)                      | Twarda          | Gaël Monfils          | 6:3, 7:6(5)                        |
| Zwycięzca     | 35.  | 29 stycznia 2006     | Australian Open, Melbourne (2)    | Twarda          | Markos Pagdatis       | 5:7, 7:5, 6:0, 6:2                 |
| Finalista     | 10.  | 4 marca 2006         | Dubaj                             | Twarda          | Rafael Nadal          | 6:2, 4:6, 4:6                      |
| Zwycięzca     | 36.  | 19 marca 2006        | Indian Wells (3)                  | Twarda          | James Blake           | 7:5, 6:3, 6:0                      |
| Zwycięzca     | 37.  | 2 kwietnia 2006      | Miami (2)                         | Twarda          | Ivan Ljubičić         | 7:6(5), 7:6(4), 7:6(6)             |
| Finalista     | 11.  | 23 kwietnia 2006     | Monte Carlo                       | Ceglana         | Rafael Nadal          | 2:6, 7:6(2), 3:6, 6:7(5)           |
| Finalista     | 12.  | 14 maja 2006         | Rzym (2)                          | Ceglana         | Rafael Nadal          | 7:6(0), 6:7(5), 4:6, 6:2, 6:7(5)   |
| Finalista     | 13.  | 11 czerwca 2006      | French Open, Paryż                | Ceglana         | Rafael Nadal          | 6:1, 1:6, 4:6, 6:7(4)              |
| Zwycięzca     | 38.  | 18 czerwca 2006      | Halle (4)                         | Trawiasta       | Tomáš Berdych         | 6:0, 6:7(4), 6:2                   |
| Zwycięzca     | 39.  | 9 lipca 2006         | Wimbledon, Londyn (4)             | Trawiasta       | Rafael Nadal          | 6:0, 7:6(5), 6:7(2), 6:3           |
| Zwycięzca     | 40.  | 13 sierpnia 2006     | Toronto (Kanada) (2)              | Twarda          | Richard Gasquet       | 2:6, 6:3, 6:2                      |
| Zwycięzca     | 41.  | 10 września 2006     | US Open, Nowy Jork (3)            | Twarda          | Andy Roddick          | 6:2, 4:6, 7:5, 6:1                 |
| Zwycięzca     | 42.  | 8 października 2006  | Tokio                             | Twarda          | Tim Henman            | 6:3, 6:3                           |
| Zwycięzca     | 43.  | 22 października 2006 | Madryt (1)                        | Twarda (hala)   | Fernando González     | 7:5, 6:1, 6:0                      |
| Zwycięzca     | 44.  | 29 października 2006 | Bazylea (1)                       | Dywanowa (hala) | Fernando González     | 6:3, 6:2, 7:6(3)                   |
| Zwycięzca     | 45.  | 19 listopada 2006    | Tennis Masters Cup, Szanghaj (3)  | Twarda (hala)   | James Blake           | 6:0, 6:3, 6:4                      |
| Zwycięzca     | 46.  | 28 stycznia 2007     | Australian Open, Melbourne (3)    | Twarda          | Fernando González     | 7:6(2), 6:4, 6:4                   |
| Zwycięzca     | 47.  | 3 marca 2007         | Dubaj (4)                         | Twarda          | Michaił Jużny         | 6:4, 6:3                           |
| Finalista     | 14.  | 22 kwietnia 2007     | Monte Carlo                       | Ceglana         | Rafael Nadal          | 4:6, 4:6                           |
| Zwycięzca     | 48.  | 20 maja 2007         | Hamburg (4)                       | Ceglana         | Rafael Nadal          | 2:6, 6:2, 6:0                      |
| Finalista     | 15.  | 10 czerwca 2007      | French Open, Paryż                | Ceglana         | Rafael Nadal          | 3:6, 6:4, 3:6, 4:6                 |
| Zwycięzca     | 49.  | 8 lipca 2007         | Wimbledon, Londyn (5)             | Trawiasta       | Rafael Nadal          | 7:6(7), 4:6, 7:6(3), 2:6, 6:2      |
| Finalista     | 16.  | 12 sierpnia 2007     | Montreal (Kanada)                 | Twarda          | Novak Đoković         | 6:7(2), 6:2, 6:7(2)                |
| Zwycięzca     | 50.  | 19 sierpnia 2007     | Cincinnati (2)                    | Twarda          | James Blake           | 6:1, 6:4                           |
| Zwycięzca     | 51.  | 9 września 2007      | US Open, Nowy Jork (4)            | Twarda          | Novak Đoković         | 7:6(4), 7:6(2), 6:4                |
| Finalista     | 17.  | 21 października 2007 | Madryt                            | Twarda (hala)   | David Nalbandian      | 6:1, 3:6, 3:6                      |
| Zwycięzca     | 52.  | 28 października 2007 | Bazylea (2)                       | Twarda (hala)   | Jarkko Nieminen       | 6:3, 6:4                           |
| Zwycięzca     | 53.  | 18 listopada 2007    | Tennis Masters Cup, Szanghaj (4)  | Twarda (hala)   | David Ferrer          | 6:2, 6:3, 6:2                      |
| Zwycięzca     | 54.  | 20 kwietnia 2008     | Estoril                           | Ceglana         | Nikołaj Dawydienko    | 7:6(6), 1:2 krecz                  |
| Finalista     | 18.  | 27 kwietnia 2008     | Monte Carlo                       | Ceglana         | Rafael Nadal          | 5:7, 5:7                           |
| Finalista     | 19.  | 18 maja 2008         | Hamburg                           | Ceglana         | Rafael Nadal          | 5:7, 7:6(3), 3:6                   |
| Finalista     | 20.  | 7 czerwca 2008       | French Open, Paryż                | Ceglana         | Rafael Nadal          | 1:6, 3:6, 0:6                      |
| Zwycięzca     | 55.  | 15 czerwca 2008      | Halle (5)                         | Trawiasta       | Philipp Kohlschreiber | 6:3, 6:4                           |
| Finalista     | 21.  | 6 lipca 2008         | Wimbledon, Londyn                 | Trawiasta       | Rafael Nadal          | 4:6, 4:6, 7:6(5), 7:6(8), 7:9      |
| Zwycięzca     | 56.  | 9 września 2008      | US Open, Nowy Jork (5)            | Twarda          | Andy Murray           | 6:2, 7:5, 6:2                      |
| Zwycięzca     | 57.  | 26 października 2008 | Bazylea (3)                       | Twarda (hala)   | David Nalbandian      | 6:3, 6:4                           |
| Finalista     | 22.  | 1 lutego 2009        | Australian Open, Melbourne        | Twarda          | Rafael Nadal          | 5:7, 6:3, 6:7(3), 6:3, 2:6         |
| Zwycięzca     | 58.  | 17 maja 2009         | Madryt (2)                        | Ceglana         | Rafael Nadal          | 6:4, 6:4                           |
| Zwycięzca     | 59.  | 7 czerwca 2009       | French Open, Paryż                | Ceglana         | Robin Söderling       | 6:1, 7:6(1), 6:4                   |
| Zwycięzca     | 60.  | 5 lipca 2009         | Wimbledon, Londyn (6)             | Trawiasta       | Andy Roddick          | 5:7, 7:6(6), 7:6(5), 3:6, 16:14    |
| Zwycięzca     | 61.  | 23 sierpnia 2009     | Cincinnati (3)                    | Twarda          | Novak Đoković         | 6:1, 7:5                           |
| Finalista     | 23.  | 14 września 2009     | US Open, Nowy Jork                | Twarda          | Juan Martín del Potro | 6:3, 6:7(5), 6:4, 6:7(4), 2:6      |
| Finalista     | 24.  | 8 listopada 2009     | Bazylea                           | Twarda (hala)   | Novak Đoković         | 4:6, 6:4, 2:6                      |
| Zwycięzca     | 62.  | 31 stycznia 2010     | Australian Open, Melbourne (4)    | Twarda          | Andy Murray           | 6:3, 6:4, 7:6(11)                  |
| Finalista     | 25.  | 16 maja 2010         | Madryt                            | Ceglana         | Rafael Nadal          | 4:6, 6:7(5)                        |
| Finalista     | 26.  | 13 czerwca 2010      | Halle                             | Trawiasta       | Lleyton Hewitt        | 6:3, 6:7(4), 4:6                   |
| Finalista     | 27.  | 16 sierpnia 2010     | Toronto (Kanada)                  | Twarda          | Andy Murray           | 5:7, 5:7                           |
| Zwycięzca     | 63.  | 22 sierpnia 2010     | Cincinnati (4)                    | Twarda          | Mardy Fish            | 6:7(5), 7:6(1), 6:4                |
| Finalista     | 28.  | 17 października 2010 | Szanghaj                          | Twarda          | Andy Murray           | 3:6, 2:6                           |
| Zwycięzca     | 64.  | 24 października 2010 | Sztokholm                         | Twarda (hala)   | Florian Mayer         | 6:4, 6:3                           |
| Zwycięzca     | 65.  | 7 listopada 2010     | Bazylea (4)                       | Twarda (hala)   | Novak Đoković         | 6:4, 3:6, 6:1                      |
| Zwycięzca     | 66.  | 28 listopada 2010    | ATP World Tour Finals, Londyn (5) | Twarda (hala)   | Rafael Nadal          | 6:3, 3:6, 6:1                      |
| Zwycięzca     | 67.  | 8 stycznia 2011      | Ad-Dauha (3)                      | Twarda          | Nikołaj Dawydienko    | 6:3, 6:4                           |
| Finalista     | 29.  | 26 lutego 2011       | Dubaj                             | Twarda          | Novak Đoković         | 3:6, 3:6                           |
| Finalista     | 30.  | 5 czerwca 2011       | French Open, Paryż                | Ceglana         | Rafael Nadal          | 5:7, 6:7(3), 7:5, 1:6              |
| Zwycięzca     | 68.  | 6 listopada 2011     | Bazylea (5)                       | Twarda (hala)   | Kei Nishikori         | 6:1, 6:3                           |
| Zwycięzca     | 69.  | 13 listopada 2011    | Paryż                             | Twarda (hala)   | Jo-Wilfried Tsonga    | 6:1, 7:6(3)                        |
| Zwycięzca     | 70.  | 27 listopada 2011    | ATP World Tour Finals, Londyn (6) | Twarda (hala)   | Jo-Wilfried Tsonga    | 6:3, 6:7(6), 6:3                   |
| Zwycięzca     | 71.  | 19 lutego 2012       | Rotterdam (2)                     | Twarda (hala)   | Juan Martín del Potro | 6:1, 6:4                           |
| Zwycięzca     | 72.  | 3 marca 2012         | Dubaj (5)                         | Twarda          | Andy Murray           | 7:5, 6:4                           |
| Zwycięzca     | 73.  | 18 marca 2012        | Indian Wells (4)                  | Twarda          | John Isner            | 7:6(7), 6:3                        |
| Zwycięzca     | 74.  | 13 maja 2012         | Madryt (3)                        | Ceglana         | Tomáš Berdych         | 3:6, 7:5, 7:5                      |
| Finalista     | 31.  | 17 czerwca 2012      | Halle                             | Trawiasta       | Tommy Haas            | 6:7(5), 4:6                        |
| Zwycięzca     | 75.  | 8 lipca 2012         | Wimbledon, Londyn (7)             | Trawiasta       | Andy Murray           | 4:6, 7:5, 6:3, 6:4                 |
| Finalista     | 32.  | 5 sierpnia 2012      | Londyn                            | Trawiasta       | Andy Murray           | 2:6, 1:6, 4:6                      |
| Zwycięzca     | 76.  | 19 sierpnia 2012     | Cincinnati (5)                    | Twarda          | Novak Đoković         | 6:0, 7:6(7)                        |
| Finalista     | 33.  | 28 października 2012 | Bazylea                           | Twarda (hala)   | Juan Martín del Potro | 4:6, 7:6(5), 6:7(3)                |
| Finalista     | 34.  | 12 listopada 2012    | ATP World Tour Finals, Londyn     | Twarda (hala)   | Novak Đoković         | 6:7(6), 5:7                        |
| Finalista     | 35.  | 19 maja 2013         | Rzym                              | Ceglana         | Rafael Nadal          | 1:6, 3:6                           |
| Zwycięzca     | 77.  | 16 czerwca 2013      | Halle (6)                         | Trawiasta       | Michaił Jużny         | 6:7(5), 6:3, 6:4                   |
| Finalista     | 36.  | 27 października 2013 | Bazylea                           | Twarda (hala)   | Juan Martín del Potro | 6:7(3), 6:2, 4:6                   |
| Finalista     | 37.  | 5 stycznia 2014      | Brisbane                          | Twarda          | Lleyton Hewitt        | 1:6, 6:4, 3:6                      |
| Zwycięzca     | 78.  | 1 marca 2014         | Dubaj (6)                         | Twarda          | Tomáš Berdych         | 3:6, 6:4, 6:3                      |
| Finalista     | 38.  | 16 marca 2014        | Indian Wells                      | Twarda          | Novak Đoković         | 6:3, 3:6, 6:7(3)                   |
| Finalista     | 39.  | 20 kwietnia 2014     | Monte Carlo                       | Ceglana         | Stan Wawrinka         | 6:4, 6:7(5), 2:6                   |
| Zwycięzca     | 79.  | 15 czerwca 2014      | Halle (7)                         | Trawiasta       | Alejandro Falla       | 7:6(2), 7:6(3)                     |
| Finalista     | 40.  | 6 lipca 2014         | Wimbledon, Londyn                 | Trawiasta       | Novak Đoković         | 7:6(7), 4:6, 6:7(4), 7:5, 4:6      |
| Finalista     | 41.  | 10 sierpnia 2014     | Toronto                           | Twarda          | Jo-Willfried Tsonga   | 5:7, 6:7(3)                        |
| Zwycięzca     | 80.  | 17 sierpnia 2014     | Cincinnati (6)                    | Twarda          | David Ferrer          | 6:3, 1:6, 6:2                      |
| Zwycięzca     | 81.  | 12 października 2014 | Szanghaj (1)                      | Twarda          | Gilles Simon          | 7:6(6), 7:6(2)                     |
| Zwycięzca     | 82.  | 26 października 2014 | Bazylea (6)                       | Twarda (hala)   | David Goffin          | 6:2, 6:2                           |
| Finalista     | 42.  | 16 listopada 2014    | ATP World Tour Finals, Londyn     | Twarda (hala)   | Novak Đoković         | walkower                           |
| Zwycięzca     | 83.  | 11 stycznia 2015     | Brisbane                          | Twarda          | Milos Raonic          | 6:4, 6:7(2), 6:4                   |
| Zwycięzca     | 84.  | 28 lutego 2015       | Dubaj (7)                         | Twarda          | Novak Đoković         | 6:3, 7:5                           |
| Finalista     | 43.  | 22 marca 2015        | Indian Wells                      | Twarda          | Novak Đoković         | 3:6, 7:6(5), 2:6                   |
| Zwycięzca     | 85.  | 3 maja 2015          | Stambuł                           | Ceglana         | Pablo Cuevas          | 6:3, 7:6(11)                       |
| Finalista     | 44.  | 17 maja 2015         | Rzym                              | Ceglana         | Novak Đoković         | 4:6, 3:6                           |
| Zwycięzca     | 86.  | 21 czerwca 2015      | Halle (8)                         | Trawiasta       | Andreas Seppi         | 7:6(1), 6:4                        |
| Finalista     | 45.  | 12 lipca 2015        | Wimbledon, Londyn                 | Trawiasta       | Novak Đoković         | 6:7(1), 7:6(10), 4:6, 3:6          |
| Zwycięzca     | 87.  | 23 sierpnia 2015     | Cincinnati (7)                    | Twarda          | Novak Đoković         | 7:6(1), 6:3                        |
| Finalista     | 46.  | 13 września 2015     | US Open, Nowy Jork                | Twarda          | Novak Đoković         | 4:6, 7:5, 4:6, 4:6                 |
| Zwycięzca     | 88.  | 1 listopada 2015     | Bazylea (7)                       | Twarda (hala)   | Rafael Nadal          | 6:3, 5:7, 6:3                      |
| Finalista     | 47.  | 22 listopada 2015    | ATP World Tour Finals, Londyn     | Twarda (hala)   | Novak Đoković         | 3:6, 4:6                           |
| Finalista     | 48.  | 10 stycznia 2016     | Brisbane                          | Twarda          | Milos Raonic          | 4:6, 4:6                           |
| Zwycięzca     | 89.  | 29 stycznia 2017     | Australian Open, Melbourne (5)    | Twarda          | Rafael Nadal          | 6:4, 3:6, 6:1, 3:6, 6:3            |
| Zwycięzca     | 90.  | 19 marca 2017        | Indian Wells (5)                  | Twarda          | Stan Wawrinka         | 6:4, 7:5                           |
| Zwycięzca     | 91.  | 2 kwietnia 2017      | Miami (3)                         | Twarda          | Rafael Nadal          | 6:3, 6:4                           |
| Zwycięzca     | 92.  | 25 czerwca 2017      | Halle (9)                         | Trawiasta       | Alexander Zverev      | 6:1, 6:3                           |
| Zwycięzca     | 93.  | 16 lipca 2017        | Wimbledon, Londyn (8)             | Trawiasta       | Marin Čilić           | 6:3, 6:1, 6:4                      |
| Finalista     | 49.  | 13 sierpnia 2017     | Montreal                          | Twarda          | Alexander Zverev      | 3:6, 4:6                           |
| Zwycięzca     | 94.  | 15 października 2017 | Szanghaj (2)                      | Twarda          | Rafael Nadal          | 6:4, 6:3                           |
| Zwycięzca     | 95.  | 29 października 2017 | Bazylea (8)                       | Twarda (hala)   | Juan Martín del Potro | 6:7(5), 6:4, 6:3                   |
| Zwycięzca     | 96.  | 28 stycznia 2018     | Australian Open, Melbourne (6)    | Twarda          | Marin Čilić           | 6:2, 6:7(5), 6:3, 3:6, 6:1         |
| Zwycięzca     | 97.  | 18 lutego 2018       | Rotterdam (3)                     | Twarda (hala)   | Grigor Dimitrow       | 6:2, 6:2                           |
| Finalista     | 50.  | 18 marca 2018        | Indian Wells                      | Twarda          | Juan Martin Del Potro | 4:6, 7:6(8), 6:7(2)                |
| Zwycięzca     | 98.  | 17 czerwca 2018      | Stuttgart                         | Trawiasta       | Milos Raonic          | 6:4, 7:6(3)                        |
| Finalista     | 51.  | 24 czerwca 2018      | Halle                             | Trawiasta       | Borna Ćorić           | 6:7(6), 6:3, 2:6                   |
| Finalista     | 52.  | 19 sierpnia 2018     | Cincinnati                        | Twarda          | Novak Đoković         | 4:6, 4:6                           |
| Zwycięzca     | 99.  | 28 października 2018 | Bazylea (9)                       | Twarda (hala)   | Marius Copil          | 7:6(5), 6:4                        |
| Zwycięzca     | 100. | 2 marca 2019         | Dubaj (8)                         | Twarda          | Stefanos Tsitsipas    | 6:4, 6:4                           |
| Finalista     | 53.  | 17 marca 2019        | Indian Wells                      | Twarda          | Dominic Thiem         | 6:3, 3:6, 5:7                      |
| Zwycięzca     | 101. | 31 marca 2019        | Miami (4)                         | Twarda          | John Isner            | 6:1, 6:4                           |
| Zwycięzca     | 102. | 23 czerwca 2019      | Halle (10)                        | Trawiasta       | David Goffin          | 7:6(2), 6:2                        |
| Finalista     | 54.  | 14 lipca 2019        | Wimbledon, Londyn                 | Trawiasta       | Novak Đoković         | 6:7(5), 6:1, 6:7(4), 6:4, 12:13(3) |
| Zwycięzca     | 103. | 27 października 2019 | Bazylea (10)                      | Twarda (hala)   | Alex de Minaur        | 6:2, 6:2                           |

##### Gra podwójna (8–6)
| Legenda                                            |
| Wielki Szlem (0–0)                                 |
| Igrzyska olimpijskie (1–0)                         |
| Tennis Masters Cup / ATP Finals (0–0)              |
| ATP Masters Series / ATP Tour Masters 1000 (1–2)   |
| ATP International Series Gold / ATP Tour 500 (3–1) |
| ATP International Series / ATP Tour 250 (3–3)      |

| Wygrane według nawierzchni |
| Twarda (5–4)               |
| Ceglana (1–0)              |
| Trawiasta (1–1)            |
| Dywanowa (1–1)             |

| Końcowy wynik | Nr | Data                 | Turniej       | Nawierzchnia    | Partner            | Przeciwnicy w finale                | Wynik finału          |
| Finalista     | 1. | 29 października 2000 | Bazylea       | Dywanowa (hala) | Dominik Hrbatý     | Donald Johnson Piet Norval          | 6:7(11), 6:4, 6:7(4)  |
| Zwycięzca     | 1. | 25 lutego 2001       | Rotterdam (1) | Twarda (hala)   | Jonas Björkman     | Petr Pála Pavel Vízner              | 6:3, 6:0              |
| Zwycięzca     | 2. | 15 lipca 2001        | Gstaad        | Ceglana         | Marat Safin        | Michael Hill Jeff Tarango           | 0:1 krecz             |
| Zwycięzca     | 3. | 24 lutego 2002       | Rotterdam (2) | Twarda (hala)   | Maks Mirny         | Mark Knowles Daniel Nestor          | 4:6, 6:3, 10–4        |
| Finalista     | 2. | 17 marca 2002        | Indian Wells  | Twarda          | Maks Mirny         | Mark Knowles Daniel Nestor          | 4:6, 4:6              |
| Zwycięzca     | 4. | 6 października 2002  | Moskwa        | Dywanowa (hala) | Maks Mirny         | Joshua Eagle Sandon Stolle          | 6:4, 7:6(0)           |
| Finalista     | 3. | 23 lutego 2003       | Rotterdam     | Twarda (hala)   | Maks Mirny         | Wayne Arthurs Paul Hanley           | 6:7(4), 2:6           |
| Zwycięzca     | 5. | 30 marca 2003        | Miami         | Twarda          | Maks Mirny         | Leander Paes David Rikl             | 7:5, 6:3              |
| Zwycięzca     | 6. | 12 października 2003 | Wiedeń        | Twarda (hala)   | Yves Allegro       | Mahesh Bhupathi Maks Mirny          | 7:6(7), 7:5           |
| Finalista     | 4. | 3 października 2004  | Bangkok       | Twarda (hala)   | Yves Allegro       | Justin Gimelstob Graydon Oliver     | 7:5, 4:6, 4:6         |
| Zwycięzca     | 7. | 12 czerwca 2005      | Halle         | Trawiasta       | Yves Allegro       | Joachim Johansson Marat Safin       | 7:5, 6:7(6), 6:3      |
| Zwycięzca     | 8. | 16 sierpnia 2008     | Pekin         | Twarda          | Stanislas Wawrinka | Simon Aspelin Thomas Johansson      | 6:3, 6:4, 6:7(4), 6:3 |
| Finalista     | 5. | 20 marca 2011        | Indian Wells  | Twarda          | Stanislas Wawrinka | Ołeksandr Dołhopołow Xavier Malisse | 4:6, 7:6(5), 7–10     |
| Finalista     | 6. | 15 czerwca 2014      | Halle         | Trawiasta       | Marco Chiudinelli  | Andre Begemann Julian Knowle        | 6:1, 5:7, 10–12       |

### Osiągnięcia w turniejach Wielkiego Szlema i ATP Tour Masters 1000 (gra pojedyncza)
| Turniej                                     | 1998                      | 1999                      | 2000                      | 2001                      | 2002                      | 2003                      | 2004                      | 2005                      | 2006                      | 2007                      | 2008                      | 2009                      | 2010                      | 2011                      | 2012                      | 2013                      | 2014                      | 2015                      | 2016                      | 2017                      | 2018                      | 2019                      | 2020                      | 2021                      | 2022                      | Wygrane turnieje | Bilans w turnieju |
| Wielki Szlem                                | Wielki Szlem              | Wielki Szlem              | Wielki Szlem              | Wielki Szlem              | Wielki Szlem              | Wielki Szlem              | Wielki Szlem              | Wielki Szlem              | Wielki Szlem              | Wielki Szlem              | Wielki Szlem              | Wielki Szlem              | Wielki Szlem              | Wielki Szlem              | Wielki Szlem              | Wielki Szlem              | Wielki Szlem              | Wielki Szlem              | Wielki Szlem              | Wielki Szlem              | Wielki Szlem              | Wielki Szlem              | Wielki Szlem              | Wielki Szlem              | Wielki Szlem              | Wielki Szlem     | Wielki Szlem      |
| ------------------------------------------- | ------------------------- | ------------------------- | ------------------------- | ------------------------- | ------------------------- | ------------------------- | ------------------------- | ------------------------- | ------------------------- | ------------------------- | ------------------------- | ------------------------- | ------------------------- | ------------------------- | ------------------------- | ------------------------- | ------------------------- | ------------------------- | ------------------------- | ------------------------- | ------------------------- | ------------------------- | ------------------------- | ------------------------- | ------------------------- | ---------------- | ----------------- |
| Australian Open                             | –                         | –                         | 3R                        | 3R                        | 4R                        | 4R                        | W                         | SF                        | W                         | W                         | SF                        | F                         | W                         | SF                        | SF                        | SF                        | SF                        | 3R                        | SF                        | W                         | W                         | 4R                        | SF                        | –                         | –                         | 6/21             | 102–15            |
| French Open                                 | –                         | 1R                        | 4R                        | QF                        | 1R                        | 1R                        | 3R                        | SF                        | F                         | F                         | F                         | W                         | QF                        | F                         | SF                        | QF                        | 4R                        | QF                        | –                         | –                         | –                         | SF                        | –                         | 4R                        | –                         | 1/19             | 73–17             |
| Wimbledon                                   | –                         | 1R                        | 1R                        | QF                        | 1R                        | W                         | W                         | W                         | W                         | W                         | F                         | W                         | QF                        | QF                        | W                         | 2R                        | F                         | F                         | SF                        | W                         | QF                        | F                         | NH                        | QF                        | –                         | 8/22             | 105–14            |
| US Open                                     | –                         | –                         | 3R                        | 4R                        | 4R                        | 4R                        | W                         | W                         | W                         | W                         | W                         | F                         | SF                        | SF                        | QF                        | 4R                        | SF                        | F                         | –                         | QF                        | 4R                        | QF                        | –                         | –                         | –                         | 5/19             | 89–14             |
| Bilans spotkań                              | 0–0                       | 0–2                       | 7–4                       | 13–4                      | 6–4                       | 13–3                      | 22–1                      | 24–2                      | 27–1                      | 26–1                      | 24–3                      | 26–2                      | 20–3                      | 20–4                      | 19–3                      | 13–4                      | 19–4                      | 18–4                      | 10–2                      | 18–1                      | 14–2                      | 18–4                      | 5–1                       | 7–1                       | 0–0                       | –                | 369–60            |
| Wygrane turnieje                            | 0/0                       | 0/2                       | 0/4                       | 0/4                       | 0/4                       | 1/4                       | 3/4                       | 2/4                       | 3/4                       | 3/4                       | 1/4                       | 2/4                       | 1/4                       | 0/4                       | 1/4                       | 0/4                       | 0/4                       | 0/4                       | 0/2                       | 2/3                       | 1/3                       | 0/4                       | 0/1                       | 0/2                       | 0/0                       | 20/81            | –                 |
| ATP Finals                                  |                           |                           |                           |                           |                           |                           |                           |                           |                           |                           |                           |                           |                           |                           |                           |                           |                           |                           |                           |                           |                           |                           |                           |                           |                           |                  |                   |
| ATP Finals                                  | –                         | –                         | –                         | –                         | SF                        | W                         | W                         | F                         | W                         | W                         | RR                        | SF                        | W                         | W                         | F                         | SF                        | F                         | F                         | –                         | SF                        | SF                        | SF                        | –                         | –                         | –                         | 6/17             | 59–17             |
| ATP Tour Masters 1000                       |                           |                           |                           |                           |                           |                           |                           |                           |                           |                           |                           |                           |                           |                           |                           |                           |                           |                           |                           |                           |                           |                           |                           |                           |                           |                  |                   |
| Indian Wells                                | –                         | –                         | –                         | 1R                        | 3R                        | 2R                        | W                         | W                         | W                         | 2R                        | SF                        | SF                        | 3R                        | SF                        | W                         | QF                        | F                         | F                         | –                         | W                         | F                         | F                         | NH                        | –                         | –                         | 5/18             | 66–13             |
| Miami                                       | –                         | 1R                        | 2R                        | QF                        | F                         | QF                        | 3R                        | W                         | W                         | 4R                        | QF                        | SF                        | 4R                        | SF                        | 3R                        | –                         | QF                        | –                         | –                         | W                         | 2R                        | W                         | NH                        | –                         | –                         | 4/18             | 56–14             |
| Monte Carlo                                 | –                         | 1R                        | 1R                        | QF                        | 2R                        | –                         | –                         | QF                        | F                         | F                         | F                         | 3R                        | –                         | QF                        | –                         | –                         | F                         | 3R                        | QF                        | –                         | –                         | –                         | NH                        | –                         | –                         | 0/13             | 30–13             |
| Madryt                                      | –                         | –                         | 2R                        | 2R                        | QF                        | SF                        | –                         | –                         | W                         | F                         | SF                        | W                         | F                         | SF                        | W                         | 3R                        | –                         | 2R                        | –                         | –                         | –                         | QF                        | NH                        | –                         | –                         | 3/14             | 38–11             |
| Rzym                                        | –                         | –                         | 1R                        | 3R                        | 1R                        | F                         | 2R                        | –                         | F                         | 3R                        | QF                        | SF                        | 2R                        | 3R                        | SF                        | F                         | 2R                        | F                         | 3R                        | –                         | –                         | QF                        | –                         | –                         | –                         | 0/17             | 34–16             |
| Montreal/Toronto                            | –                         | –                         | 1R                        | –                         | 1R                        | SF                        | W                         | –                         | W                         | F                         | 2R                        | QF                        | F                         | 3R                        | –                         | –                         | F                         | –                         | –                         | F                         | –                         | –                         | NH                        | –                         | –                         | 2/12             | 35–10             |
| Cincinnati                                  | –                         | –                         | 1R                        | –                         | 1R                        | 2R                        | 1R                        | W                         | 2R                        | W                         | 3R                        | W                         | W                         | QF                        | W                         | QF                        | W                         | W                         | –                         | –                         | F                         | 3R                        | –                         | –                         | –                         | 7/17             | 47–10             |
| Szanghaj                                    | Nie ATP Tour Masters 1000 | Nie ATP Tour Masters 1000 | Nie ATP Tour Masters 1000 | Nie ATP Tour Masters 1000 | Nie ATP Tour Masters 1000 | Nie ATP Tour Masters 1000 | Nie ATP Tour Masters 1000 | Nie ATP Tour Masters 1000 | Nie ATP Tour Masters 1000 | Nie ATP Tour Masters 1000 | Nie ATP Tour Masters 1000 | –                         | F                         | –                         | SF                        | 3R                        | W                         | 2R                        | –                         | W                         | SF                        | QF                        | NH                        | NH                        | NH                        | 2/8              | 23–6              |
| Paryż                                       | –                         | –                         | 1R                        | 2R                        | QF                        | QF                        | –                         | –                         | –                         | 3R                        | QF                        | 2R                        | SF                        | W                         | –                         | SF                        | QF                        | 3R                        | –                         | –                         | SF                        | –                         | –                         | –                         | –                         | 1/13             | 23–11             |
| Hamburg                                     | –                         | –                         | 1R                        | 1R                        | W                         | 3R                        | W                         | W                         | –                         | W                         | F                         | Nie ATP Tour Masters 1000 | Nie ATP Tour Masters 1000 | Nie ATP Tour Masters 1000 | Nie ATP Tour Masters 1000 | Nie ATP Tour Masters 1000 | Nie ATP Tour Masters 1000 | Nie ATP Tour Masters 1000 | Nie ATP Tour Masters 1000 | Nie ATP Tour Masters 1000 | Nie ATP Tour Masters 1000 | Nie ATP Tour Masters 1000 | Nie ATP Tour Masters 1000 | Nie ATP Tour Masters 1000 | Nie ATP Tour Masters 1000 | 4/8              | 29–4              |
| Bilans spotkań                              | 0–0                       | 0–2                       | 2–8                       | 8–7                       | 18–8                      | 21–8                      | 20–3                      | 27–1                      | 34–3                      | 26–7                      | 22–8                      | 24–6                      | 22–7                      | 22–7                      | 23–3                      | 14–6                      | 28–6                      | 16–6                      | 3–2                       | 20–1                      | 14–5                      | 17–4                      | 0–0                       | 0–0                       | 0–0                       | –                | 381–108           |
| Wygrane turnieje                            | 0/0                       | 0/2                       | 0/8                       | 0/7                       | 1/9                       | 0/8                       | 3/6                       | 4/5                       | 4/7                       | 2/9                       | 0/9                       | 2/8                       | 1/8                       | 1/8                       | 3/6                       | 0/6                       | 2/8                       | 1/7                       | 0/2                       | 3/4                       | 0/5                       | 1/6                       | 0/0                       | 0/0                       | 0/0                       | 28/137           | –                 |
| Rozegrane turnieje ATP                      | 3                         | 14                        | 28                        | 21                        | 25                        | 23                        | 17                        | 15                        | 17                        | 16                        | 19                        | 15                        | 18                        | 16                        | 17                        | 17                        | 17                        | 17                        | 7                         | 12                        | 13                        | 15                        | 1                         | 5                         | 0                         | 368              | 368               |
| Finały w turniejach ATP                     | 0                         | 0                         | 2                         | 3                         | 5                         | 9                         | 11                        | 12                        | 16                        | 12                        | 8                         | 7                         | 9                         | 6                         | 10                        | 3                         | 11                        | 11                        | 1                         | 8                         | 7                         | 6                         | 0                         | 0                         | 0                         | 157              | 157               |
| Wygrane turnieje ATP                        | 0                         | 0                         | 0                         | 1                         | 3                         | 7                         | 11                        | 11                        | 12                        | 8                         | 4                         | 4                         | 5                         | 4                         | 6                         | 1                         | 5                         | 6                         | 0                         | 7                         | 4                         | 4                         | 0                         | 0                         | 0                         | 103              | 103               |
| Bilans spotkań na nawierzchni twardej       | 2–2                       | 7–6                       | 24–16                     | 21–9                      | 30–11                     | 46–11                     | 46–4                      | 50–1                      | 59–2                      | 44–6                      | 34–10                     | 36–10                     | 47–7                      | 46–7                      | 41–7                      | 28–11                     | 56–7                      | 39–6                      | 8–2                       | 42–4                      | 38–8                      | 33–7                      | 5–1                       | 1–1                       | 0–0                       | 71 / 222         | 783–156           |
| Bilans spotkań na nawierzchni trawiastej    | 0–0                       | 0–2                       | 2–3                       | 9–3                       | 5–3                       | 12–0                      | 12–0                      | 12–0                      | 12–0                      | 6–0                       | 11–1                      | 7–0                       | 8–2                       | 6–1                       | 15–2                      | 5–1                       | 9–1                       | 11–1                      | 10–3                      | 12–1                      | 12–2                      | 11–1                      | 0–0                       | 5–2                       | 0–0                       | 19 / 48          | 192–29            |
| Bilans spotkań na nawierzchni ceglanej      | 0–1                       | 0–5                       | 3–7                       | 9–5                       | 12–4                      | 15–4                      | 16–2                      | 15–2                      | 16–3                      | 16–3                      | 21–4                      | 18–2                      | 10–4                      | 12–4                      | 15–3                      | 12–5                      | 8–4                       | 13–4                      | 3–2                       | 0–0                       | 0–0                       | 9–2                       | 0–0                       | 3–1                       | 0–0                       | 11 / 80          | 226–71            |
| Bilans spotkań na nawierzchni dywanowej     | 0–1                       | 6–4                       | 7–4                       | 10–4                      | 9–3                       | 5–2                       | 0–0                       | 4–1                       | 5–0                       | 2–0                       | 0–0                       | 0–0                       | 0–0                       | 0–0                       | 0–0                       | 0–0                       | 0–0                       | 0–0                       | 0–0                       | 0–0                       | 0–0                       | 0–0                       | 0–0                       | 0–0                       | 0–0                       | 2 / 18           | 50–19             |
| Bilans spotkań na wszystkich nawierzchniach | 2–3                       | 13–17                     | 36–30                     | 49–21                     | 58–22                     | 78–17                     | 74–6                      | 81–4                      | 92–5                      | 68–9                      | 66–15                     | 61–12                     | 65–13                     | 64–12                     | 71–12                     | 45–17                     | 73–12                     | 63–11                     | 21–7                      | 54–5                      | 50–10                     | 53–10                     | 5–1                       | 9–4                       | 0–0                       | 103 / 368        | 1251–275          |
| Ranking na koniec sezonu                    |                           |                           |                           |                           |                           |                           |                           |                           |                           |                           |                           |                           |                           |                           |                           |                           |                           |                           |                           |                           |                           |                           |                           |                           |                           |                  |                   |
| –                                           | 301                       | 65                        | 29                        | 13                        | 6                         | 2                         | 1                         | 1                         | 1                         | 1                         | 2                         | 1                         | 2                         | 3                         | 2                         | 6                         | 2                         | 3                         | 16                        | 2                         | 3                         | 3                         | 5                         | 16                        | –                         |                  |                   |

#### Legenda
W, wygrał turniej
     F, przegrał w finale
     SF, przegrał w półfinale
     QF, przegrał w ćwierćfinale
     4R, 3R, 2R, 1R, przegrał w IV, III, II, I rundzie
     LQ, odpadł w kwalifikacjach
     RR, odpadł w fazie grupowej
     –, nie startował
     NH, turniej nie odbył się